# Festival des Templiers
Le Festival des Templiers est une compétition française de trail (course à pied). Il a lieu chaque année lors du dernier week-end d’octobre. Au programme, onze courses sont organisées du vendredi au dimanche, avec plus de 10 000 participants tout au long du festival. Parmi ces courses, le Grand Trail des Templiers clôture le festival le dimanche avec 2 500 coureurs au départ.
Les épreuves se déroulent sur le territoire des Grands Causses dans le sud-est du département de l'Aveyron. Le Festival des Templiers s'appuie sur le monde rural, la vie associative et les paysages des Grands Causses.

## Origine de la course
Gilles Bertrand et Odile Baudrier ont eu l'idée de créer le Festival des Templiers grâce à des reportages effectués sur le Leadville Trail dans le Colorado en 1989 et sur le Western States en Californie en 1990, des courses américaines. Ils ont monté d'abord en 1991 un projet de festival de l'endurance mêlant des courses de VTT, à pied et même de chevaux. Mais ce projet n'obtint pas l'adhésion auprès des élus. Ainsi, ils ont présenté en 1994 un projet se concentrant uniquement sur la course à pied. La Grande Course des Templiers était née l'année suivante. Il est souvent affirmé que le trail est né avec les Templiers cependant la 6000D existait dès 1990. En 1995, la même année que pour la Grande Course des Templiers, a été créé le Trail l'Ardéchois. La SaintéLyon existait encore bien avant mais elle n'est pas considérée comme un vrai trail (peu de sentiers monotraces et beaucoup de portions goudronnées).

## Évolution et grandes dates

### Saint-Eulalie de Cernon, berceau des Templiers

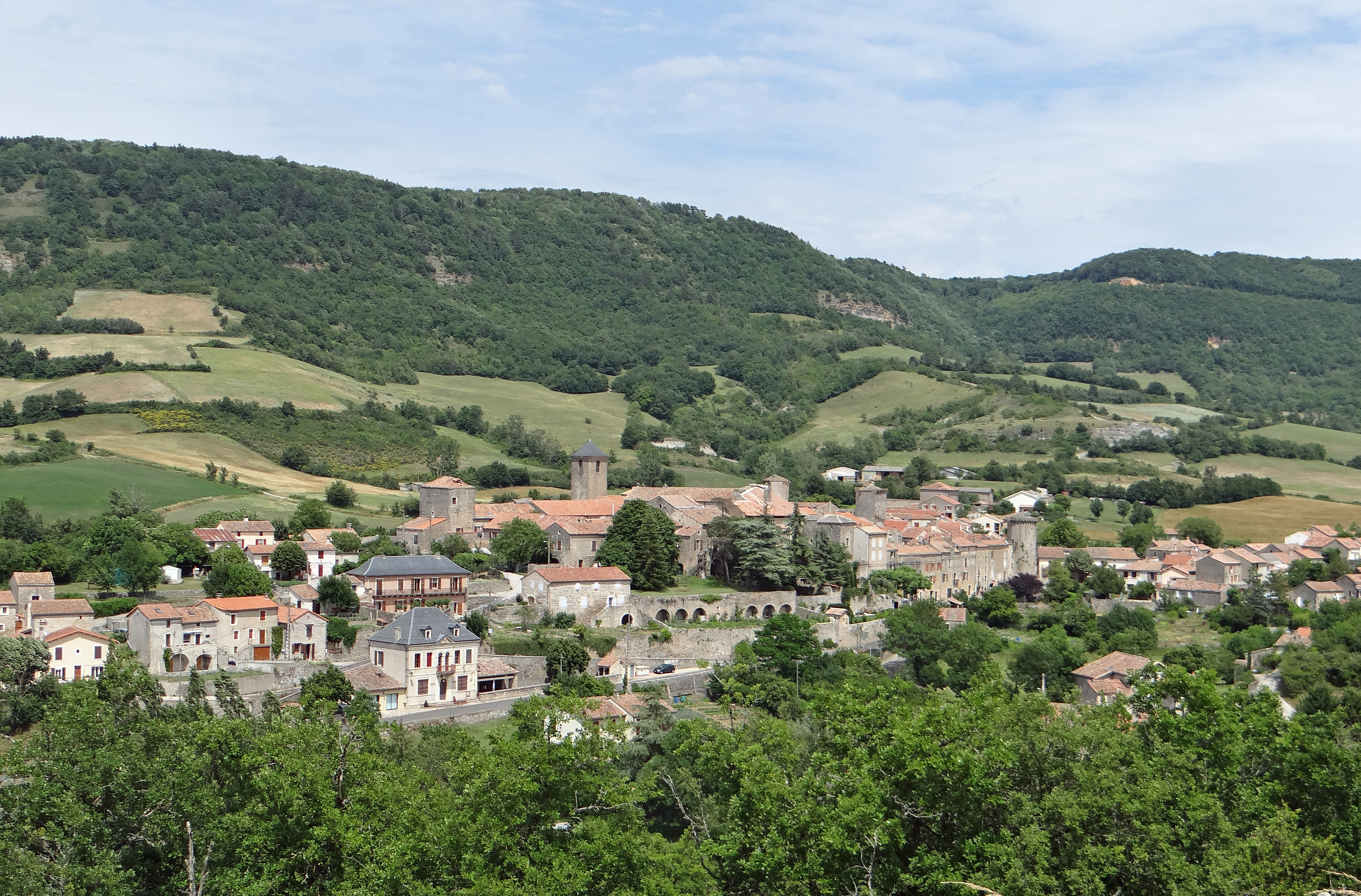
Sainte-Eulalie-de-Cernon

En 1995 a lieu la première édition de la Grande Course des Templiers à Sainte-Eulalie-de-Cernon par Odile Baudrier et Gilles Bertrand,, avec près de 500 coureurs. Patrick Renard venu du marathon inaugure le palmarès de la course et remporte un sac de berger, première récompense évoquant le patrimoine local. Lors de l'édition suivante, 50 000 francs sont reversés dès la seconde édition à Betsaleel, un orphelinat du Tchad.

### 1997-2009: l'évènement gagne en notoriété à Nant

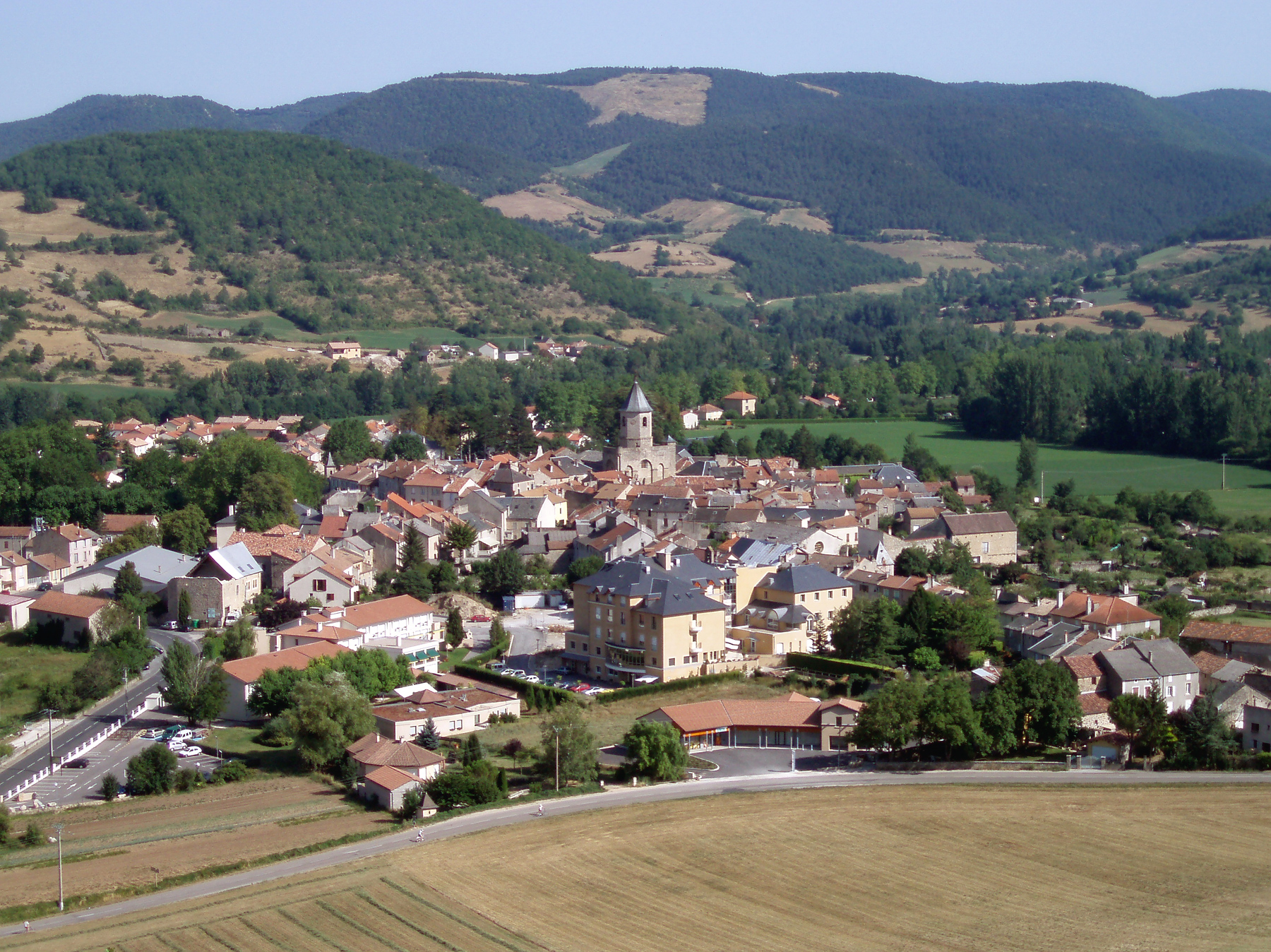
Nant

En 1997, l'évènement se déplace au départ de la commune de Nant et c'est Patricia Djaté, marraine de la course qui remet une deuxième couronne de lauriers à Patrick Renard, vainqueur pour la seconde fois. En 1998, pour la première fois, les coureurs empruntent la descente de Cantobre, ouverte exclusivement pour la course. Il avait fallu plusieurs mois à l'organisation pour trouver ou se faire conseiller le bon passage. L'année suivante le festival innove grâce à la première édition de l’Endurance Trail à Nant, ultra trail de 120 km remportée par l'Alsacien Jean-Claude Enderlin. Francis Roux, un paysan de La Couvertoirade, enchaîne l'Endurance Trail et le Grand Trail en 36 heures. Cinq ans plus tard en 2004 lors du 10e anniversaire, l'Endurance Trail fait son retour sur une distance de 111 km. Il devient annuel en 2009.
D'autres courses ont ensuite été créées : La Templière (premier trail féminin en 2004), le Kinder Trail (en 2005 pour les enfants). En 2008, ce programme est étoffé avec six courses au total avec notamment la création du Marathon des Causses.
Pendant cette période, la Grande Course des Templiers se popularise : en 2006 pour la première fois, la barre des 2 000 partants est dépassée avec 2 272 partants et 1 904 arrivants. En 2007, le nombre se porte à 2 222 arrivants, ce qui n'est pas sans créer des bouchons sur le parcours. Cette époque marque le début des reconnaissances par les teams (écuries) dans un but d'optimiser leur préparation. De même le festival commence à se mondialiser avec la présence de trois coureurs népalais en 2001.
Le festival à Nant est marqué par plusieurs éditions mémorables : en 2002 l'arrivée victorieuse de Gil Besseyre et de Jérôme Trottet main dans la main, fait similaire en 2005 pour l'arrivée victorieuse de Dawa Sherpa et Christophe Jaquerod ; de la neige présente dans le parcours lors de l'édition 2003, tombant notamment au Saint Guiral. Gil Besseyre y obtient sa troisième victoire en trois participations. Malgré les conditions, 1 570 coureurs terminent la course parmi les 1 970 participants. L'édition 2006 voit la 9e victoire de Karine Herry sur la Grande Course des Templiers, un record absolu chez les féminines. Autre record notable, le breton Patrick Lothodé a échoué quatre fois à la seconde place de 1998 à 2001.
En 2002, la Charte du trailer est créée avec pour objectifs notamment le respect de l'environnement par les coureurs et l'assistance aux concurrents blessés. En 2004 une nouvelle fois les bénéfices de la course sont reversés à un orphelinat au Tchad.

### Novembre 2009: le déménagement à Millau
En novembre 2009, seulement quelques jours après la fin de l'évènement, les organisateurs du festival ont pris la décision de se détourner de la commune de Nant pour déménager à Millau, commune plus propice à accueillir un plus grand nombre de participants. Cependant cette délocalisation ne fut pas sans susciter des débats entre les coureurs et des polémiques, la municipalité de Nant n'appréciant pas trop le départ d'un évènement majeur pour la commune. De cette scission naquit, dès l'année suivante, le Festival des Hospitaliers, qui reprend certains anciens parcours des Templiers, et se déroule également au mois d'octobre. De ce fait l'orientation des parcours vers le Larzac, les Cévennes puis le causse Bégon laissait désormais place au causse Noir tout en conservant le Larzac mais plus à l'ouest.

### 2010-2018: le développement de nouvelles courses

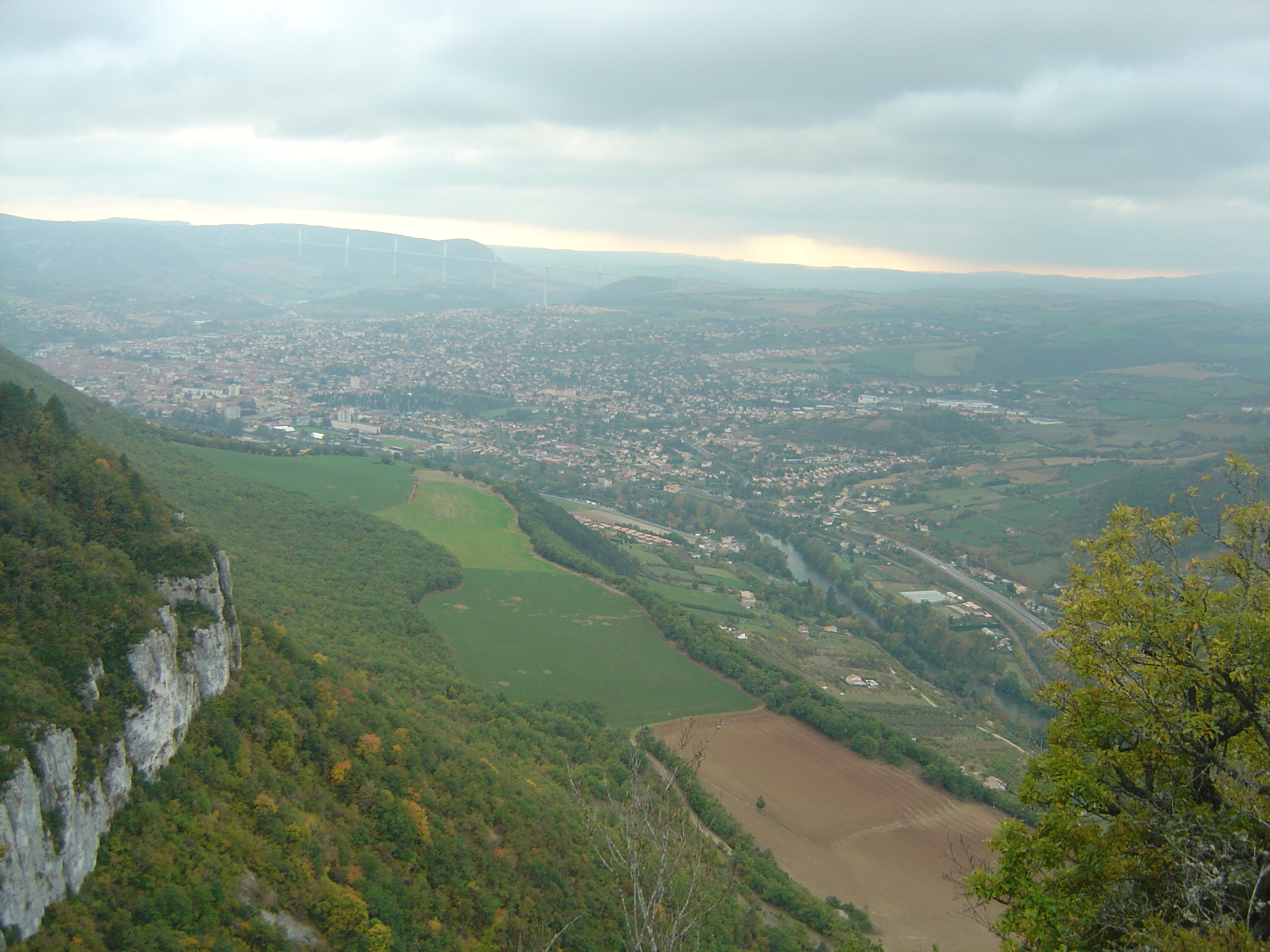
Vue de la ville de Millau et du viaduc dans la fin du parcours du VO2 Trail 2013

L'arrivée de l'évènement dans le territoire de la commune de Millau commence d'emblée par trois éditions marquantes : d'une part sur un plan météorologique avec la pluie en 2010 qui a imposé de mettre en place un parcours de repli en fin de course, le passage de la grotte du Hibou et la descente suivante rendues impraticables pour une bonne partie des coureurs, en 2012 le froid avec −7 °C au départ ; d'autre part en 2011 pour la seconde place de la Grande Course des Templiers, où le public a pu assister à l'arrivée, main dans la main, de Thomas Lorblanchet et de Thierry Breuil portant un habit de templier,. Ce même Thomas Lorblanchet remportait en 2013 son quatrième succès sur le Grand Trail des Templiers, record masculin de l'épreuve.
Quelques innovations apparaissaient : en 2011 des primes décernées aux premiers de la Grande Course, ce qui n'était pas du goût de ceux qui veulent préserver l'esprit du trail puis en 2013 des arrivées organisées dans une entreprise de résidences de tourisme à Millau.
Mais surtout de nouvelles courses ont vu le jour : la Monna Lisa Trail (2012), l’Intégrale des Causses (2013), le Trail des Troubadours (2013), le Marathon du Larzac (2015) le vendredi,  la Solitaire des Templiers (2015) le vendredi également, la Boffi Fifty (2017). Cependant la Solitaire des Templiers ne fut pas conservée en 2017 et 2018. Et en corrélation avec ceci, le nombre d'inscrits au festival des Templiers explose : 8 000 pour neuf épreuves en 2013, 13 500 coureurs enregistrés en 2017 sur onze épreuves. En 2015, alors que le nombre de coureurs inscrits s'élevait à 12 000, les retombées économiques de l'évènement ont été estimées à près de 4 millions d'euros sur le département.
Le festival attire les coureurs internationaux : en témoignent en 2012 le podium du Grand Trail des Templiers, exclusivement étranger chez les femmes avec Núria Picas, Emelie Forsberg et Lizzy Hawker et en 2014 une rencontre intercontinentale organisée (États-Unis- Europe- France).

### 2019-2020: les Templiers face aux aléas
En 2019, le grand trail prévu le dimanche est annulé à la suite des prévisions d'orages et de vent fort sur les causses,.
En 2020, face à la pandémie de Covid-19 et en concertation avec la préfecture de l'Aveyron, l'organisation des Templiers choisit dans un premier temps à la fin du mois d'août d'annuler les courses du vendredi et du samedi et de privilégier le Grand Trail se déroulant le dimanche, car déjà annulé en 2019. Mais le 22 septembre, l'organisation jette totalement l'éponge en annulant la course du dimanche; l'épidémie ne reculant pas avec notamment un cluster dans un Ehpad à Séverac d'Aveyron.

### Depuis 2021
Depuis 2021, entre La Roque Sainte-Marguerite et le Mas de Bru, un ravitaillement se tient à Notre-Dame de la Salvage sur les longs parcours à la place de celui de Pierrefiche-du-Larzac où les coureurs ne font qu'un passage. Sur l'Endurance Trail, lors de l'édition 2023, une coureuse de 37 ans originaire de Vendée est décédée d'un arrêt cardiaque à proximité de Saint-André-de-Vézines. C'est la première fois que le Festival des Templiers déplore un décès sur l'une de ses courses.

## L'organisation

### L’organisateur
L’organisation repose sur l’association Évasion Sport et Communication. Cette association a pour but le développement de la pratique de la course à pied nature par l’organisation de compétitions. C'est le même groupe qui organise chaque année au mois de juin le Trail en Aubrac. Les directeurs des courses du festival des Templiers sont Gilles Bertrand et Odile Baudrier.

### Logistique
La partie médicale et sécurité regroupe tout un service de secours articulé autour d’une équipe de médecins, d'infirmiers, d'un personnel de la sécurité civile et de pompiers. Tout cette organisation se trouve soit à l’arrivée proche du poste de contrôle des secours soit dans la campagne au sein des parcours.
Des lieux de ravitaillement sont prévues dans les villages ou dans des lieux symboliques comme la ferme du Cade et des Privats dans le causse Noir. Suivant les courses, les coureurs ont entre un et six ravitaillements.
Une prise en charge des abandons est organisée avec la présence de navette (bus) au niveau des ravitaillements ou des points de sécurité.

### Départs et arrivées
Les départs de courses partant de Millau s'effectuent dans l'avenue Millau Plage à côté du Salon du trail. Pour faire débuter toutes les courses, les organisateurs font retentir la chanson Ameno d'Era, qui constitue l'hymne du festival et qui est également utilisée pour le Trail en Aubrac. Lorsque les départs s'effectuent de nuit comme sur l'Endurance Trail et le Grand Trail des Templiers, les fumigènes accompagnent la musique. Les arrivées des courses s'effectuent à l'office de tourisme au-dessus de l'avenue Millau Plage.

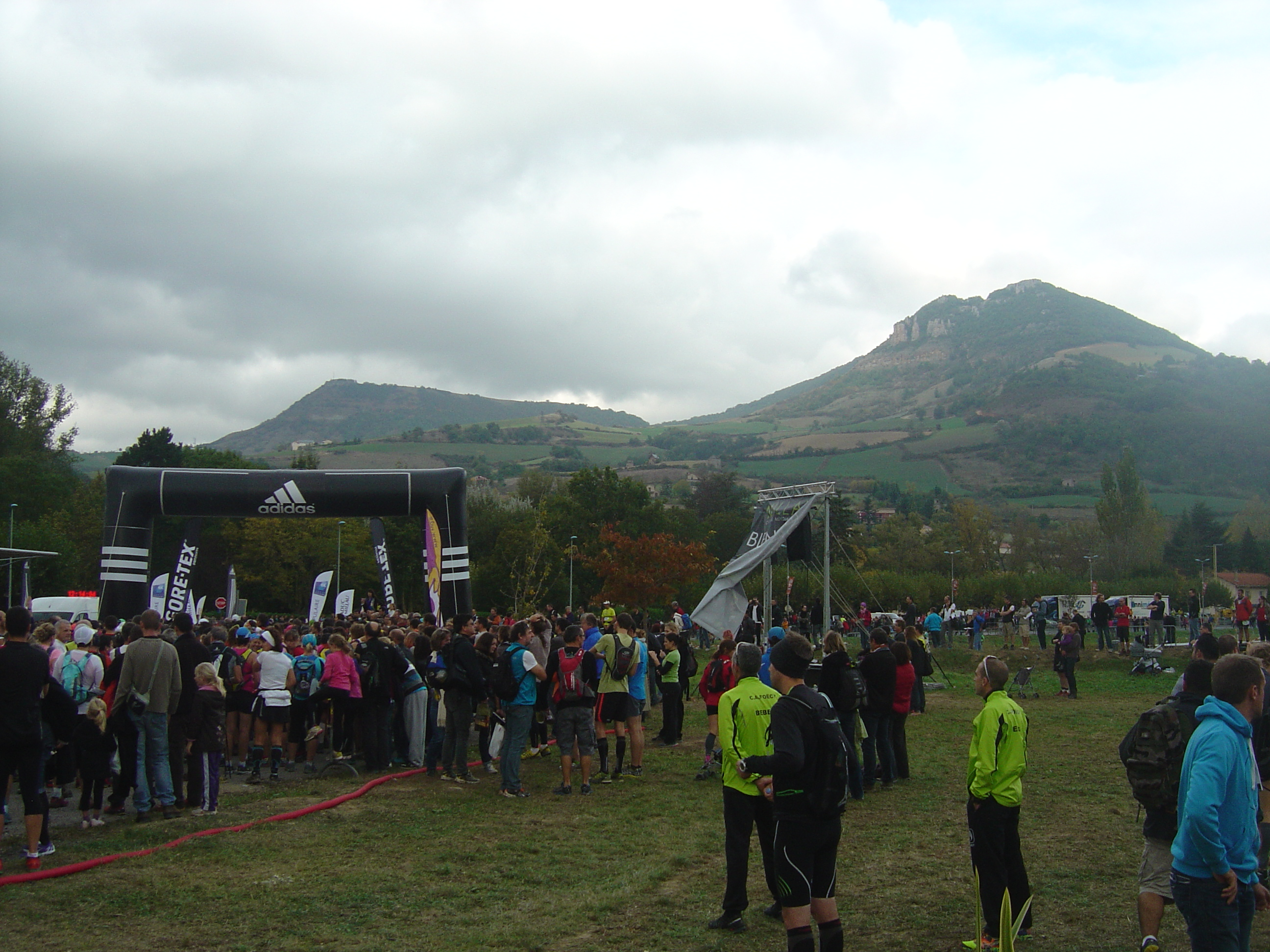
Départ du Monna Lisa Trail en 2013
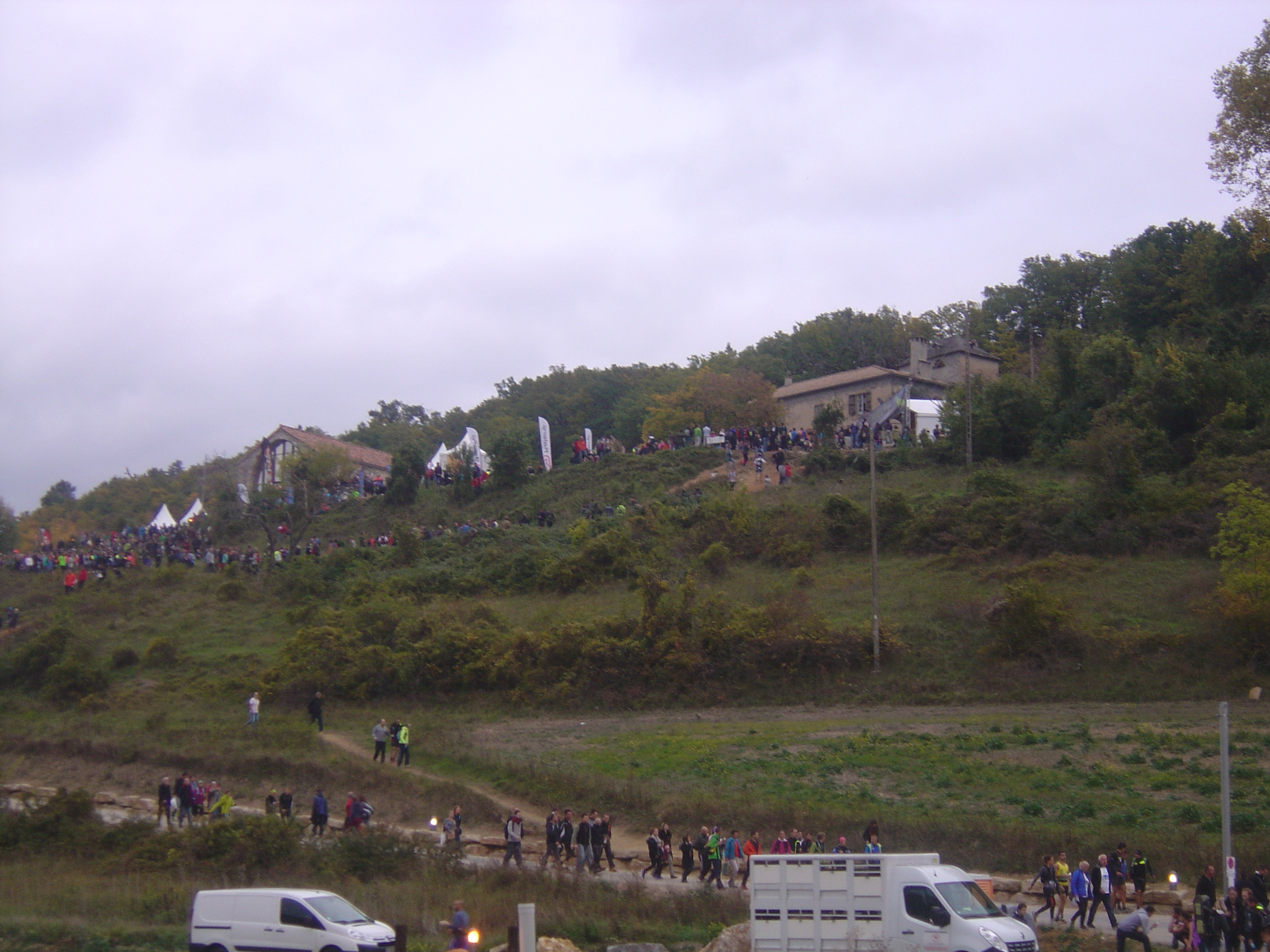
Le nouveau lieu d'arrivée depuis 2013
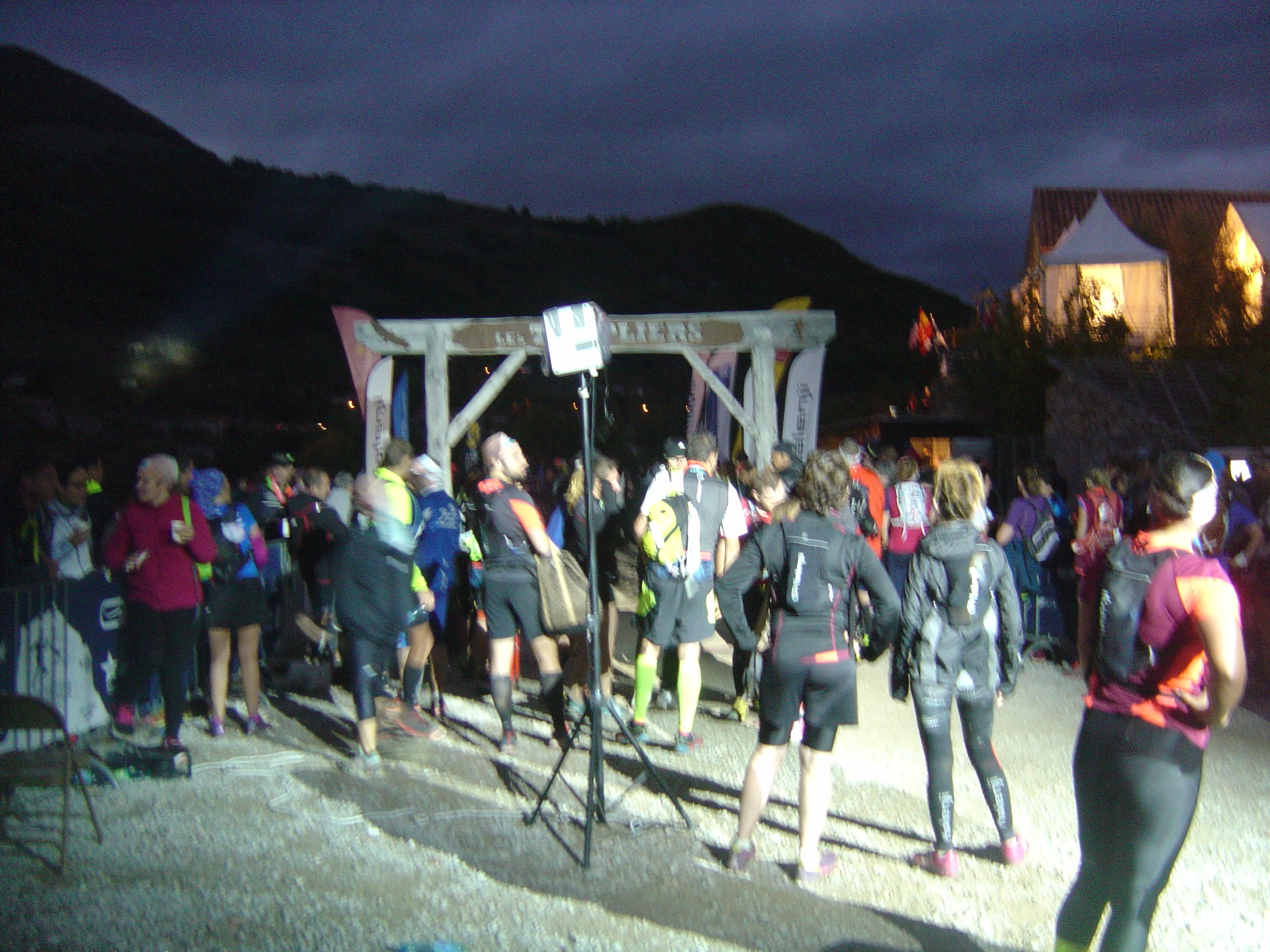
L'arrivée, ici sur le Marathon des Causses en 2017
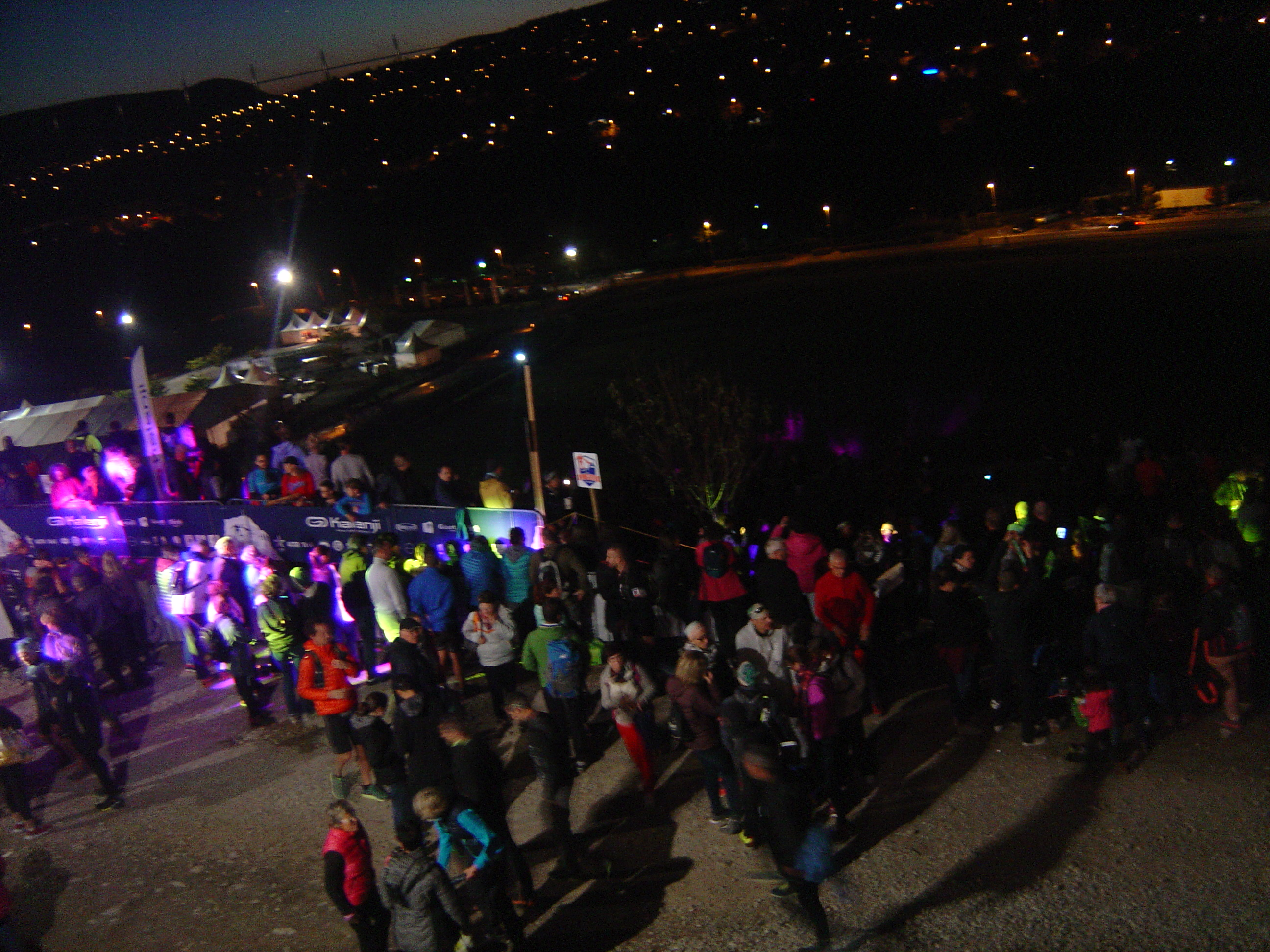
Plus bas, l'avenue Millau Plage et le Salon du Trail, après la tombée de la nuit. Plus loin le viaduc de Millau

## Environnement du Festival des Templiers
Les courses se situent essentiellement au sud-est du département de l'Aveyron, sur le causse noir et le Larzac. L'Endurance Trail pousse même jusqu'au causse de Sauveterre et le causse Méjean dans le département de la Lozère. Les tracés sur les causses s'effectuent au milieu de forêts de chênes pubescents, pins noirs, pins sylvestres passant parfois par d'anciennes fermes caussenardes reconverties (Le Sonnac, Betpaumes, La Rouvière, La Roujarie, Les Privats, Le Cade…). À cela s'ajoute des chaos karstiques (corniche du Rajol, rochers de Roques Altès…) et rochers spectaculaires (Les Balcons du Vertige…). Les tracés passent aussi par des villages médiévaux (Peyreleau, hameau de Montméjean ) ou monuments historiques (chapelle Saint-Jean de Balmes…).

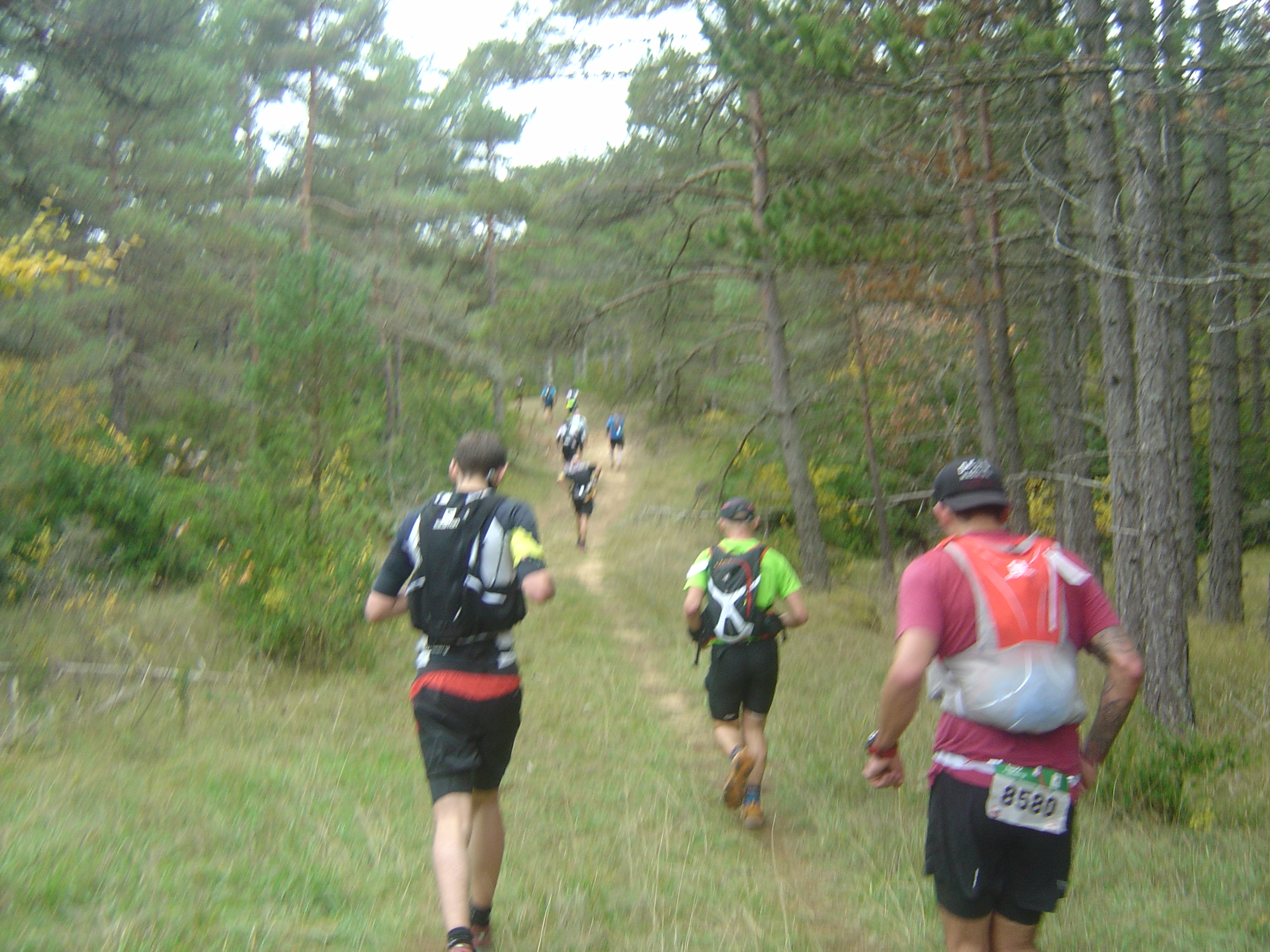
Traversée de forêts de pins sylvestres sur le causse Noir, sur le Marathon des Causses 2015
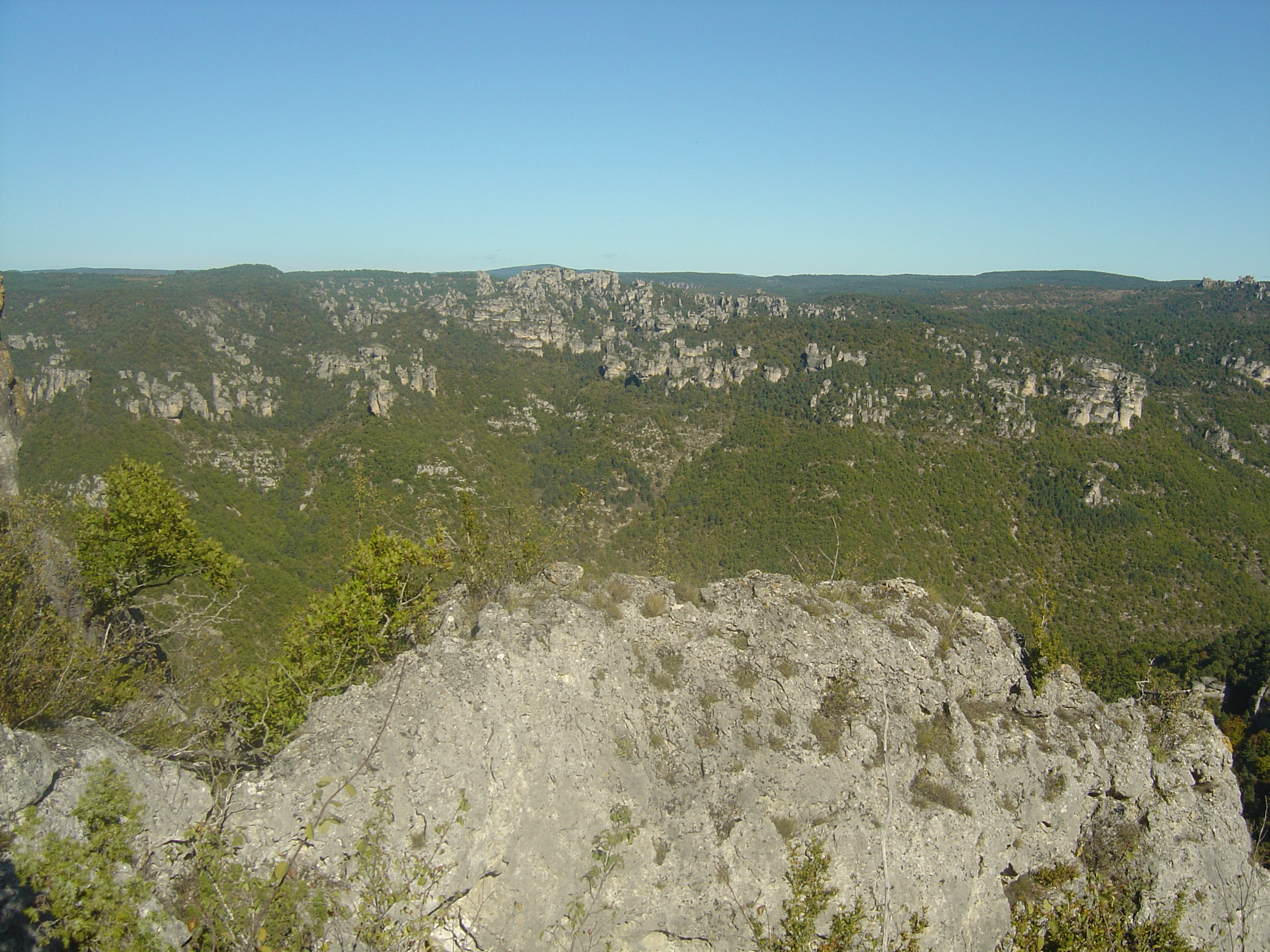
Vue d'un chaos depuis la falaise du Pompidou sur le Grand Trail des Templiers 2014
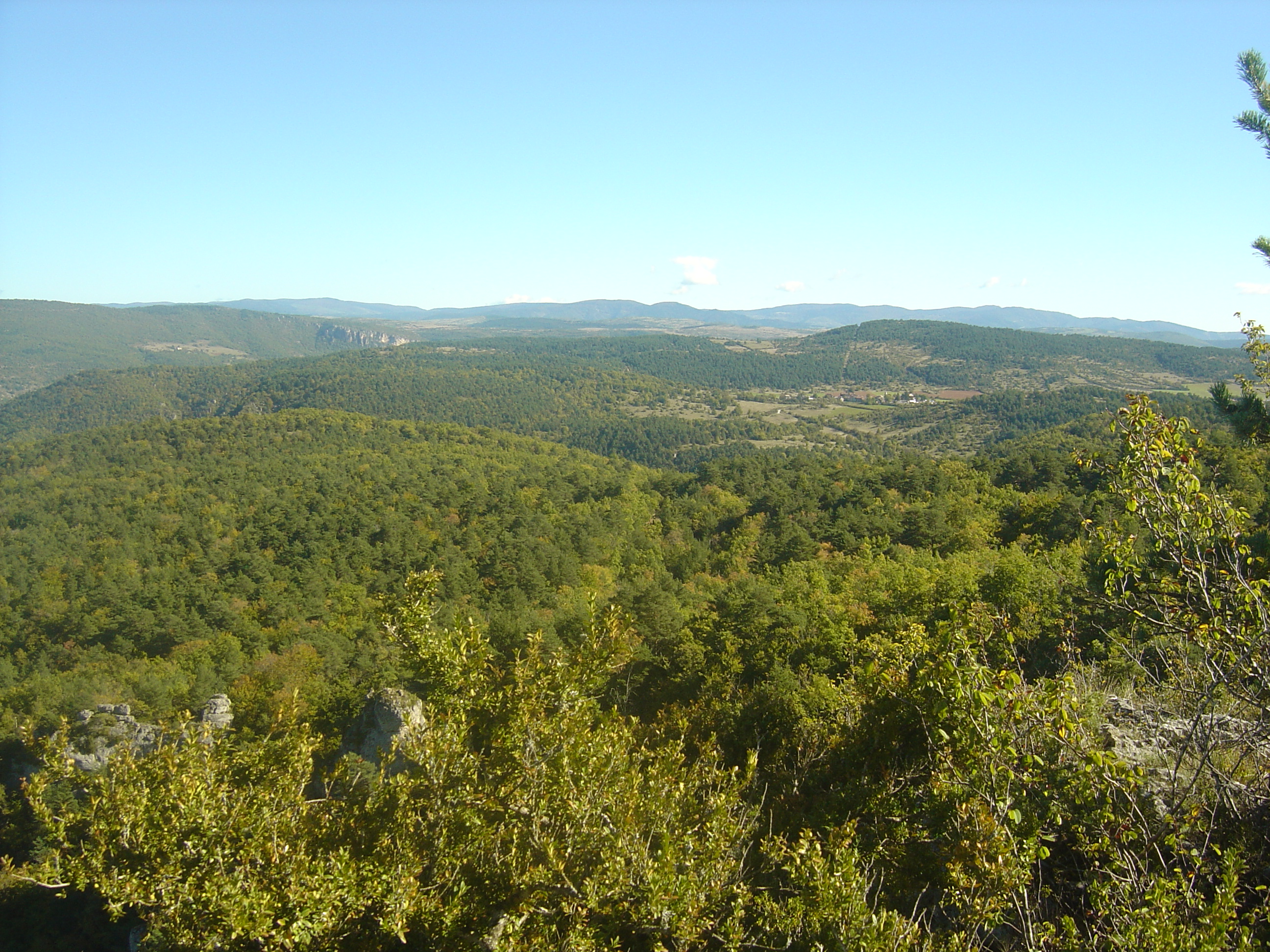
Vue d'une forêt des Grands Causses depuis la falaise du Pompidou sur le Grand Trail des Templiers 2014
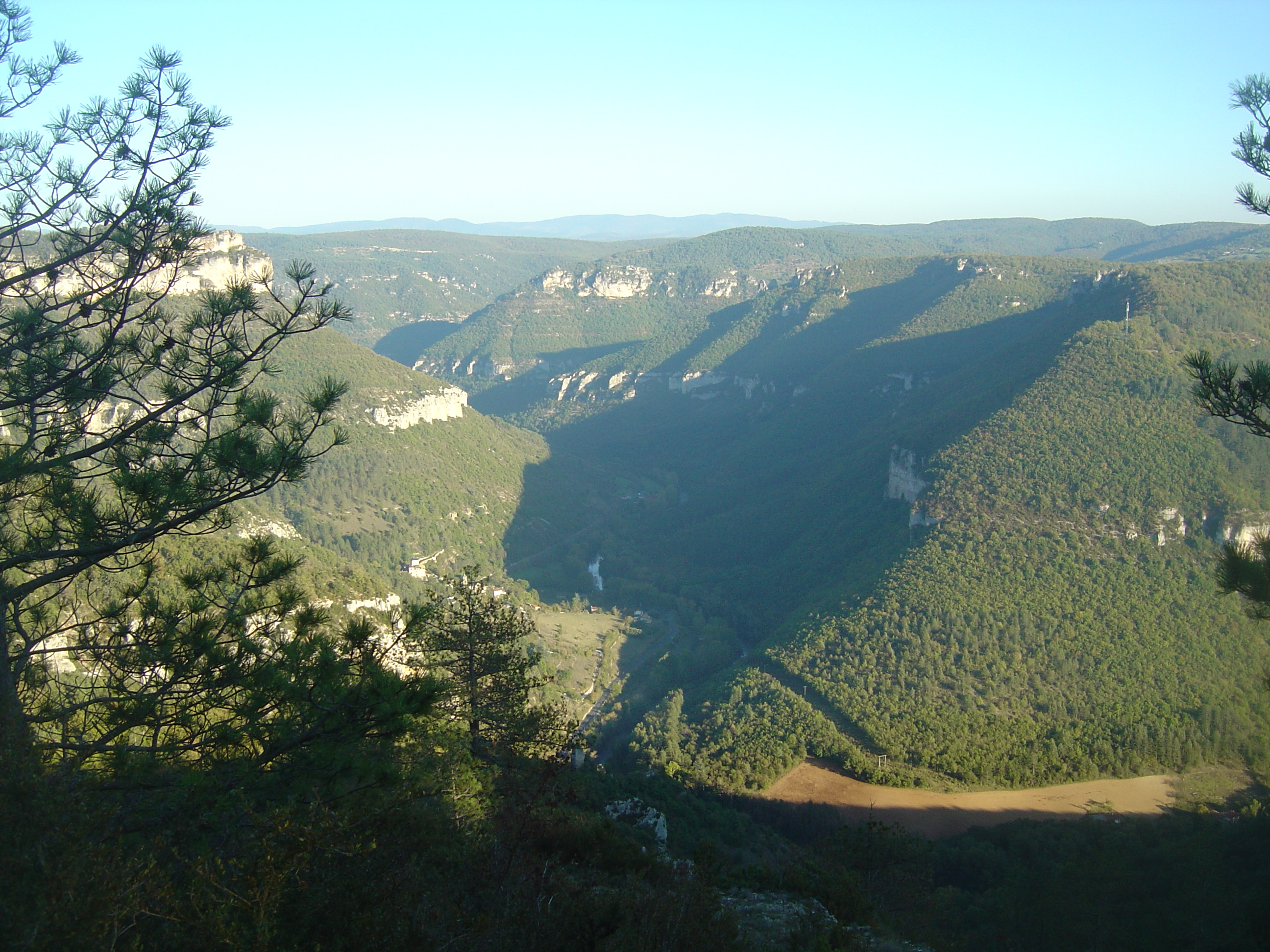
Vue sur le causse du Larzac à droite depuis le causse Noir sur le Grand Trail des Templiers 2018

## Sites et lieux traversés

### Fermes et mas traditionnels
- Le hameau de la Roujarie, situé en bordure de la route D29 à quelques encablures du prieuré Saint-Jean de Balmes[32], et situé sur la commune de Veyreau. Ce hameau avec une ferme typique des causses comptait 11 habitants en 1868[33] et dispose d'un toit-citerne couvert de lauses[34], imperméable et datant probablement de la fin du XIXe siècle, pour récupérer les eaux de pluie et alimenter l'abreuvoir des brebis[32].
- L'ancienne ferme des Privats, en ruines sur le causse Noir, à côté de la route D110. Le domaine des Privats est évoqué dès 1452 mais les bâtiments ont probablement été construits à la fin du XVIIIe siècle ou au début du XIXe siècle[35]. Il ne faut pas confondre la ferme des Privats avec Les Privats située près de Pierrefiche du Larzac.
- L'ancienne ferme du Cade (831 m)[36], formée de plusieurs bergeries, sur le causse Noir à quelques kilomètres de Millau. Son nom vient du genévrier cade qui pousse dans les vallées et plateaux calcaires umpruntés par les coureurs [37]. L'existence de son domaine est mentionné dès 1281 dans un acte de don à des œuvres de charité[37]. Cependant la construction de cette ferme date probablement du XVIIIe siècle, de par les techniques de construction qui correspondent à cette époque et d'autre part la date de 1737 gravée sur l'une des clefs du portail de l'une des bergeries[37]. Elle constitue le dernier ravitaillement pour tous les parcours supérieurs à 25 km.

- Autres mas du causse Noir : Betpaumes (826 m)[38], le centre équestre du Sonnac (858 m)[39], La Rouvière (731 m)[40].

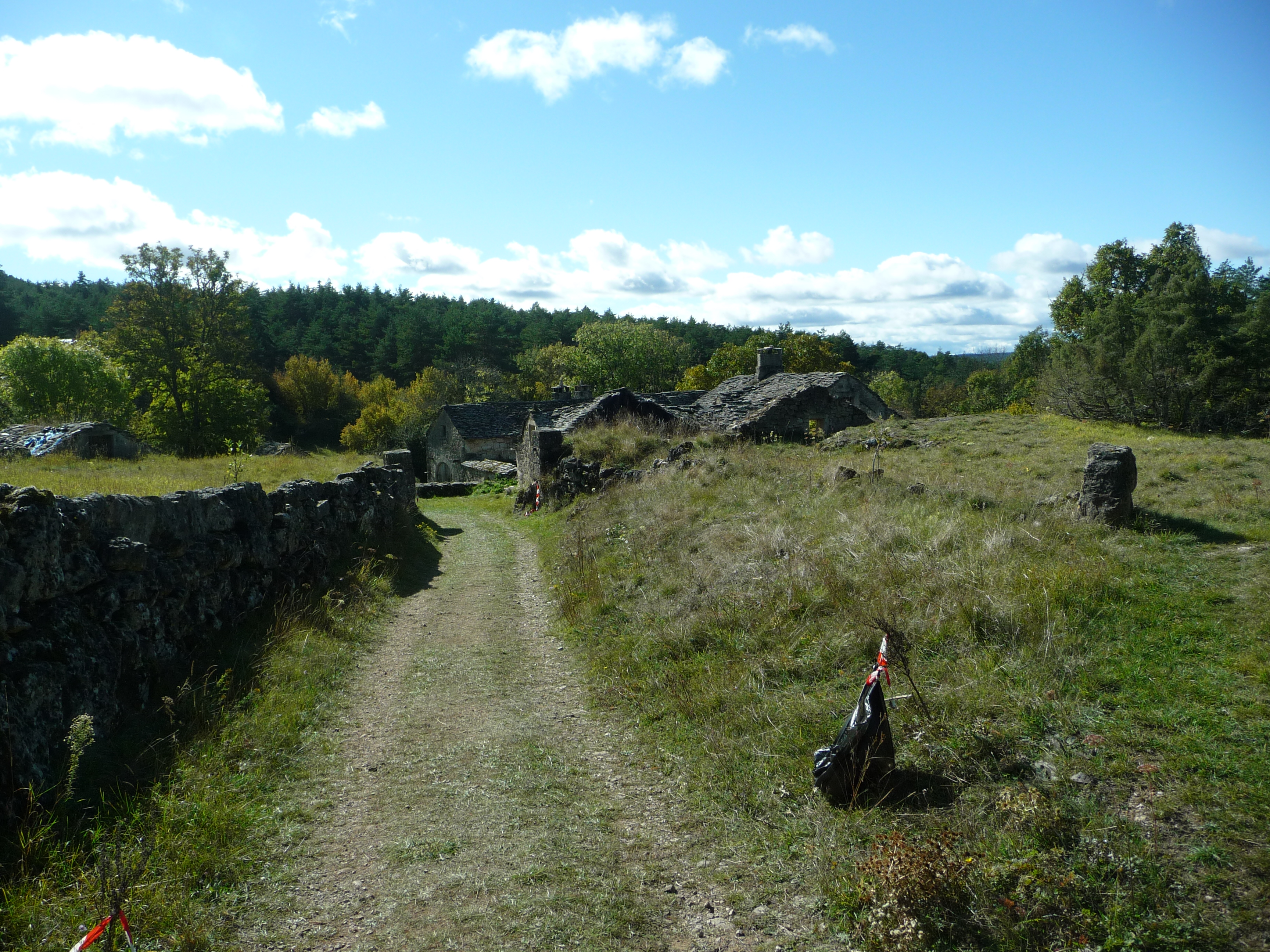
Hameau de La Roujarie
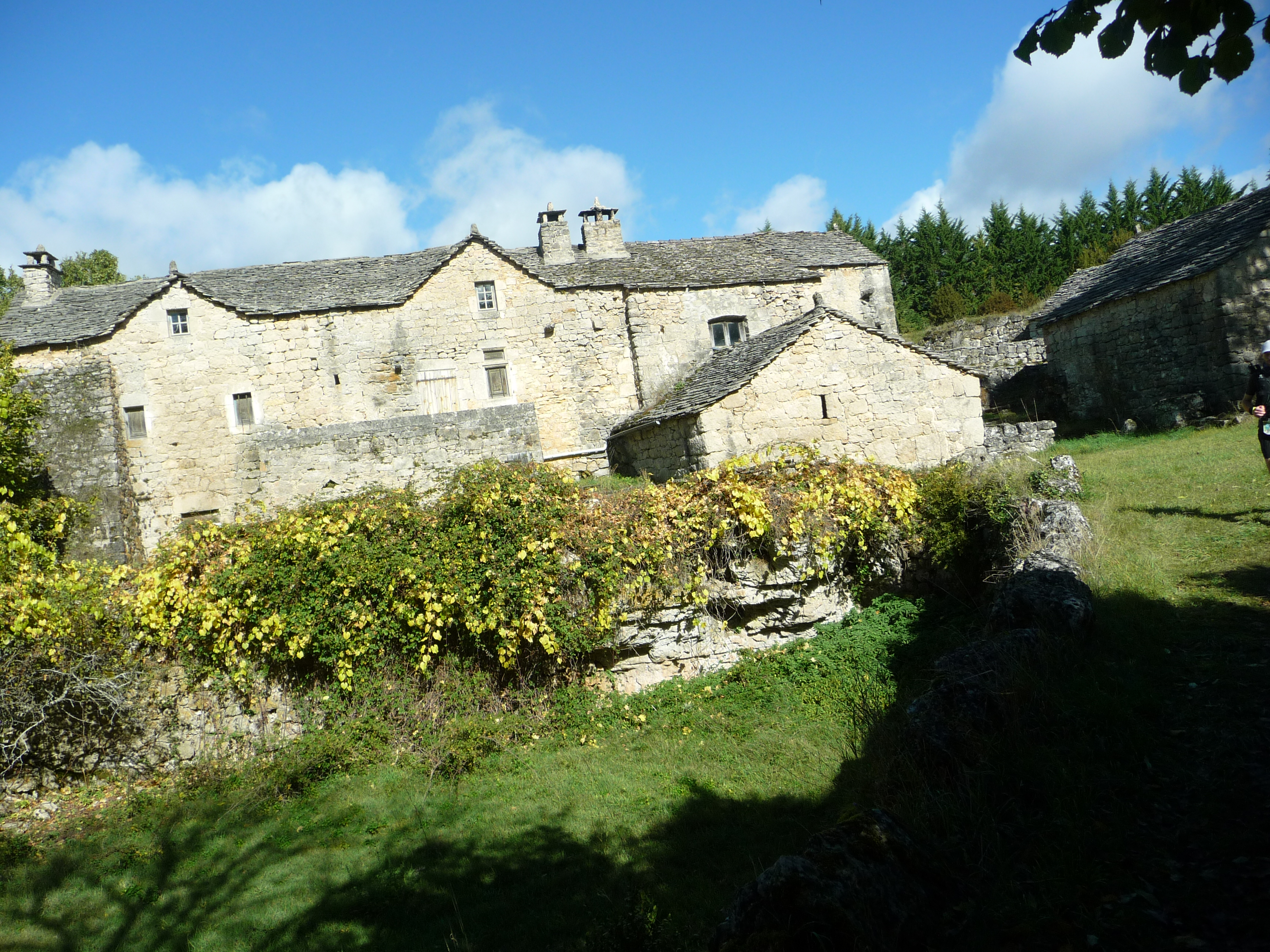
Ferme de la Roujarie, lors de l'Endurance Trail des Templiers 2021
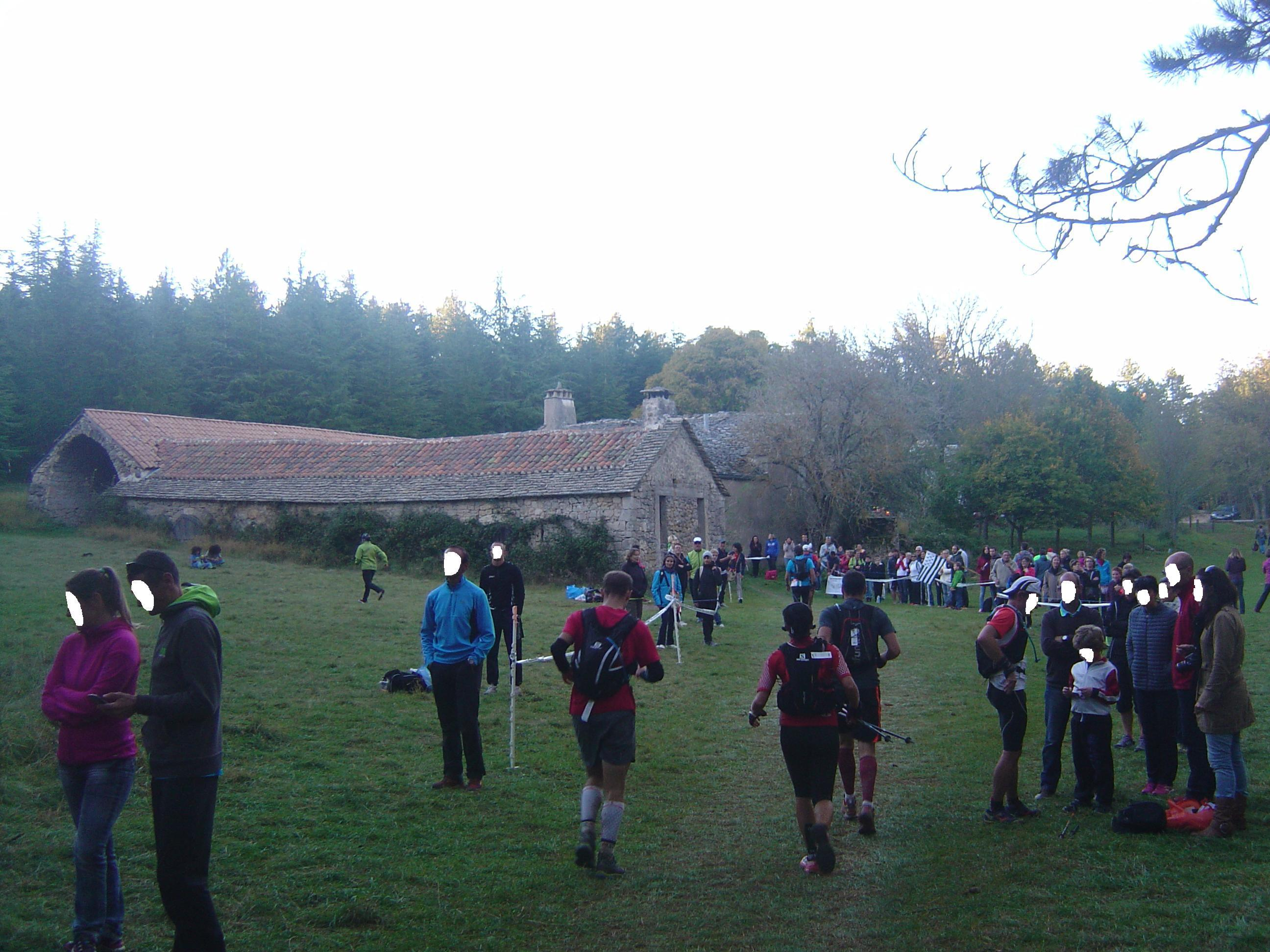
La ferme du Cade (831 m), ici sur le Grand Trail des Templiers 2014
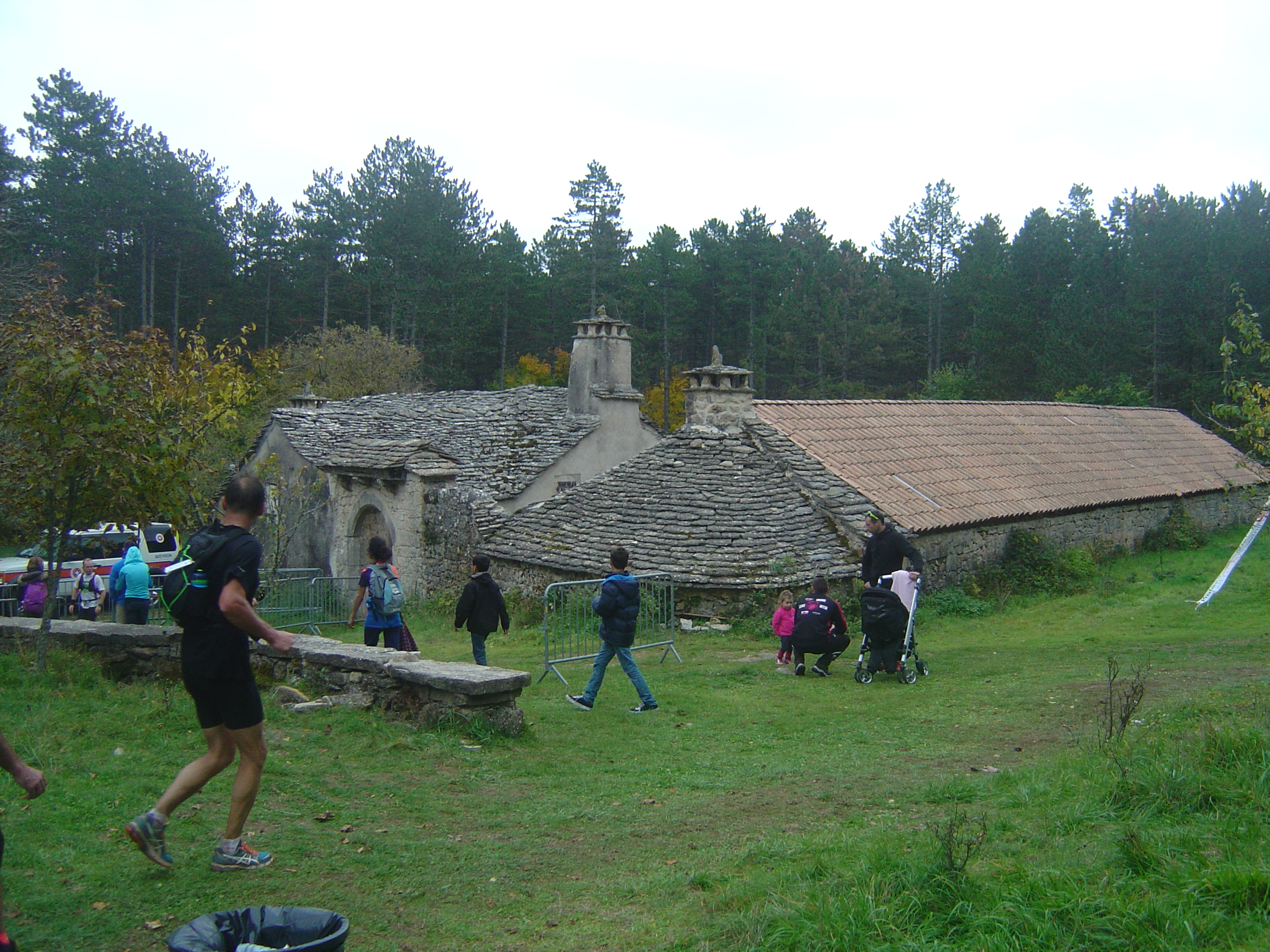
À la sortie du ravitaillement de ferme du Cade sur le Marathon des Causses 2015

### Sommets et belvédères des corniches
- La croix de Paulhe (850 m). Comme son nom l'indique, elle surplombe le bourg de Paulhe. Une première croix en pin fut érigée par le père Charles Barascud, curé du même village, à la fin du XIXe siècle mais fut rapidement fendue par la foudre en août 1899, alors qu'elle n'était bénie que depuis le 21 mai[41]. Un vent violent survenu au début du mois de novembre de la même année acheva de la faire tomber[41]. Alors que le socle de la croix est resté vide pendant 82 ans, elle fut remplacée en août 1981, financée par un habitant de Paulhe, Louis Pailhas[41]. En février 2018, grâce au financement de la commune, une table d'orientation a été rajoutée à ce belvédère[41]. Les parcours de l'Endurance Trail, de la Boffi Fifty, du Marathon des Causses grimpent vers les rochers des Tinesa pour parvenir sur le causse Noir, passant seulement à 150 m environ de la croix. Les coureurs du Monna Lisa Trail passent juste à côté. De par la raideur de cette ascension, les organisateurs l'appelent « la Bosse des Templiers ».
- Le Pompidou (768 m)[42], en bordure d'une falaise du Larzac, non loin du mont Redon (836 m)[42] ; il offre un point de vue panoramique sur le viaduc de Millau, les gorges de la Dourbie et le causse Noir. Il est grimpé après Pierrefiche du Larzac sur l'Endurance Trail, l'Intégrale des Causses et le Grand Trail des Templiers.

- La Pouncho d'Agast (839 m)[43], une des pointes rocheuses du causse Noir dominant la ville de Millau. Des adeptes de vol libre s'en servent de lieu de décollage[44]. Pour tous les parcours, à l'exception des plus courts, il constitue le dernier sommet à gravir avant de descendre vers Millau.
- Le rocher de Saint-Guiral (1 366 m)[45], ancien haut-lieu des Templiers, il n'est cependant plus au programme depuis que, après 2009, l'évènement se soit délocalisé de Nant vers Millau. On le retrouve cependant comme ascension dans le Festival des Hospitaliers.

- Le mont Aigoual (1 565 m)[46] connu pour sa station météorologique et ses vents parfois violents. Il était jusqu'en 2009 le point le plus élevé de l'Endurance Trail mais a été abandonné depuis la délocalisation du festival à Millau. Les coureurs y accédaient en passant préalablement par la station de Prat Peyrot.

- Le roc Nantais (808 m)[47] qui, comme son nom l'indique, domine le bourg de Nant. Les coureurs passaient sur le sentier à côté de ce rocher néanmoins depuis le déménagement du festival à Millau en 2010, il n'est plus au programme. Il est dorénavant inclus dans les courses du Festival des Hospitaliers.

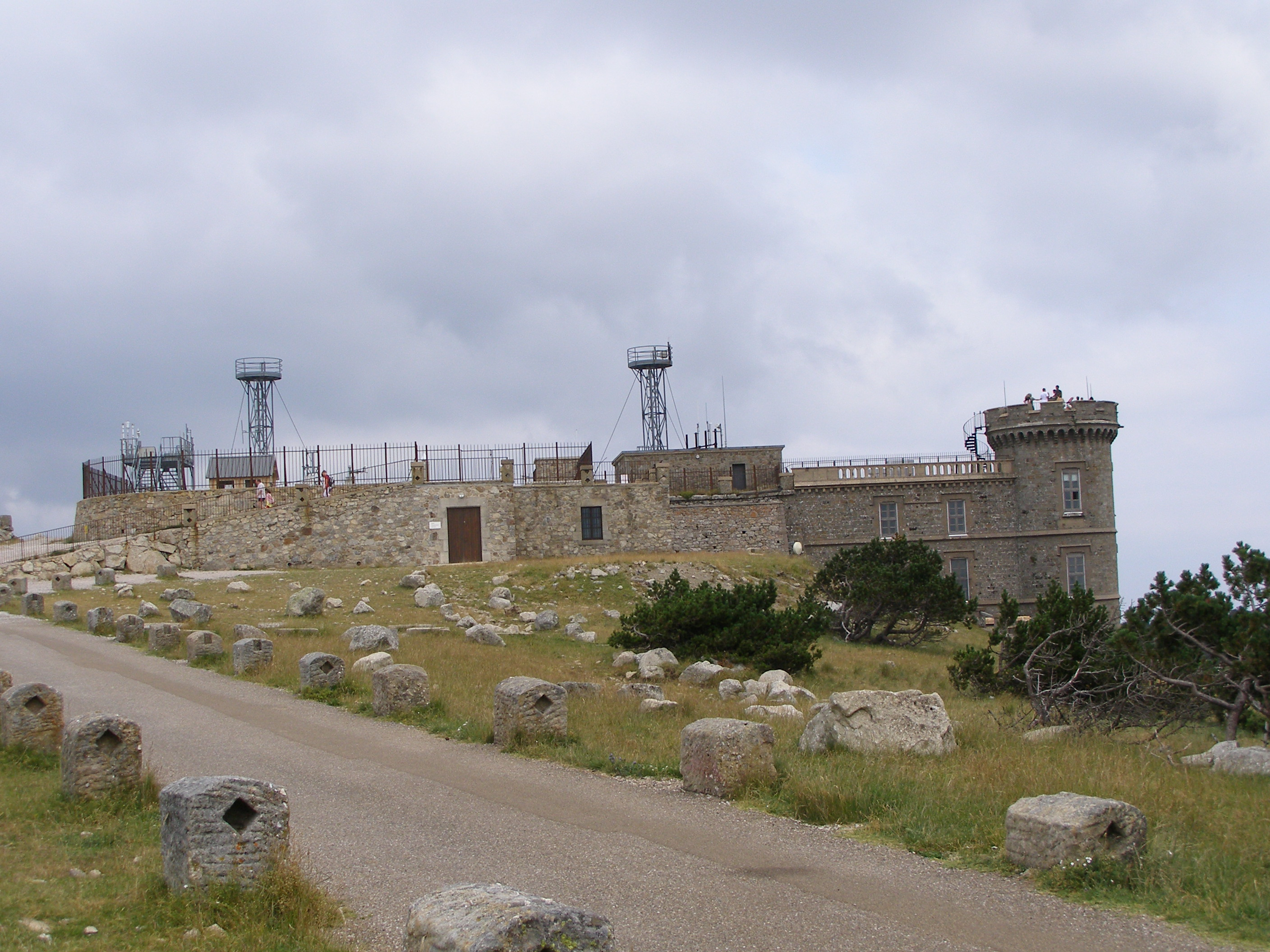
Le mont Aigoual, ancien haut-lieu de l’Endurance Trail
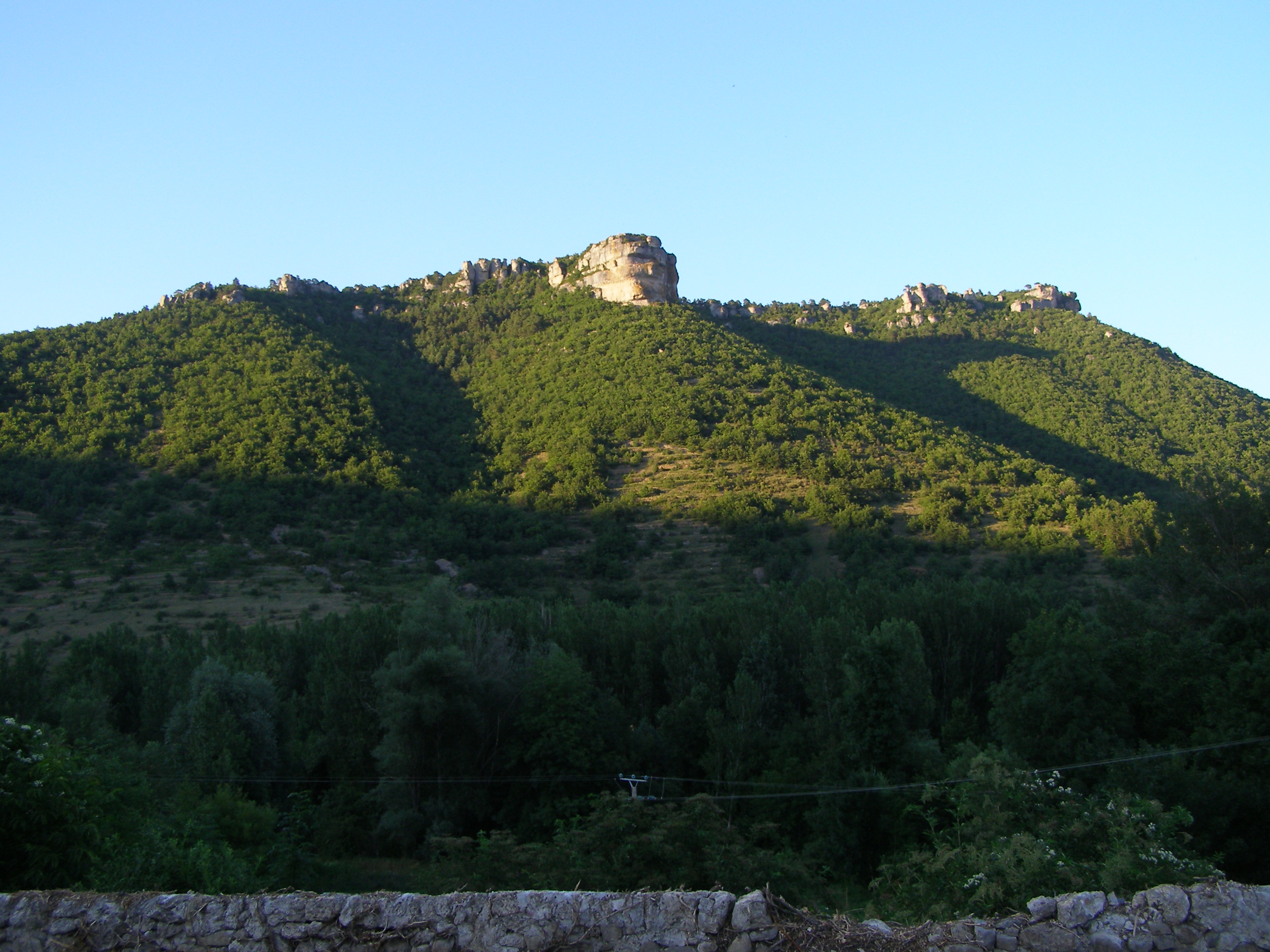
Le roc Nantais
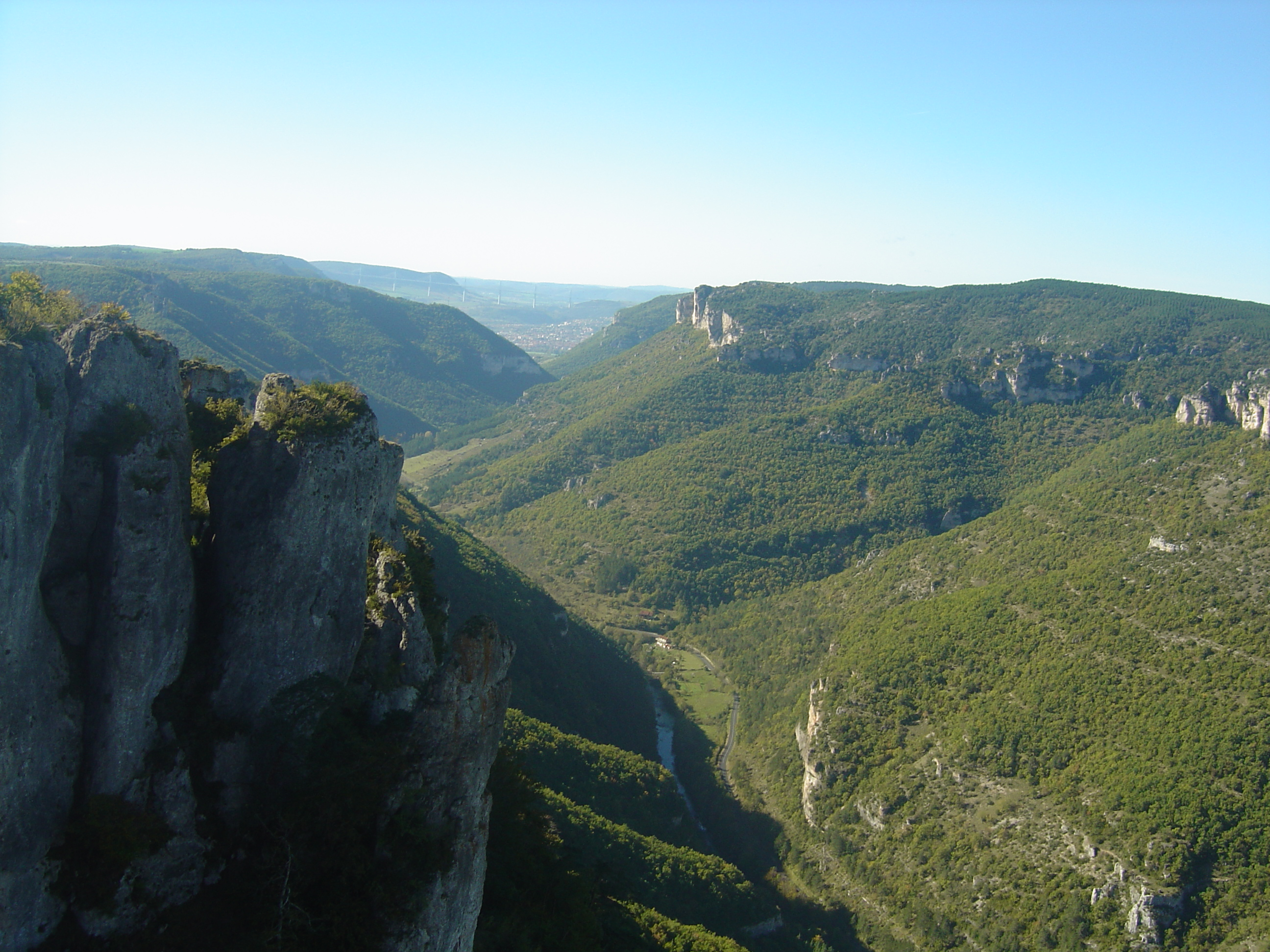
Vue du nord-est des gorges de la Dourbie depuis la falaise du Pompidou, sur le Grand Trail des Templiers 2014
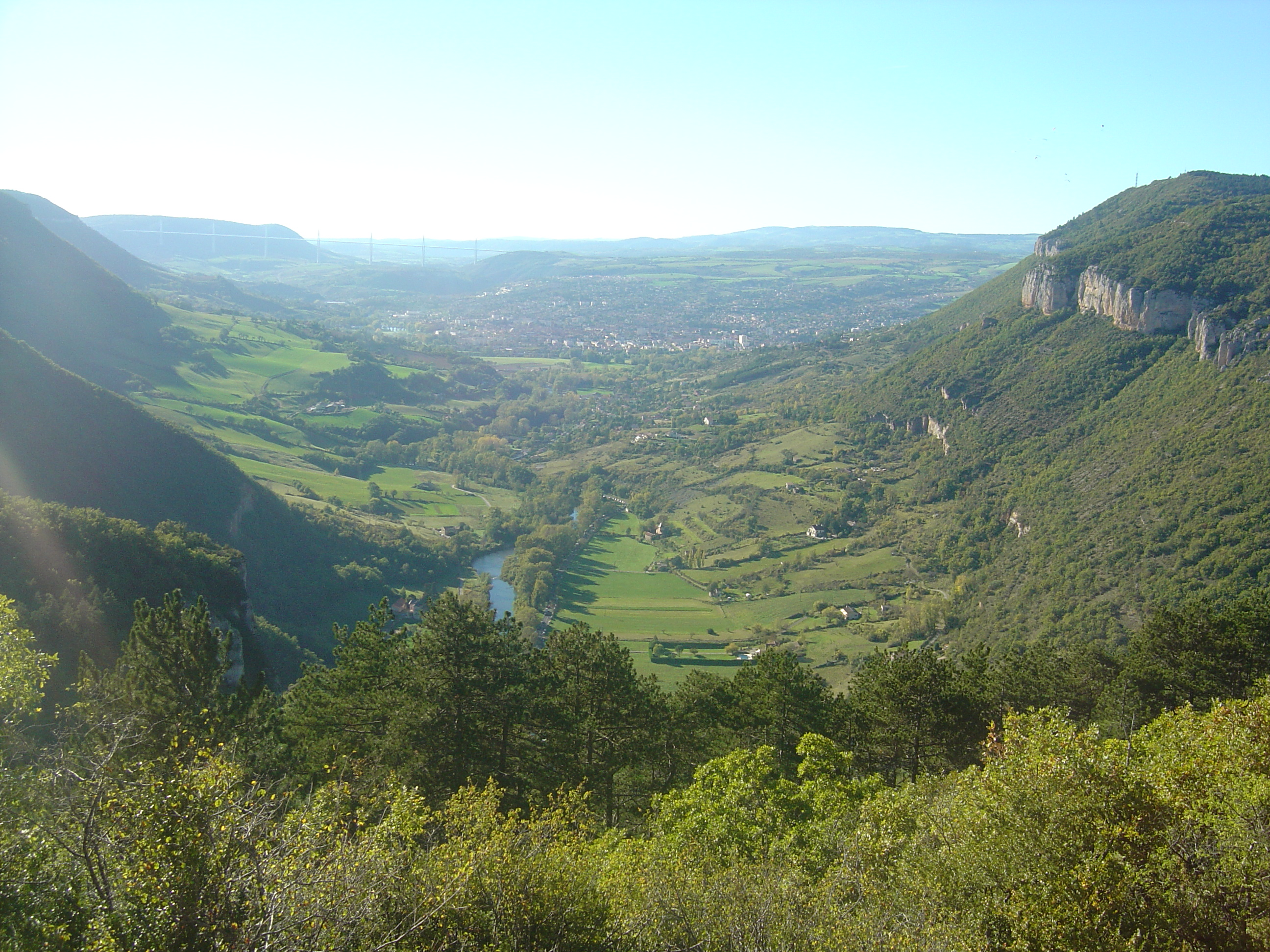
Vue à droite sur la Pouncho d'Agast avant de descendre vers Massebiau durant le Grand Trail des Templiers 2014. Au fond Millau le viaduc de Millau.
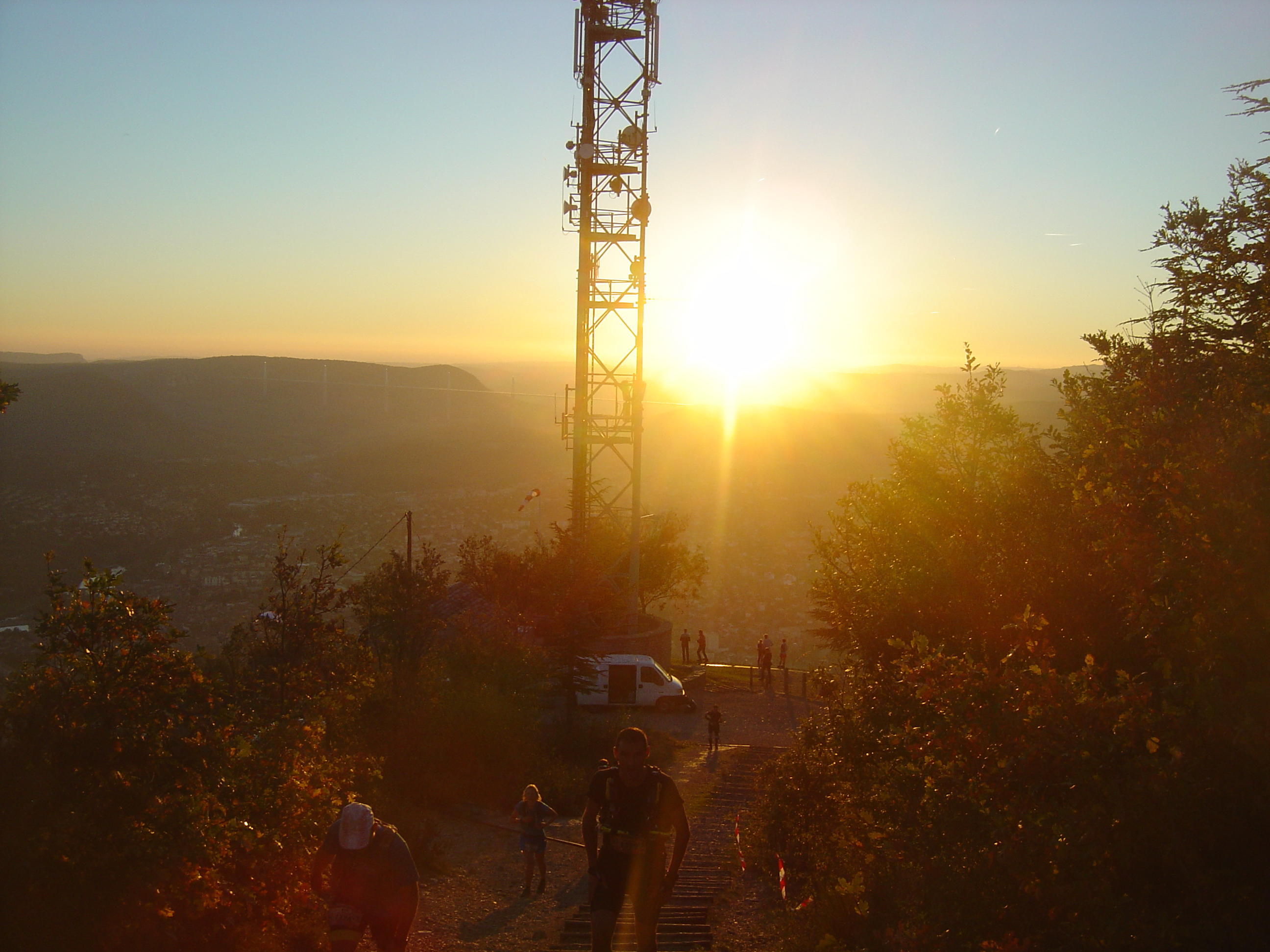
Fin de l'ascension de la Pouncho d'Agast (839 m), dernière grande difficulté du parcours sur le Grand Trail des Templiers 2018

### Chaos et rochers remarquables
- Le sentier des Balcons du Vertige, situé entre Le Rozier et Le Truel en bordure du causse Méjean. Il permet d'accéder à quatre rochers spectaculaires : le rocher de Capluc, le rocher de Francbouteille, le vase de Sévres et le vase de Chine[48]. Le sentier domine les gorges de la Jonte et constitue un site d'observation de rapaces tels que les vautours fauves, vautours moines et même les gypaètes barbus[48], réintroduits dès juin 2012 sur les causses[49]. Au bout du sentier se situe la Maison des vautours. Les coureurs le franchissent sur l'Endurance Trail.
- La corniche du Rajol et les rochers de Roques Altès (ou Roquesaltes), chaos de type ruiniformes[50] formés de calcaire[50] et de dolomie. Ils sont situés en bordure du causse Noir, qui surplombent les gorges de la Dourbie et font face au Larzac.  Ils servent de refuge aux vautours moines[51]. Le chaos de Roques Altès culmine jusqu'à 861 m d'altitude[52] et ses rochers ressemblent à un donjon naturel[50]. Depuis les corniches du Rajol, on aperçoit au loin le viaduc de Millau[53]. Les coureurs de l'Intégrale des Causses et du Grand Trail des Templiers empruntent cet itinéraire après le petit village de Montméjean.

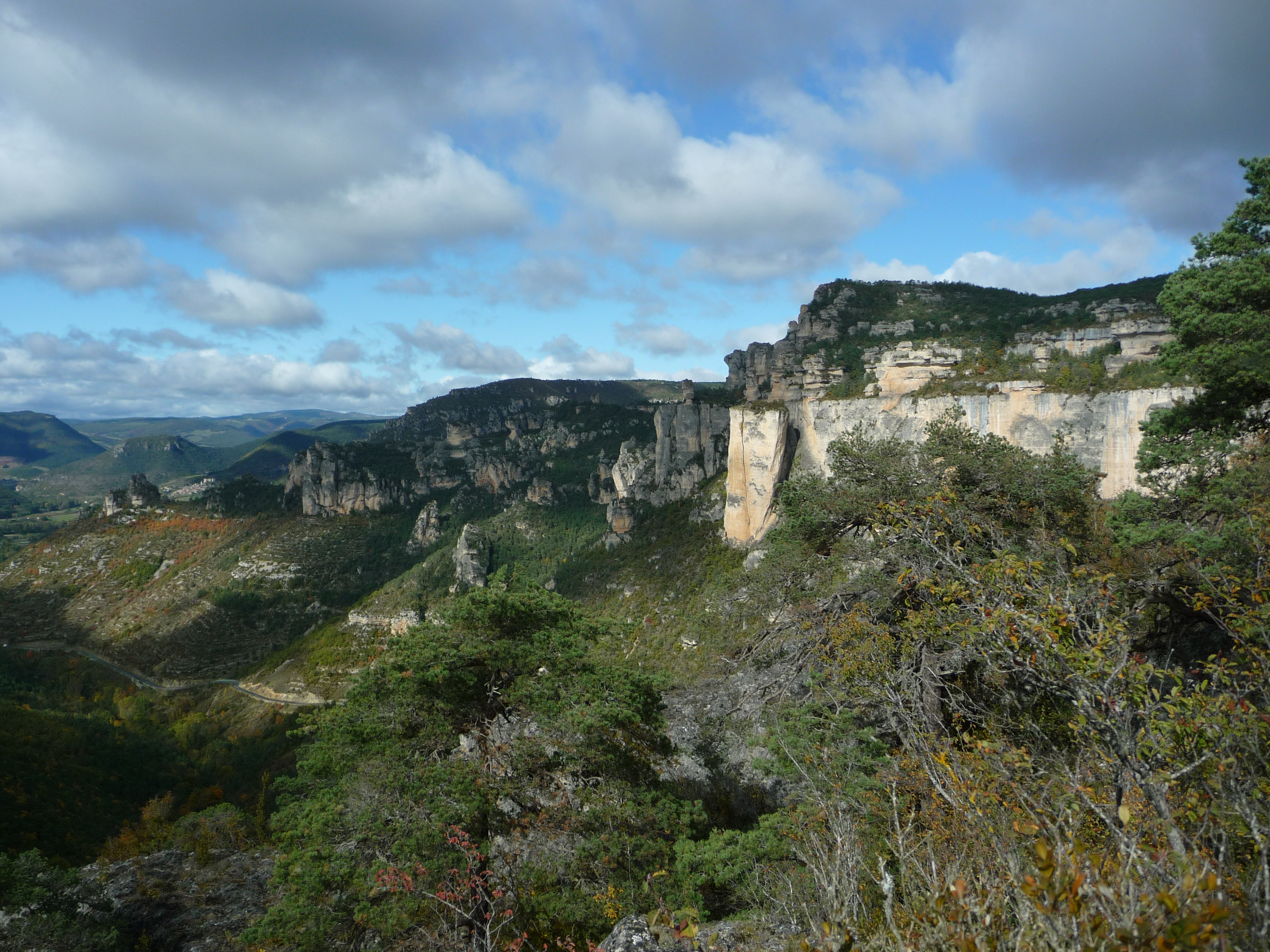
Endurance Trail des Templiers 2021. Vue depuis les corniches du Causse noir. Vue sur le Causse Méjean en face sur le rocher de Capluc (655 m) à gauche et le sentier des balcons du Vertige avec notamment le Vase de Sèvres et le Vase de Chine.
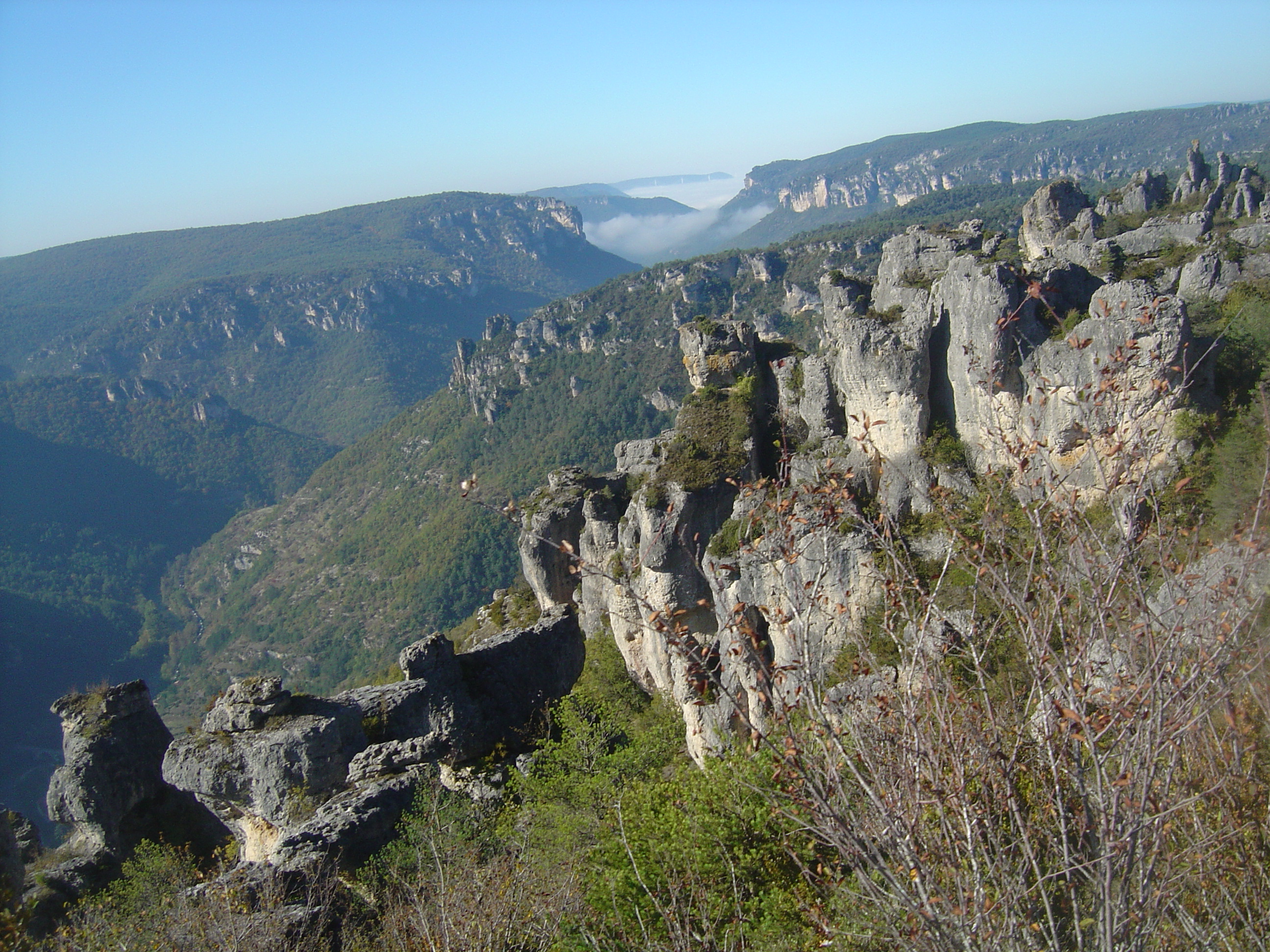
La corniche du Rajol et les gorges de la Dourbie durant le Grand Trail des Templiers 2018
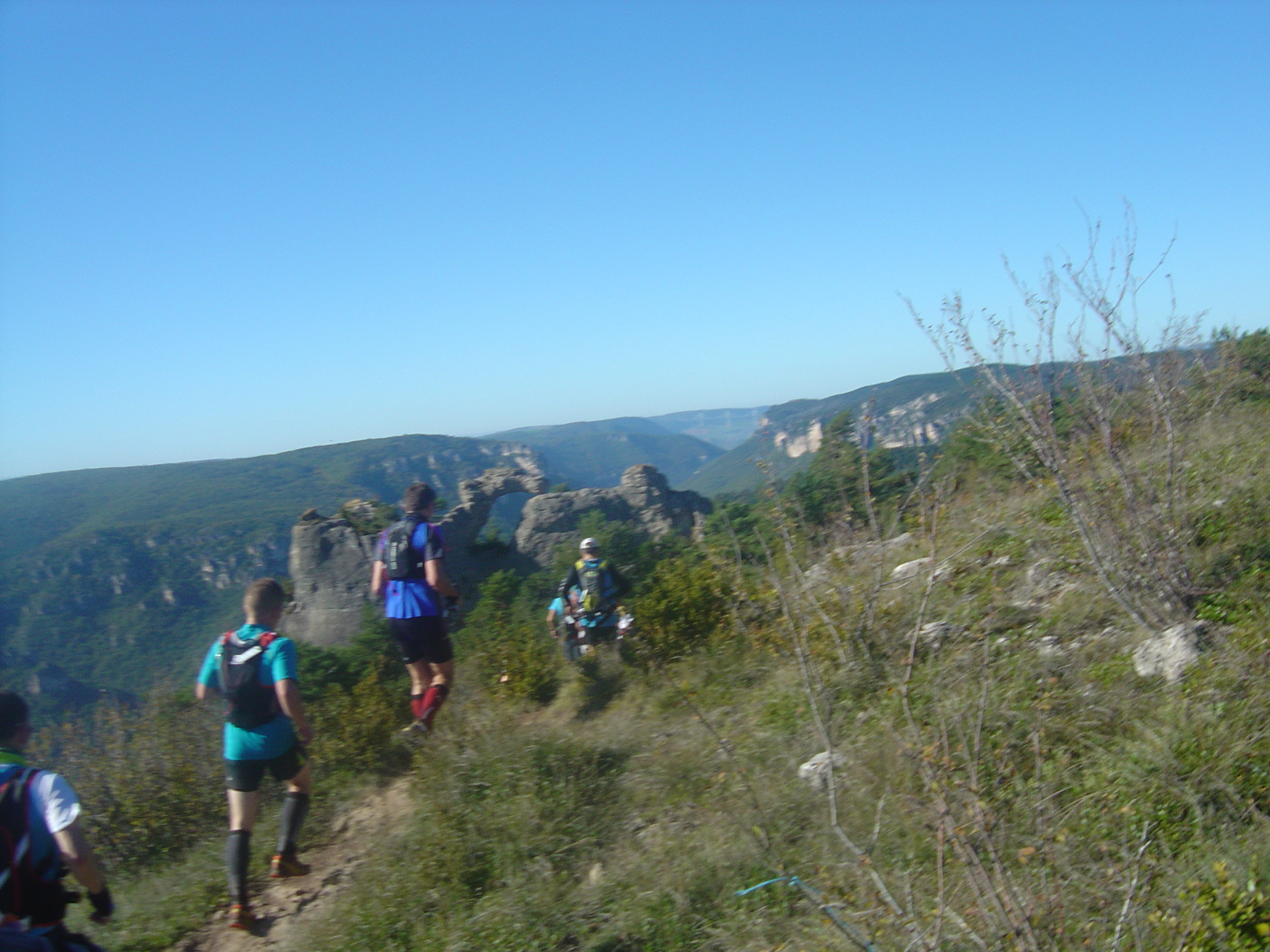
Le chaos de Roques Altès sur le Grand Trail des Templiers 2014

### Villages
- La Cresse, village au bord du Tarn marqué par une remarquable église reconstruite à la fin du XIXe siècle. À la Cresse les coureurs du Marathon des Causses, de la Boffi Fifty et parfois ceux de l'Endurance Trail marquent une halte pour un ravitaillement essentiellement liquide. Après quoi les coureurs entament une nouvelle ascension sur le causse Noir, à travers un vallon encaissé au début.
- Peyreleau, village de style médiéval séparé du Rozier par un pont enjambant la Jonte. Il est dominé par la tour de l'Horloge et le château de Triadou. Il constitue le premier ravitaillement sur le Grand Trail des Templiers.
- Saint-André-de-Vézines (870 m)[54], le village le plus haut du festival depuis 2010, situé autour de prairies au cœur du causse Noir. Il est franchi sur les parcours les plus longs.
- La Roque-Sainte-Marguerite, village surmonté d'une tour, dernier vestige d'un château du XIIIe siècle reconstruit au XVIIe siècle. La tour précède une petite enceinte comportant une église romane du XIe siècle. Dans le bourg se trouve aussi un four du XVe siècle. Les coureurs qui dévalent du causse Noir continuent à descendre par des ruelles étroites jusqu'au bas du village (402 m)[55] où se situe un ravitaillement en eau. Une fois le pont enjambant la Dourbie traversé, les coureurs de l'Endurance trail, de l'Intégrale des Causses et du Grand Trail des Templiers s'engagent dans l'ascension du causse du Larzac.

- Pierrefiche du Larzac (693 m)[42], petit bourg appartenant à la commune de La Roque-Sainte-Marguerite et qui comme son nom l'indique se situe sur le causse du Larzac. C'est le point de départ du Marathon du Larzac et un important ravitaillement pour les coureurs de l'Endurance Trail, l'Intégrale des Causses et du Grand Trail des Templiers. En effet, ils commenceront ensuite une longue section vallonnée où ils ne seront sauf exception pas ravitaillés en eau avant environ 17 km (Massebiau) et pas en aliments solides avant 20,5 km (Le Cade).
- Massebiau (368 m)[56], sur la rive nord de la Dourbie. Ce petit village doit son nom à Raymond Massabuau, un propriétaire qui possédait ici un domaine au XVe siècle[57]. Au XIXe siècle, ce bourg possédait trois usines notamment une filature de laine ; un moulin à tan et un moulin à blé, qui furent abandonnés vers 1875[57]. Massebiau ne se situe qu'à quelques minutes à peine de Millau cependant pour les coureurs du Marathon du Larzac, de l'Endurance Trail, de l'Intégrale des Causses et du Grand Trail des Templiers, qui sont descendus du Larzac, il n'en est pas de même puisqu'ils doivent remonter sur le causse Noir en direction de la ferme du Cade, un obstacle de taille.
- Sauclières, avec son église romane du XIIe siècle[58], constituait jusqu'en 2009 le premier ravitaillement de la grande course des Templiers et de l'Endurance trail. Ce village demeure depuis le premier traversé mais sur le festival des Hospitaliers[59].
- Dourbies (887 m)[60], une bourgade typiquement cévenole, notamment avec des châtaigneraies autour, qui comme l'indique son nom, se situe juste au-dessus des gorges de la Dourbie. Ce village de caractère a été inscrit en 2011 à l'inventaire du patrimoine de l'UNESCO[61], avec pour principaux monuments une église bâtie à la fin du XIXe siècle et surnommée la « cathédrale des Cévennes »[62] ; puis la fontaine des Trois Ermites, rappelant une légende qui a conduit chaque année les paroissiens en pèlerinage au rocher de Saint-Guiral[62]. Les coureurs, jusqu'en 2009, quand le festival se tenait encore à Nant, descendaient justement de ce pic pour se ravitailler à Dourbies, et grimpaient ensuite la crête du Suquet. Depuis, le festival des Hospitaliers revient dans ce bourg.
- Trèves (569 m)[63], village à la limite entre les Cévennes et les Grands Causses, dominé par le rocher du Regard[64] et disposant d'un ancien pont romain classé monument historique en janvier 1931, qui permettait de franchir le Trévezel et rentrer dans le village en échange d'une taxe[65]. Sur l'ancien parcours des Templiers jusqu'en 2009, Trèves était l'avant-dernier ravitaillement. Depuis, les coureurs passent encore ici mais cette fois-ci sur le Trail des Hospitaliers[66].
- Le village de Cantobre, au style médiéval situé sur un éperon rocheux au confluent des gorges de la Dourbie et du Trévezel[67] et également situé au carrefour de plusieurs plateaux : le causse Noir, le causse Bégon et le Larzac. Son nom viendrait de « Canto Briga » qui signifiait « Citadelle brillante » en ancien langage celte[68]. Les Gaulois puis les Romains ont utilisé ce site comme poste de guet[68]. Probablement vers l'an 424, le manoir du Trevidon y fut construit sous ordre d'un préfet romain mais il fut détruit plus tard par les Sarrazins, chassés en 797 par Guillaume de Gellone, comte de Toulouse[69]. Un premier château fort fut bâti en 1050 puis un autre plus tard par la puissante famille des Roquefeuil, avec l'aide de l'ordre du Temple, très présent dans le Larzac[69]. L'enceinte du château englobait tout le village actuel. Pourtant, ce n'est qu'en 1135 qu'un document officiel l'évoque, émanant du pape Innocent II, confirmant la dépendance de l'Église Saint-Étienne de Cantobre à l'abbaye de Nant[68]. Durant les guerres de religion, un chef huguenot, le capitaine Lespinas, s'empara du château en 1560 et en fit une importante place forte protestante[69]. Mais en 1629, il fut en partie détruit sous ordre de Richelieu. En 1676, sa destruction fut achevée à la suite de crimes commis par le seigneur local, Jean de Fonbesse[69]. Enfin, après la Première Guerre mondiale, le village fut déserté par ses habitants[69]. Sur le Festival des Templiers, à Cantobre se tenait jusqu'en 2009 le dernier ravitaillement avant de grimper le roc Nantais et de descendre vers l'arrivée à Nant. C'est encore le cas mais sur le Festival des Hospitaliers.
- Autres villages traversés souvent sur l'Endurance trail depuis 2010 : Paulhe, Mostuéjouls, Rivière-sur-Tarn, sur le Tarn ; Le Truel au-dessus de la Jonte, Le Rozier au confluent du Tarn et de la Jonte.

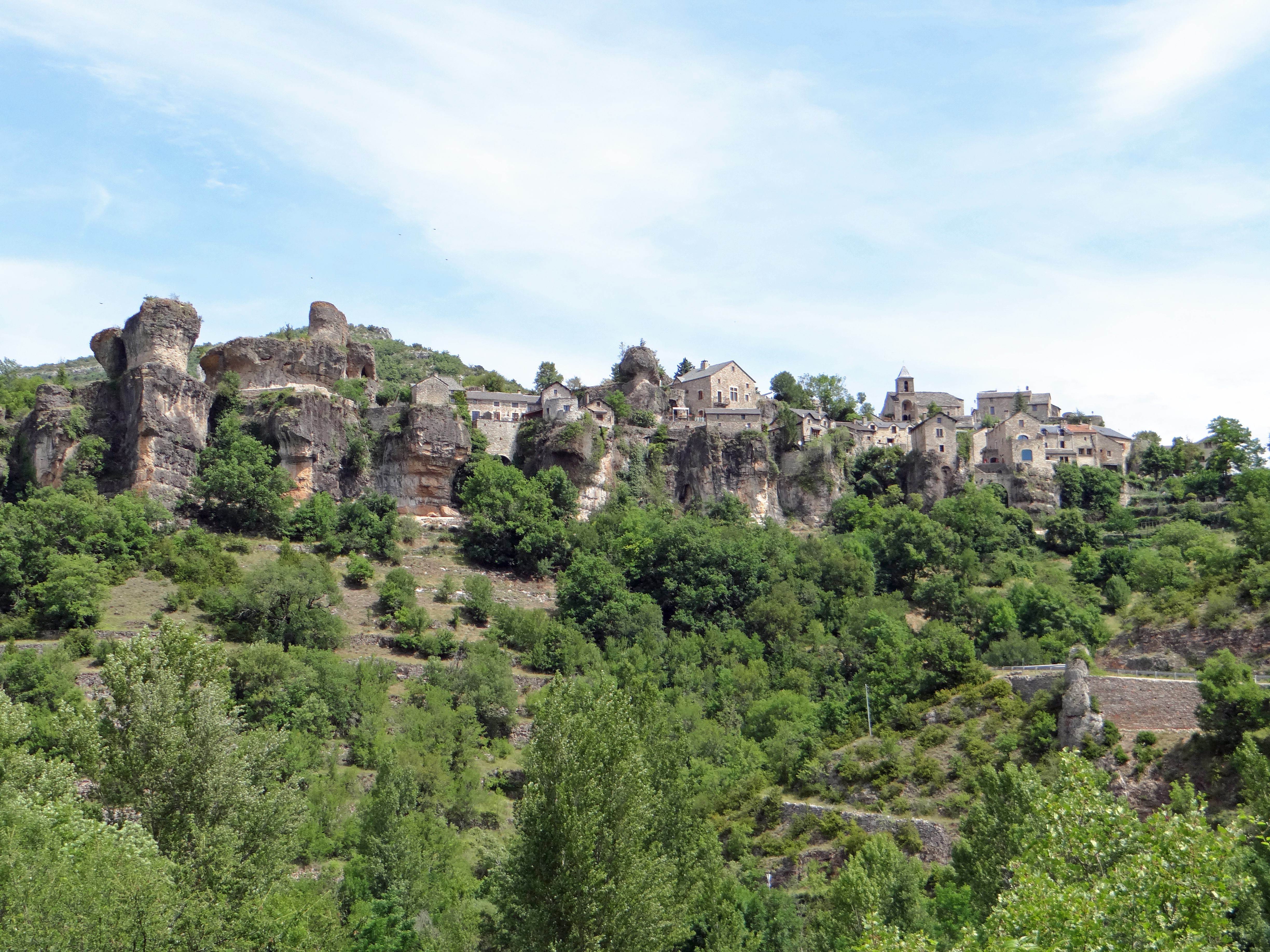
Cantobre
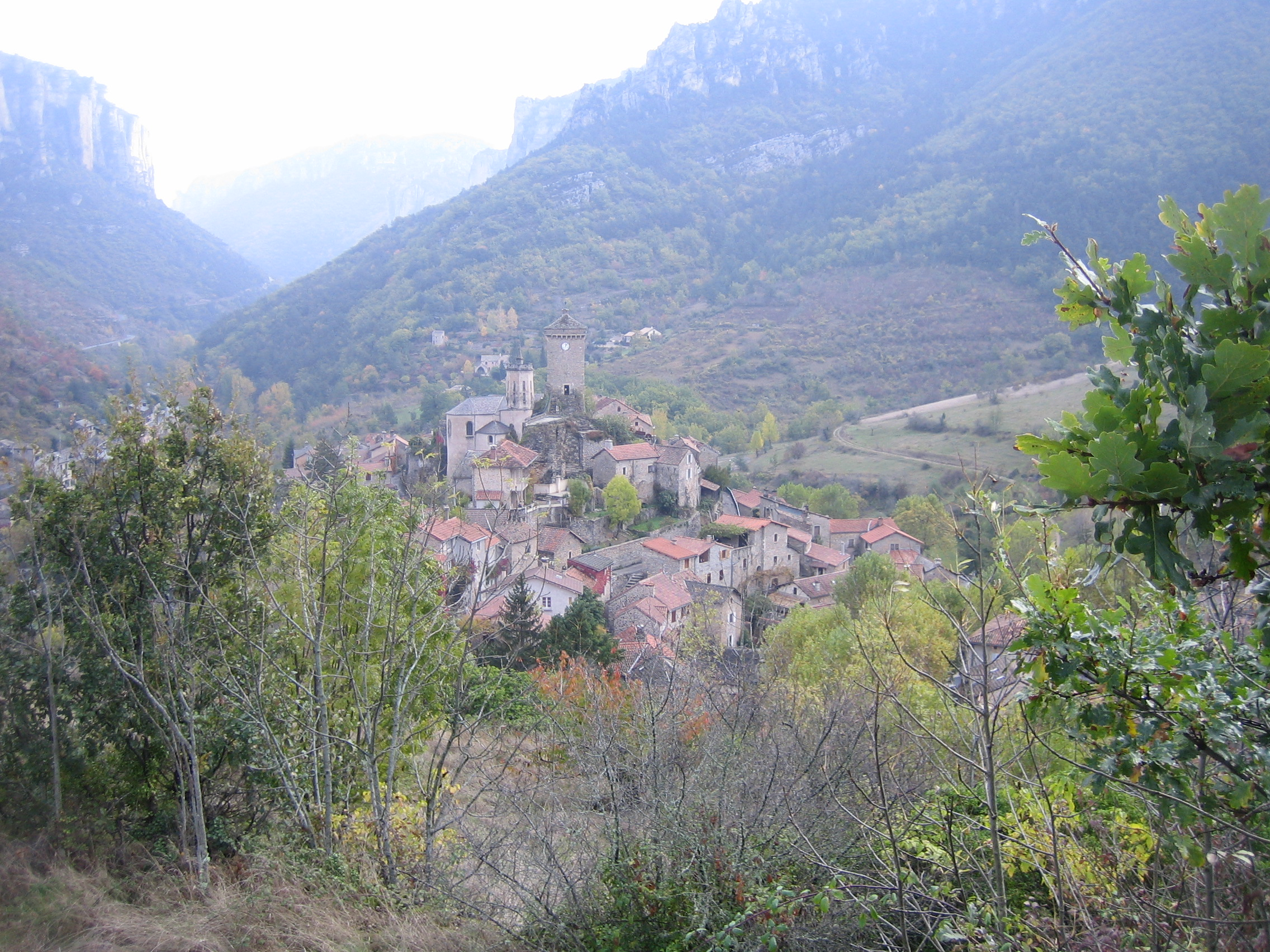
Peyreleau
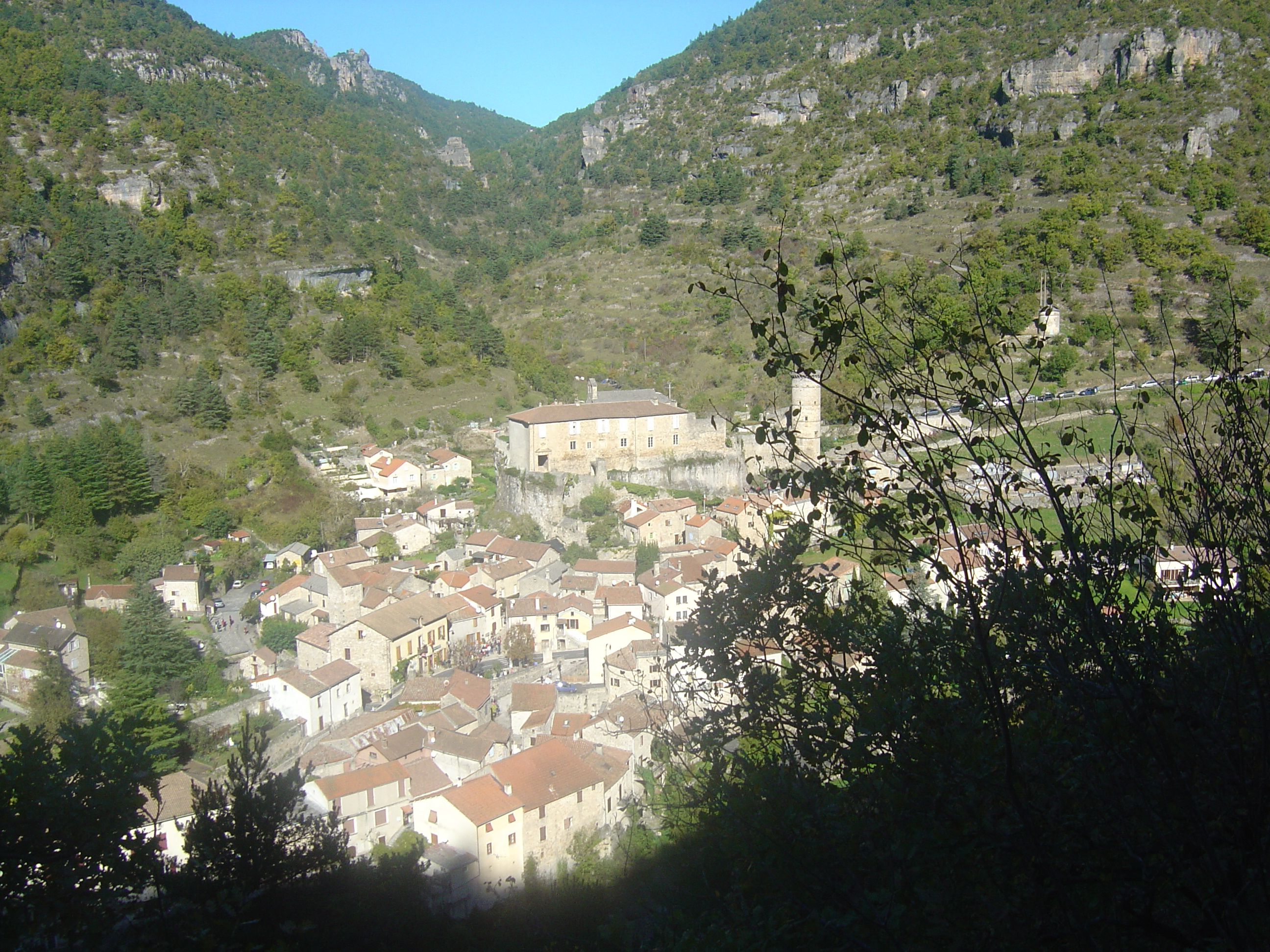
Bourg de La Roque-Sainte-Marguerite, sur le Grand Trail des Templiers 2014
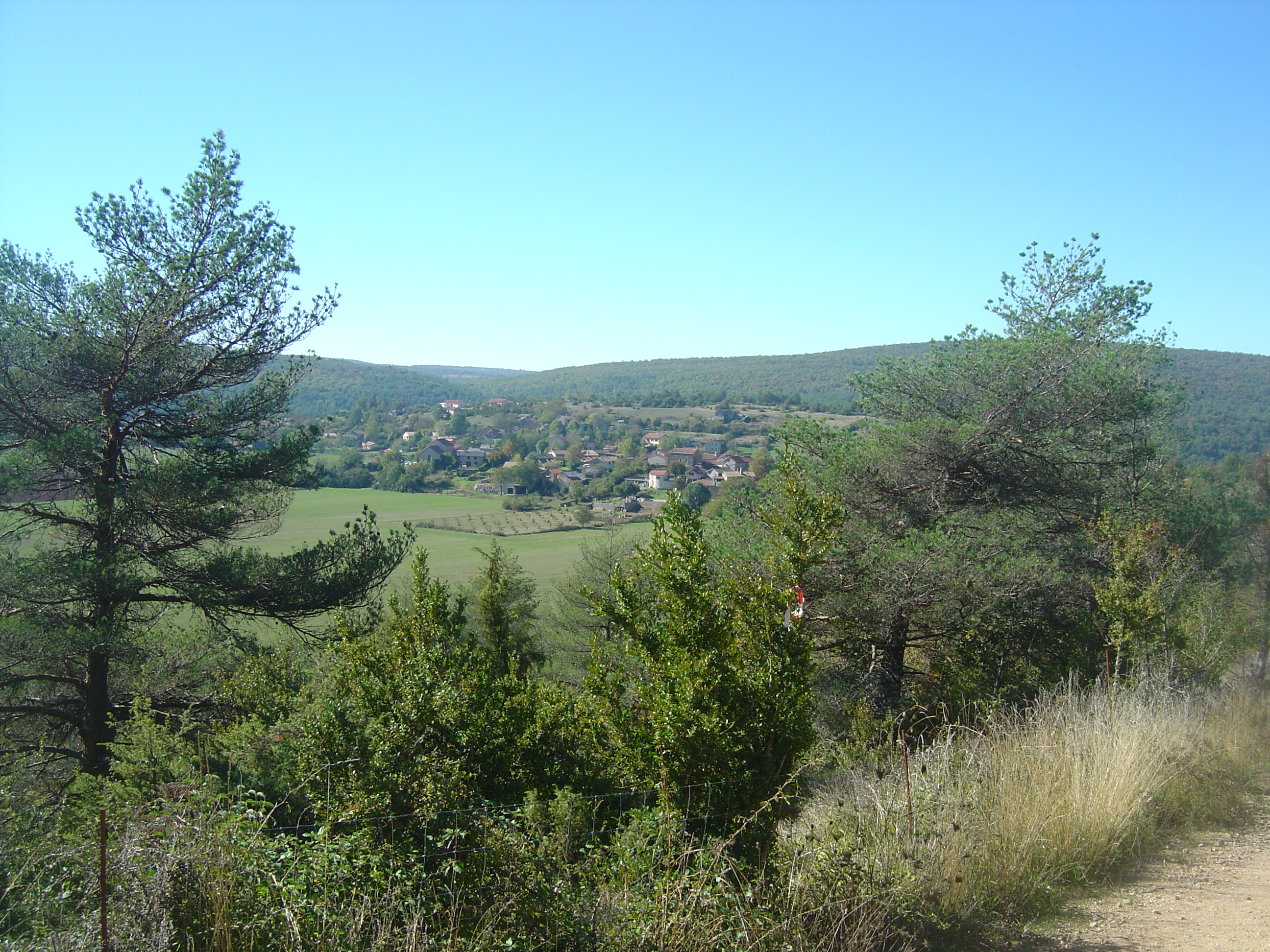
Arrivée en vue de Pierrefiche du Larzac sur le Grand Trail des Templiers 2018
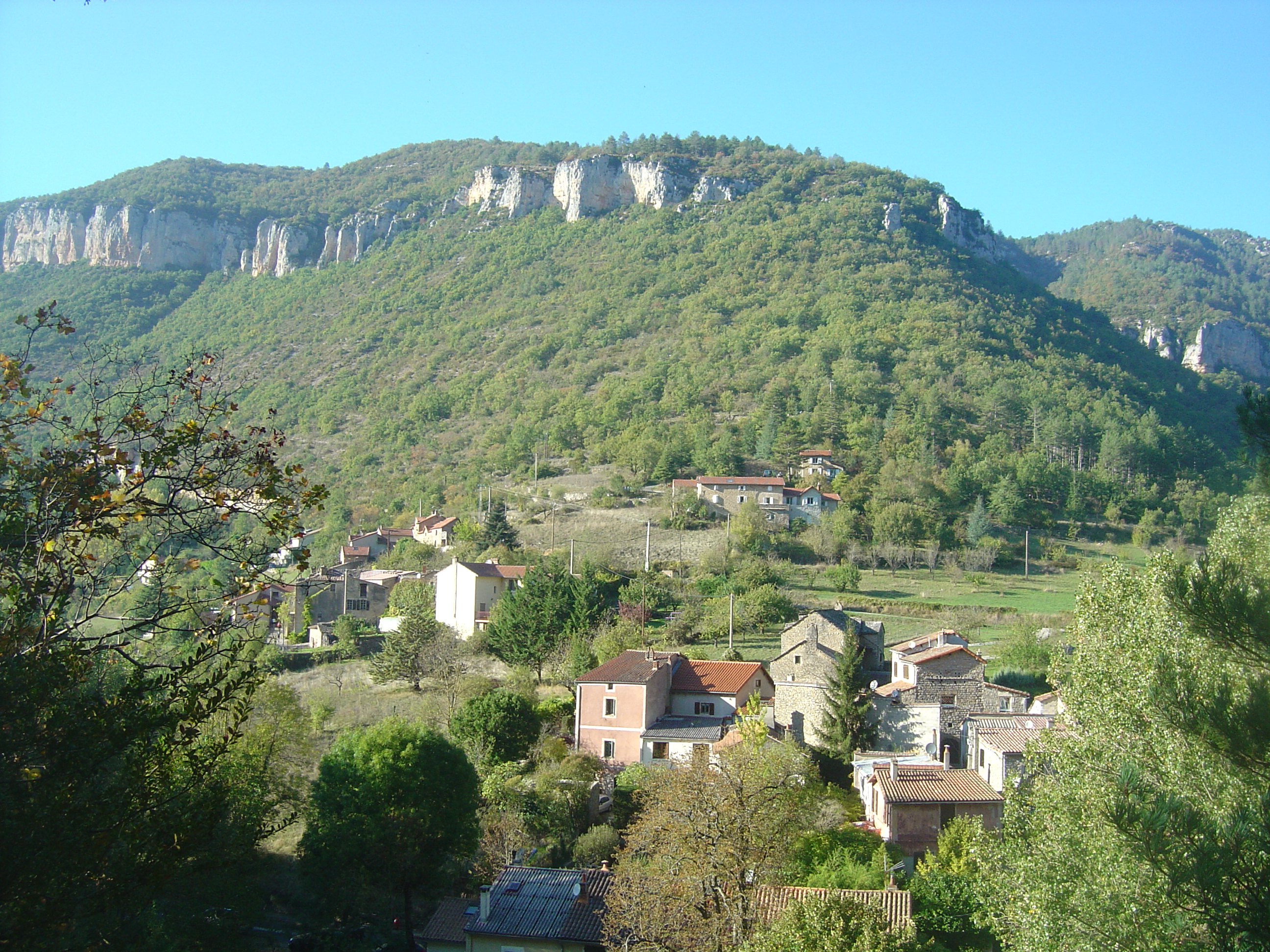
Village de Massebiau (368 m) avant la montée du Cade sur le Grand Trail des Templiers 2018

### Autres curiosités
- Le château de Peyrelade, élevé sur un éperon rocheux dominant la vallée du Tarn et construit à partir du XIIe siècle[70].  Durant la guerre de Cent Ans, il fut pris par des brigands puis par les Anglais en 1367 pendant deux ans avant d'en être chassés. Il fut ensuite assiégé et brûlé en 1385 par Bernard VII d'Armagnac[71]. Durant les guerres de religion la forteresse fut prise par les protestants en 1580 et reconquis en 1581 par les catholiques[71]. En 1633, il fut démantelé sous ordre de Richelieu[71]. À partir des années 1970, la commune de Rivière-sur-Tarn a décidé de le restaurer. Depuis la venue du festival à Millau, Peyrelade, était, sauf en 2018, traversé par les coureurs de l'Endurance Trail.
- Le prieuré de Saint-Jean-de-Balmes (857 m)[72], d'architecture romane, mentionnée pour la première fois au XIe siècle lors d'une donation faite à l'abbaye d'Aniane. Autrefois église de la paroisse de Veyreau, il a subi des destructions  dès le XVIe siècle à la suite des guerres de religion et tombe progressivement en ruine. Il fut classé monument historique en 1989.
- Le hameau médiéval de Montméjean, perché aux abords des gorges de la Dourbie. Dès 1070, une charte du cartulaire du monastère d'Aniane mentionne Raymond Hugues, seigneur de Monte Mediano, décidant de se faire moine et de donner à l'abbaye ses possessions à Pierrefiche du Larzac et ses environs[73]. En 1075, le village porte le nom de Momméja[73]. La construction du château féodal date probablement du Xe siècle ou XIe siècle. Après avoir compté jusqu'à 93 habitants en 1868, il fut délaissé au début du XXe siècle et totalement déserté en 1936[73]. Cependant de nos jours une association participe à restaurer ce village[74].
- La grotte des Faux-Monnayeurs. Le Marathon des Causses et le Grand Trail passent à côté de celle-ci dans la montée vers la Pouncho d'Agast. Elle fut redécouverte en 1930[75] par Robert Galzin[76] dit "Bob" puis baptisée à ce nom en 1931 par le spéléologue Louis Balsan lorsque celui-ci découvrit au sol des restes de cuivre et de la fausse monnaie datant du XVIIe siècle, ainsi que des signatures sur les parois[77]. La date la plus ancienne qui fut inscrite sur les parois fut celle de 1635, la date la plus récente sur les pièces fut 1667[77].
- L'Église Notre-Dame de la Salvage (735 m)[78] construite sur un ancien site gallo-romain du Larzac mis à sac par les Vandales en 471[79]. Cette église est attestée dès 1102, elle s'appelait autrefois Sainte-Marie de la Citerne en raison des ruines d'une citerne gallo-romaine trouvée à proximité ; mais elle a changé de nom au fil des siècles, Salvage étant un dérivé de « Salvare » (salut en latin)[79]. L'église était gérée par les Templiers jusqu'à 1312 et leur chute, reprise ensuite par les Hospitaliers qui y organisaient un pèlerinage[79]. Cependant comme beaucoup d'églises, elle fut vendue comme bien national au moment de la Révolution française et la chapelle qui avait été réquisitionnée pour stocker de la poudre à canon fut victime d'un incendie involontaire en octobre 1794[80]. Sur le festival des Templiers, l'église de Notre-Dame de la Salvage a fait office de départ en 2018 pour une nouvelle course, la Rock'shot.

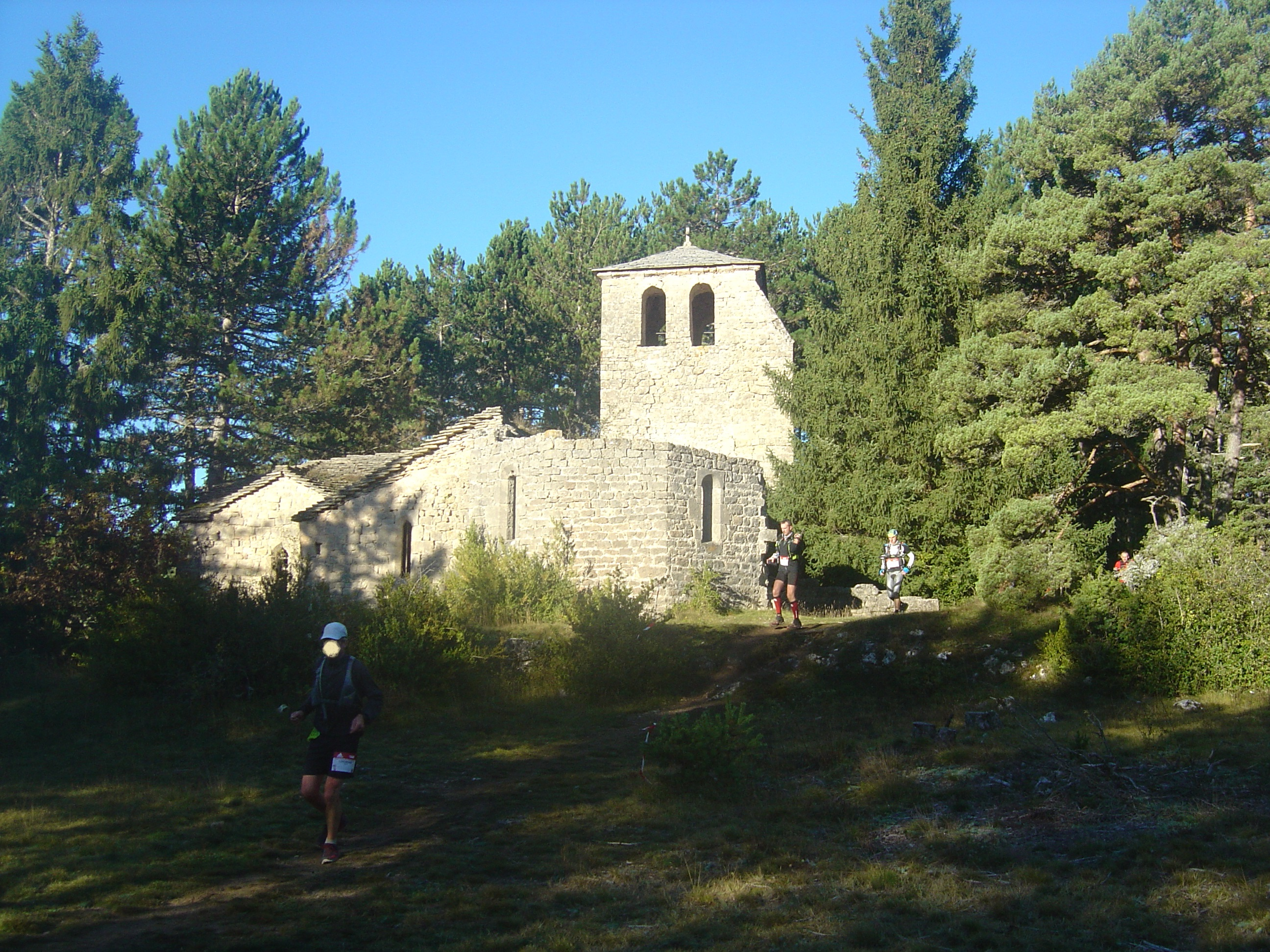
Passage par la chapelle Saint-Jean de Balmes (857 m) sur le Grand Trail des Templiers 2014
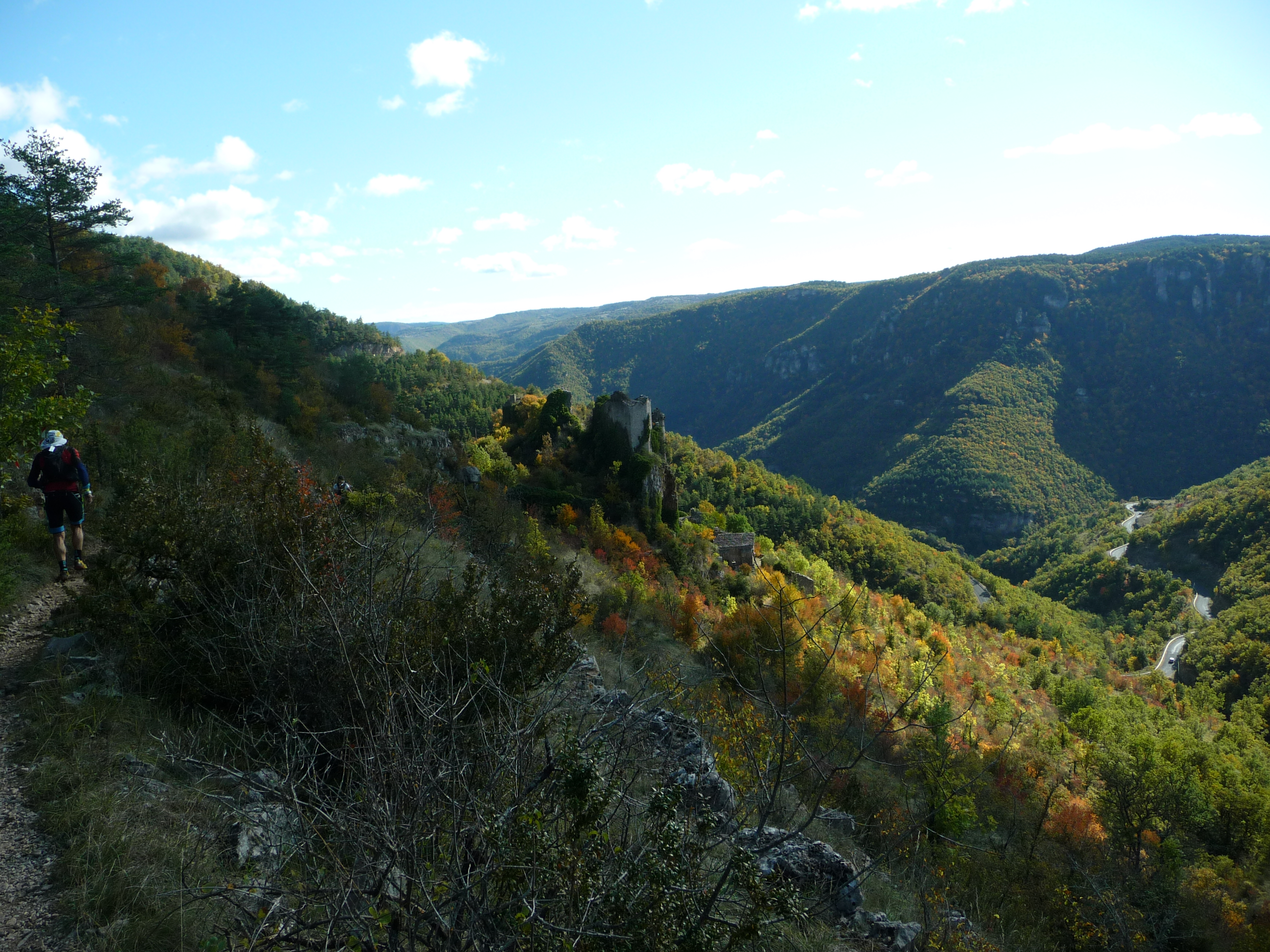
Le château de Montméjean lors de l'Endurance Trail des Templiers 2021
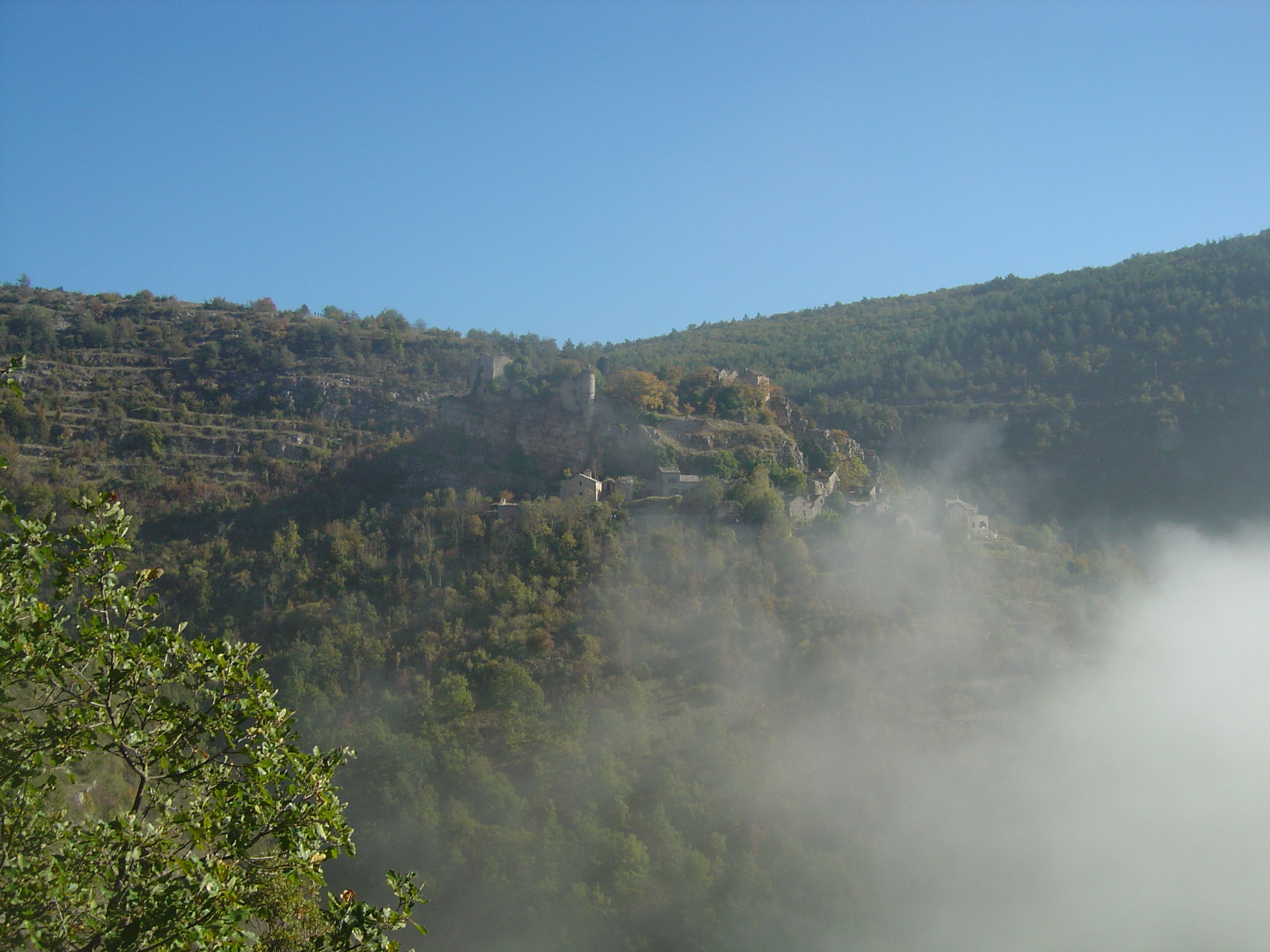
Hameau médiéval perché de Montméjean sur le Grand Trail des Templiers 2018

## Palmarès[81]

### Vainqueurs du Grand Trail des Templiers
| Édition | Date            | Hommes | Hommes                                              | Hommes          | Femmes | Femmes                    | Femmes          |
| ------- | --------------- | ------ | --------------------------------------------------- | --------------- | ------ | ------------------------- | --------------- |
|         |                 | Rang   | Athlète                                             | Temps           | Rang   | Athlète                   | Temps           |
| 1re     | 28 octobre 1995 | 1er    | Patrick Renard                                      | 5 h 35 min 53 s | 11e    | Corinne Favre             | 6 h 08 min 35 s |
| 2e      | 1996            | 1er    | Patrick Michel                                      | 5 h 20 min 18 s | 50e    | Annie Floris              | 6 h 31 min 57 s |
| 3e      | 1997            | 1er    | Patrick Renard 2e victoire                          | 6 h 00 min 12 s | 25e    | Karine Herry              | 7 h 00 min 55 s |
| 4e      | 25 octobre 1998 | 1er    | Jérôme Trottet                                      | 5 h 50 min 27 s | 27e    | Karine Herry 2e victoire  | 6 h 36 min 51 s |
| 5e      | 31 octobre 1999 | 1er    | Vincent Delebarre                                   | 5 h 55 min 25 s | 27e    | Karine Herry 3e victoire  | 7 h 04 min 30 s |
| 6e      | 22 octobre 2000 | 1er    | Vincent Delebarre 2e victoire                       | 6 h 08 min 10 s | 48e    | Ginette Moretto-Rumeau    | 7 h 34 min 29 s |
| 7e      | 28 octobre 2001 | 1er    | Gil Besseyre                                        | 6 h 07 min 29 s | 30e    | Karine Herry 4e victoire  | 7 h 14 min 09 s |
| 8e      | 27 octobre 2002 | 1er    | Gil Besseyre 2e victoire Jérome Trottet 2e victoire | 6 h 01 min 40 s | 29e    | Karine Herry 5e victoire  | 6 h 59 min 57 s |
| 9e      | 26 octobre 2003 | 1er    | Gil Besseyre 3e victoire                            | 5 h 56 min 10 s | 40e    | Karine Herry 6e victoire  | 7 h 02 min 10 s |
| 10e     | 24 octobre 2004 | 1er    | Olivier Bulle                                       | 6 h 49 min 33 s | 38e    | Karine Herry 7e victoire  | 7 h 50 min 02 s |
| 11e     | 23 octobre 2005 | 1er    | Dawa Dachhiri Sherpa Christophe Jaquerod            | 6 h 30 min 38 s | 39e    | Karine Herry 8e victoire  | 7 h 29 min 33 s |
| 12e     | 29 octobre 2006 | 1er    | Gilles Guichard                                     | 6 h 34 min 56 s | 67e    | Karine Herry 9e victoire  | 7 h 47 min 17 s |
| 13e     | 28 octobre 2007 | 1er    | Thomas Lorblanchet                                  | 6 h 09 min 32 s | 97e    | Béatrice Fanget           | 8 h 02 min 42 s |
| 14e     | 26 octobre 2008 | 1er    | Thomas Lorblanchet 2e victoire                      | 6 h 21 min 06 s | 142e   | Kenza Pedrero             | 8 h 37 min 36 s |
| 15e     | 23 octobre 2009 | 1er    | Thierry Breuil                                      | 6 h 27 min 13 s | 30e    | Maud Gobert               | 7 h 24 min 58 s |
| 16e     | 24 octobre 2010 | 1er    | Thomas Lorblanchet 3e victoire                      | 6 h 36 min 54 s | 29e    | Isabelle Jaussaud-Grenier | 7 h 39 min 47 s |
| 17e     | 23 octobre 2011 | 1er    | Andy Symonds                                        | 6 h 33 min 58 s | 18e    | Maud Gobert 2e victoire   | 7 h 38 min 32 s |
| 18e     | 28 octobre 2012 | 1er    | Fabien Antolinos                                    | 6 h 10 min 35 s | 29e    | Núria Picas               | 7 h 16 min 57 s |
| 19e     | 27 octobre 2013 | 1er    | Thomas Lorblanchet 4e victoire                      | 6 h 43 min 04 s | 27e    | Núria Picas 2e victoire   | 7 h 57 min 49 s |
| 20e     | 26 octobre 2014 | 1er    | Benoit Cori                                         | 6 h 36 min 49 s | 28e    | Núria Picas 3e victoire   | 7 h 51 min 46 s |
| 21e     | 25 octobre 2015 | 1er    | Benoit Cori 2e victoire                             | 6 h 44 min 10 s | 28e    | Ellie Greenwood           | 7 h 58 min 06 s |
| 22e     | 23 octobre 2016 | 1er    | Miguel Heras                                        | 6 h 45 min 12 s | 28e    | Jasmin Nunige             | 8 h 00 min 52 s |
| 23e     | 22 octobre 2017 | 1er    | Sébastien Spehler                                   | 6 h 38 min 35 s | 15e    | Ruth Croft                | 7 h 27 min 31 s |
| 24e     | 21 octobre 2018 | 1er    | Sébastien Spehler 2e victoire                       | 6 h 36 min 43 s | 16e    | Azara García              | 7 h 38 min 20 s |
| 25e     | 20 octobre 2019 |        | Course annulée                                      |                 |        | Course annulée            |                 |
| -       | 18 octobre 2020 |        | Course annulée                                      |                 |        | Course annulée            |                 |
| 26e     | 24 octobre 2021 | 1er    | Jonathan Albon                                      | 6 h 32 min 19 s | 21e    | Ruth Croft 2e victoire    | 7 h 51 min 19 s |
| 27e     | 23 octobre 2022 | 1er    | Jim Walmsley                                        | 6 h 56 min 16 s | 22e    | Camille Bruyas            | 8 h 23 min 06 s |
| 27e     | 22 octobre 2023 | 1er    | Jonathan Albon 2e victoire                          | 6 h 42 min 17 s | 27e    | Julie Roux                | 7 h 58 min 30 s |
| 28e     | 20 octobre 2024 | 1er    | Thomas Cardin                                       | 6 h 38 min 14 s | 21e    | Caitlin Fielder           | 7 h 42 min 24 s |

### Vainqueurs de l’Endurance Trail
| Édition                          | Date            | Hommes | Hommes                          | Hommes           | Femmes | Femmes                             | Femmes           |
| -------------------------------- | --------------- | ------ | ------------------------------- | ---------------- | ------ | ---------------------------------- | ---------------- |
|                                  |                 | Rang   | Athlète                         | Temps            | Rang   | Athlète                            | Temps            |
| 1re                              | 1999            | 1er    | Jean Claude Enderlin            | 13 h 28 min 59 s | 24e    | Monique Veyrunes                   | 17 h 01 min 51 s |
| pas d'édition entre 1999 et 2004 |                 |        |                                 |                  |        |                                    |                  |
| 2e                               | 23 octobre 2004 | 1er    | Christophe Jaquerod             | 12 h 08 min 05 s | 122e   | Marie-Chantal Emonides             | 17 h 59 min 59 s |
| pas d'édition entre 2004 et 2009 |                 |        |                                 |                  |        |                                    |                  |
| 3e                               | 23 octobre 2009 | 1er    | Thomas Saint Girons             | 12 h 06 min 03 s | 11e    | Irina Malejonock                   | 13 h 49 min 24 s |
| 4e                               | 22 octobre 2010 | 1er    | Thomas Saint Girons 2e victoire | 11 h 40 min 57 s | 17e    | Véronique Chastel                  | 14 h 27 min 07 s |
| 5e                               | 21 octobre 2011 | 1er    | Xavier Thévenard                | 10 h 58 min 44 s | 43e    | Juliette Blanchet                  | 15 h 19 min 43 s |
| 6e                               | 26 octobre 2012 | 1er    | Emmanuel Ripoche                | 10 h 21 min 08 s | 20e    | Véronique Chastel 2e victoire      | 12 h 19 min 44 s |
| 7e                               | 25 octobre 2013 | 1er    | Fabien Antolinos                | 09 h 55 min 46 s | 9e     | Caroline Chaverot                  | 11 h 53 min 02 s |
| 8e                               | 24 octobre 2014 | 1er    | Benoît Girondel                 | 10 h 49 min 31 s | 28e    | Christine Denis-Billet             | 13 h 41 min 18 s |
| 9e                               | 23 octobre 2015 | 1er    | Aurélien Collet                 | 10 h 33 min 46 s | 108e   | Sarah Cameron                      | 14 h 59 min 38 s |
| 10e                              | 21 octobre 2016 | 1er    | Benoît Girondel 2e victoire     | 10 h 32 min 15 s | 13e    | Caroline Benoit                    | 12 h 16 min 50 s |
| 11e                              | 20 octobre 2017 | 1er    | Jonathan Moncany                | 11 h 08 min 53 s | 24e    | Jocelyne Pauly                     | 12 h 38 min 41 s |
| 12e                              | 19 octobre 2018 | 1er    | Patrick Bringer                 | 10 h 54 min 29 s | 35e    | Christine Denis-Billet 2e victoire | 13 h 12 min 16 s |
| 13e                              | 18 octobre 2019 | 1er    | Remi Berchet                    | 11 h 29 min 31 s | 48e    | Claire Bannwarth                   | 14 h 16 min 50 s |
| -                                | 16 octobre 2020 |        | Course annulée                  |                  |        | Course annulée                     |                  |
| 14e                              | 22 octobre 2021 | 1er    | Vincent Viet                    | 10 h 52 min 25 s | 14e    | Isabelle Dragon                    | 12 h 50 min 47 s |
| 15e                              | 21 octobre 2022 | 1er    | Théo Le Boudec                  | 11 h 06 min 15 s | 29e    | Julie Marini                       | 13 h 31 min 47 s |
| 16e                              | 20 octobre 2023 | 1er    | Yannick Noel                    | 09 h 56 min 13 s | 20e    | Jennifer Lemoine                   | 11 h 56 min 49 s |
| 17e                              | 18 octobre 2024 | 1er    | Yannick Noel 2e victoire        | 09 h 17 min 30 s | 43e    | Julia Harnie                       | 12 h 05 min 15 s |

### Vainqueurs de l'Intégrale des Causses
| Édition | Date            | Hommes | Hommes                | Hommes          | Femmes | Femmes                      | Femmes          |
| ------- | --------------- | ------ | --------------------- | --------------- | ------ | --------------------------- | --------------- |
|         |                 | Rang   | Athlète               | Temps           | Rang   | Athlète                     | Temps           |
| 1re     | 2013            | 1er    | Jean-Baptiste Castano | 6 h 26 min 29 s | 28e    | Cécile Lefebvre             | 8 h 16 min 28 s |
| 2e      | 2014            | 1er    | Sylvain Perrin        | 6 h 14 min 27 s | 11e    | Sylvaine Cussot             | 7 h 41 min 32 s |
| 3e      | 2015            | 1er    | Ugo Ferrari           | 5 h 58 min 32 s | 7e     | Isabelle Jaussaud           | 7 h 25 min 58 s |
| 4e      | 2016            | 1er    | Yann Nourry           | 6 h 22 min 23 s | 16e    | Marie Dohin                 | 7 h 38 min 58 s |
| 5e      | 2017            | 1er    | Kevin Vermeulen       | 5 h 51 min 52 s | 14e    | Elodie Varraine             | 7 h 38 min 14 s |
| 6e      | 2018            | 1er    | Stéphane Vinot        | 6 h 27 min 56 s | 11e    | Lucie Bidault               | 7 h 22 min 57 s |
| 7e      | 2019            | 1er    | Matthieu Durand       | 6 h 33 min 53 s | 10e    | Elodie Varraine 2e victoire | 7 h 29 min 47 s |
| -       | 16 octobre 2020 |        | Course annulée        |                 |        | Course annulée              |                 |
| 8e      | 22 octobre 2021 | 1er    | Théo Le Boudec        | 6 h 53 min 21 s | 7e     | Caroline Lafaye             | 7 h 45 min 29 s |
| 9e      | 21 octobre 2022 | 1er    | Paul Cornut-Chauvinc  | 6 h 20 min 40 s | 21e    | Agathe Bes                  | 8 h 18 min 38 s |
| 10e     | 20 octobre 2023 | 1er    | Alan Le Palabe        | 5 h 55 min 13 s | 24e    | Béatrice Vezinet            | 7 h 32 min 14 s |
| 11e     | 18 octobre 2024 | 1er    | Loïc Rolland          | 5 h 20 min 25 s | 16e    | Eléa Kopf                   | 6 h 35 min 56 s |

## Les différents parcours

### Endurance Trail
Épreuve créée en 1999, offrant un parcours d’au moins 100 km et environ 4 800 m+. Depuis que le festival a été déplacé à Millau, cette épreuve est organisée tous les ans et chemine sur trois des causses majeurs, le causse de Sauveterre, le causse Noir et le Larzac, parfois même le causse Méjean. Le départ s'effectue de nuit. Après deux ascensions du causse Noir cumulées (la côte de Carbassas puis la croix de Paulhe), elle étire généralement le grand trail vers des bourgs et villages un peu plus au nord : Rivière-sur-Tarn, Mostuéjouls et tient un ravitaillement à Le Rozier (faisant par là même une petite incursion en Lozère) au lieu de Peyreleau. Cette course passe souvent par des sites comme le château de Peyrelade ou le sentier des Balcons du Vertige. Après Saint-André-de-Vézines, le parcours descend également vers La Roque-Sainte-Marguerite soit en passant par les rochers de Roques Altès soit en passant par le moulin de la Caze. L'ascension vers Le Cade (831 m) est l'ultime difficulté majeure car contrairement au Grand Trail, les coureurs ne descendent pas immédiatement après cette dernière ferme, se dirigeant vers la Pouncho d'Agast (839 m) qu'ils n'ont pas à remonter. C'est l’épreuve qui ouvre le festival avec un départ à 4 h 00 le vendredi matin. Les trailers ont 22 heures pour passer sous l’arche d’arrivée des Templiers.

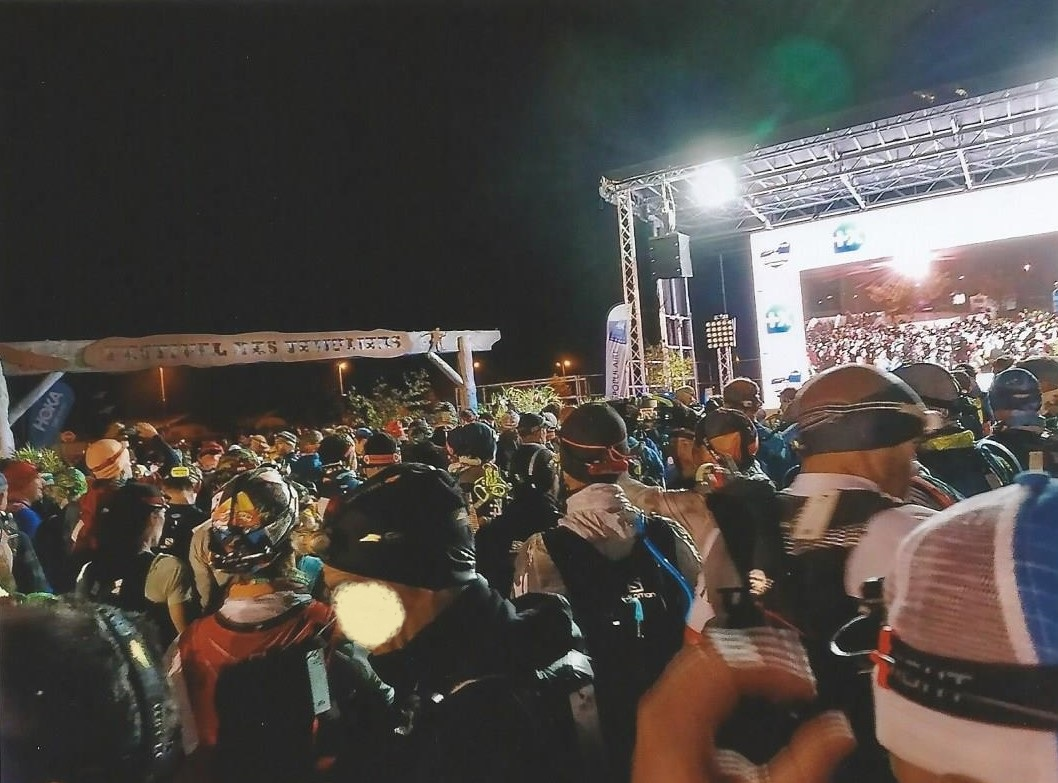
Départ au-delà de 4h du matin sur l’Endurance Trail 2021.
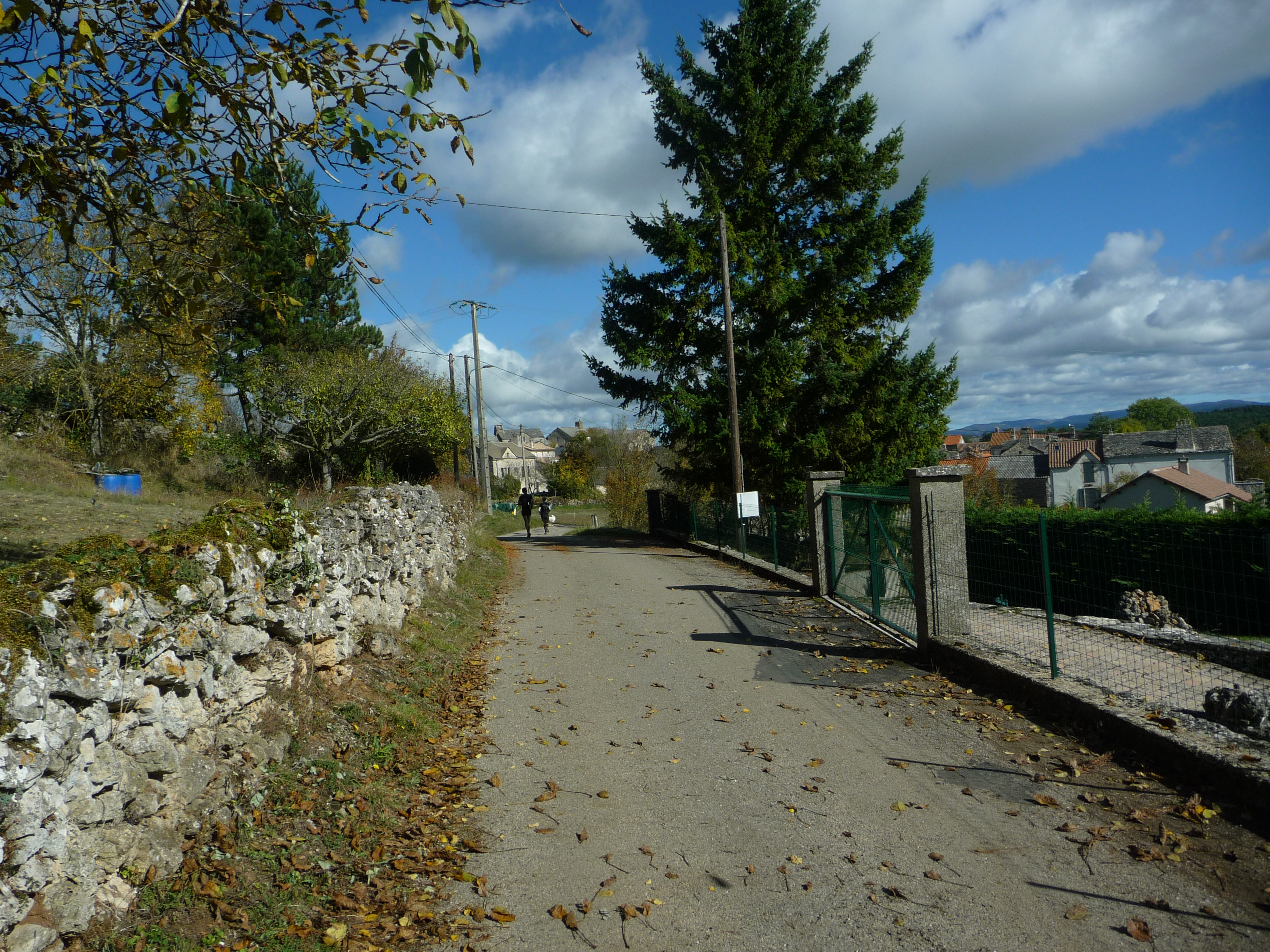
Endurance Trail des Templiers 2021. Entrée dans Saint-André de Vézines (870 m) vers le km 62,5.
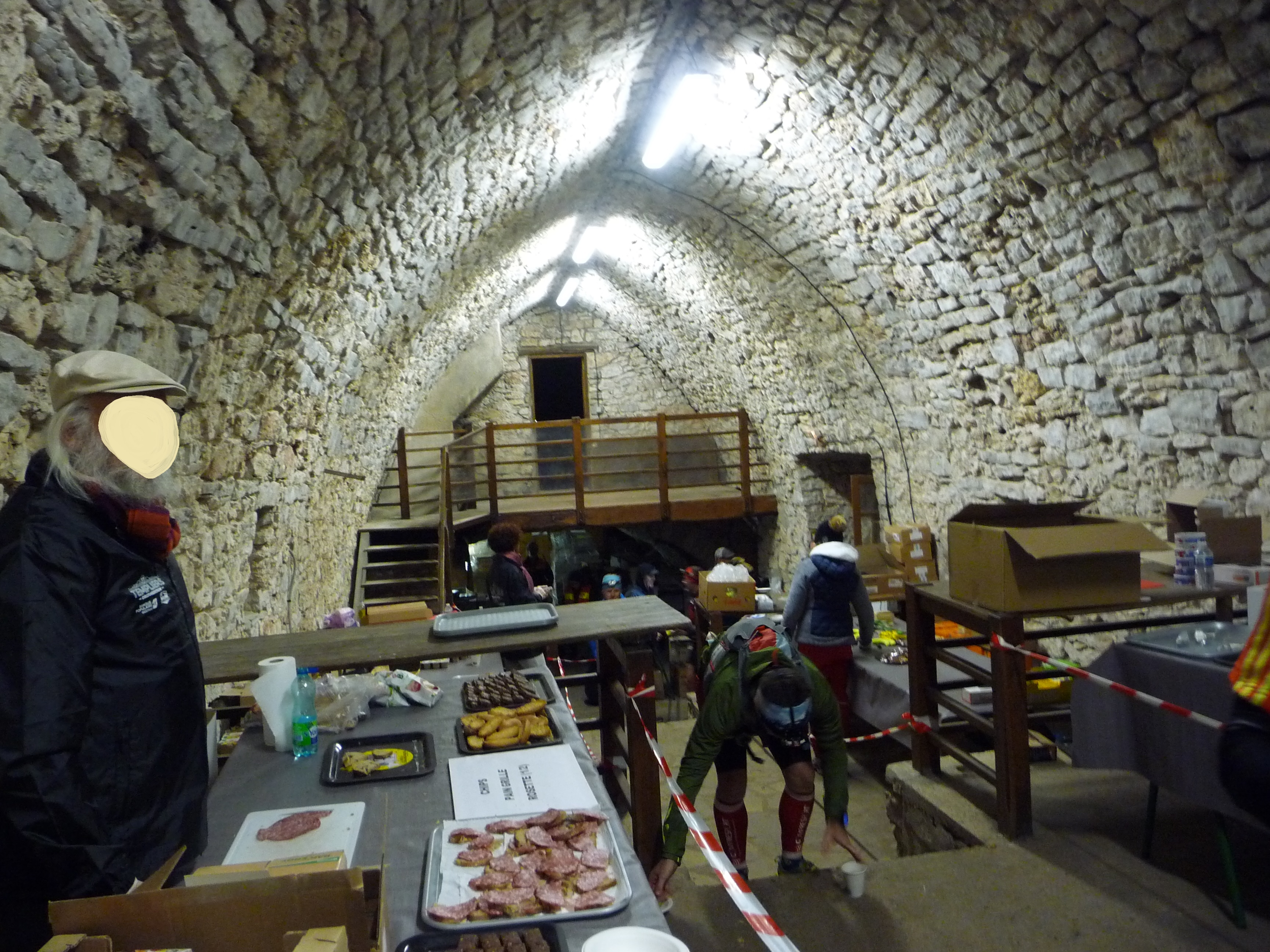
Endurance Trail des Templiers 2021. Dernier ravitaillement, après 102 km de course, à l'intérieur de la bergerie du Cade (831 m).
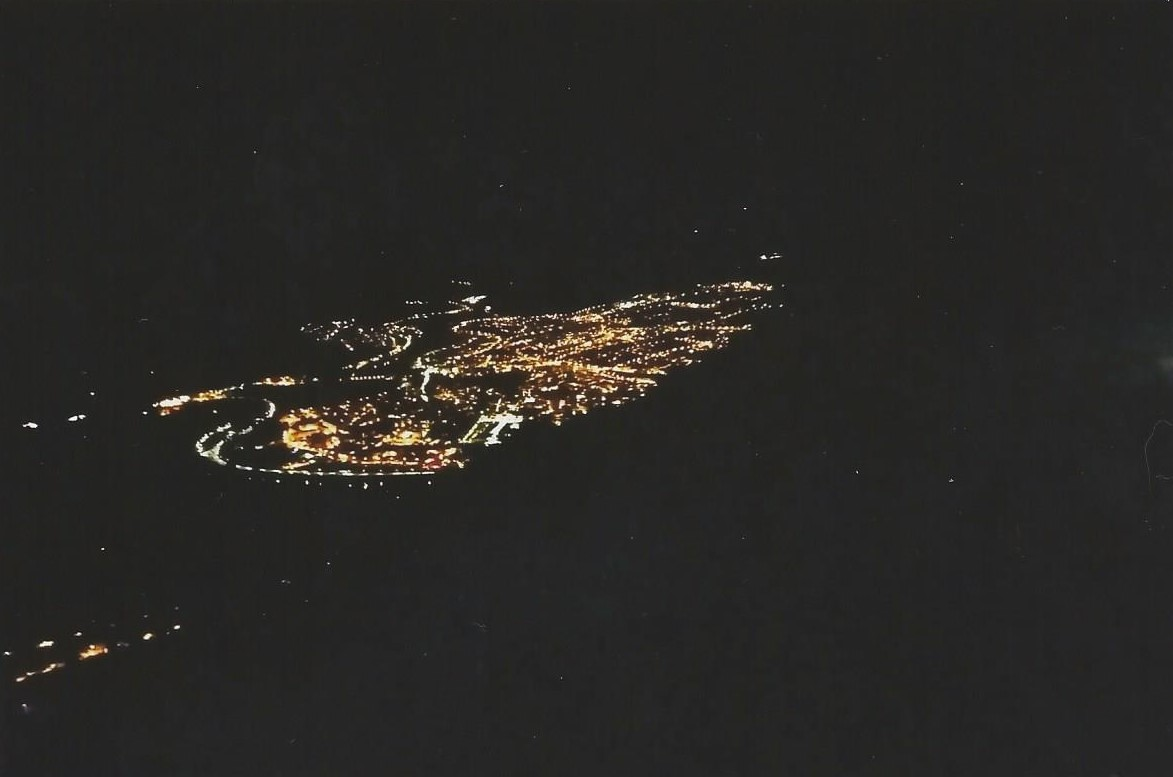
Endurance Trail 2021. La ville de Millau éclairée vue depuis le Puncho d'Agast (839 m), le dernier sommet avant la descente finale vers Millau. Il est fréquent de terminer de nuit sur l'Endurance Trail.

### Le Grand Trail des Templiers[82]
Cette épreuve se déroule le dernier jour du festival, avec un départ le dimanche à 5 h 15 lorsque la date coïncidait avec le passage à l'heure d'hiver, 5 h 45 depuis que ce n'est plus le cas. Ce parcours de trail a débuté en France en 1995 sur les sentiers et chemins du Larzac avec la première édition de ce qu'on appelait autrefois la Grande Course des Templiers. Cette épreuve a évolué tout en restant sur le territoire qui lui donne tant de caractère, les causses et vallées de l'Aveyron. De Sainte-Eulalie-de-Cernon à Millau en passant par Nant, le Grand Trail des Templiers accueille jusqu’à 2 500 coureurs.
Sa distance varie selon les années entre 68 et 78 km. Il s’agit d’une grande boucle au départ de Millau. Les coureurs débutent à partir de l'avenue Millau Plage par un tronçon de route goudronnée avant d'entamer la première ascension vers le causse Noir à partir du hameau de Carbassas à la lueur des lampes frontales. Sur le causse Noir, les coureurs évoluent alors sur de larges pistes au milieu des pins, bénéficient de points de vue sur les villages situés sur les berges du Tarn à partir de corniches et découvrent des fermes caussenardes (Le Sonnac ou La Rouvière selon les années) avant de descendre vers le premier ravitaillement dans le village médiéval de Peyreleau.
Après ce village, les coureurs entament une nouvelle ascension vers le causse, passant notamment par la chapelle Saint-Jean de Balmes (857 m) et la ferme caussenarde de La Roujarie, et ce, jusqu'au village élevé de Saint-André-de-Vézines (870 m), lieu du second ravitaillement, après une trentaine de kilomètres.
En repartant de ce village, les coureurs évoluent sur une des portions les plus spectaculaires du tracés avec notamment une petite descente vers le hameau médiéval et perché de Montméjean puis la remontée vers la corniche du Rajol, offrant un panorama sur les gorges de la Dourbie. Au passage sous une arche au chaos de Roques Altès (861 m), les coureurs entament la descente vers La Roque-Sainte-Marguerite (402 m), empruntant parfois des sentiers encaissés dans les gorges.
Cette dernière bourgade où les coureurs entament une nouvelle ascension assure la transition entre le causse Noir et le Larzac. Une fois arrivé sur les hauteurs de ce dernier, le kilomètre pour arriver à Pierrefiche du Larzac (693 m) est plus facile, comportant même une courte descente. Le troisième ravitaillement solide se tient dans ce village. Après celui-ci, les coureurs affrontent une longue section vallonnée potentiellement usante avec des montées et descentes raides, marquée par des panoramas sur le pays, au Pompidou (768 m) notamment. À partir du Mas de Bru (751 m), les coureurs descendent en pente plus douce jusqu'au village de Massebiau (368 m).
Ce village, où se tient un ravitaillement en eau, marque le retour du Causse Noir par l'ascension vers Le Cade, ascension qui peut être éprouvante par son dénivelé et après une soixantaine de kilomètres de course, malgré les derniers hectomètres moins difficiles. À l'intérieur de la ferme du Cade (831 m) est organisé le dernier gros ravitaillement. S'ensuit une descente pierreuse avant l'ultime grande ascension, celle de la Pouncho d'Agast (839 m) et ses relais qui dominent Millau. De là commence une descente raide et technique dans les bois avant une courte remontée vers la grotte du Hibou. Les coureurs n'ont plus ensuite qu'à descendre jusqu'au domaine de Saint-Estève, lieu de l'arrivée en aplomb de l'avenue Millau Plage.
Le parcours du Grand Trail offre la finale la plus difficile avec plus de 800 m de dénivelé positif sur les onze derniers kilomètres à partir de Massebiau.

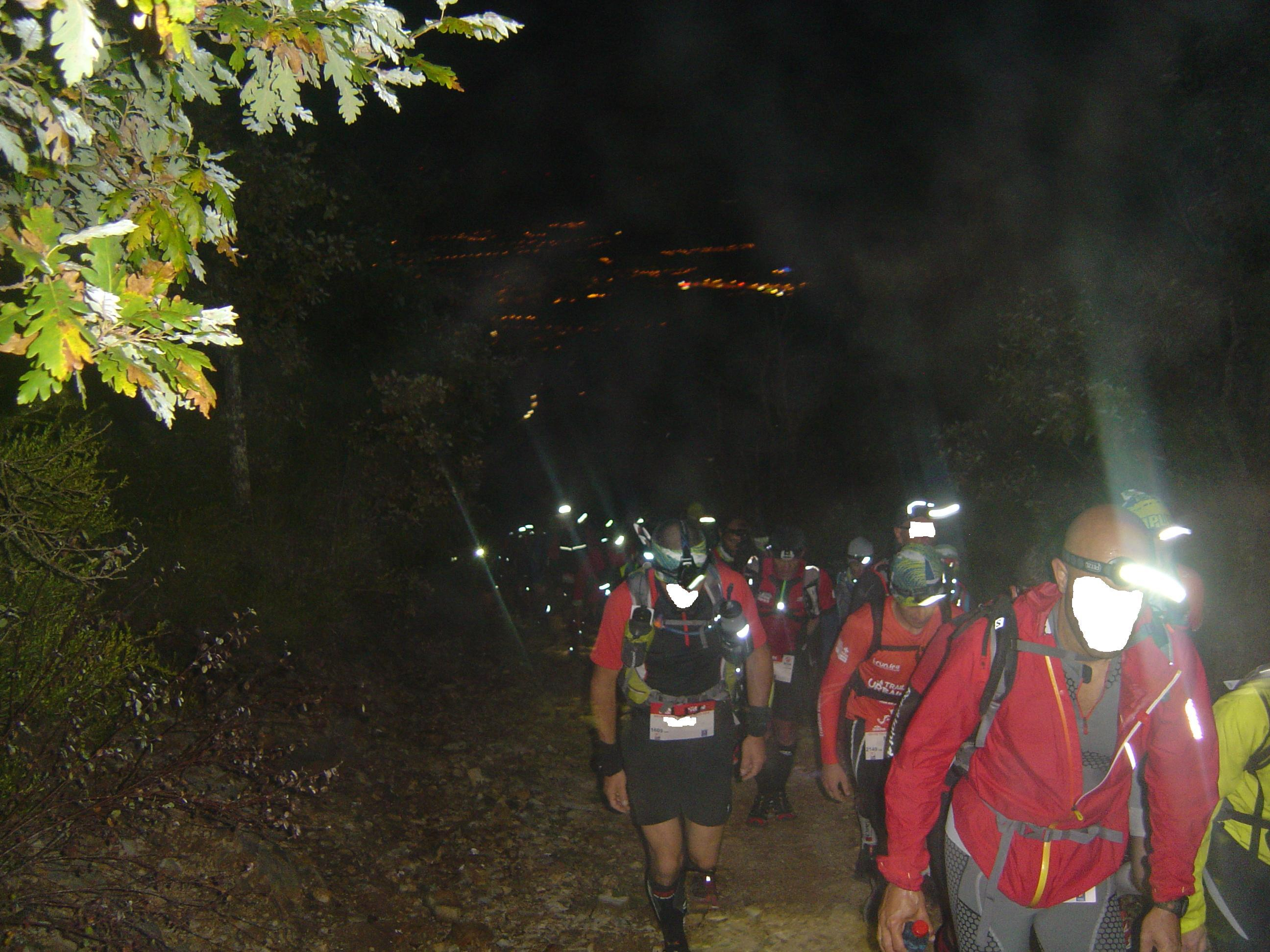
Ascension du causse Noir après Carbassas à la lueur des lampes frontales
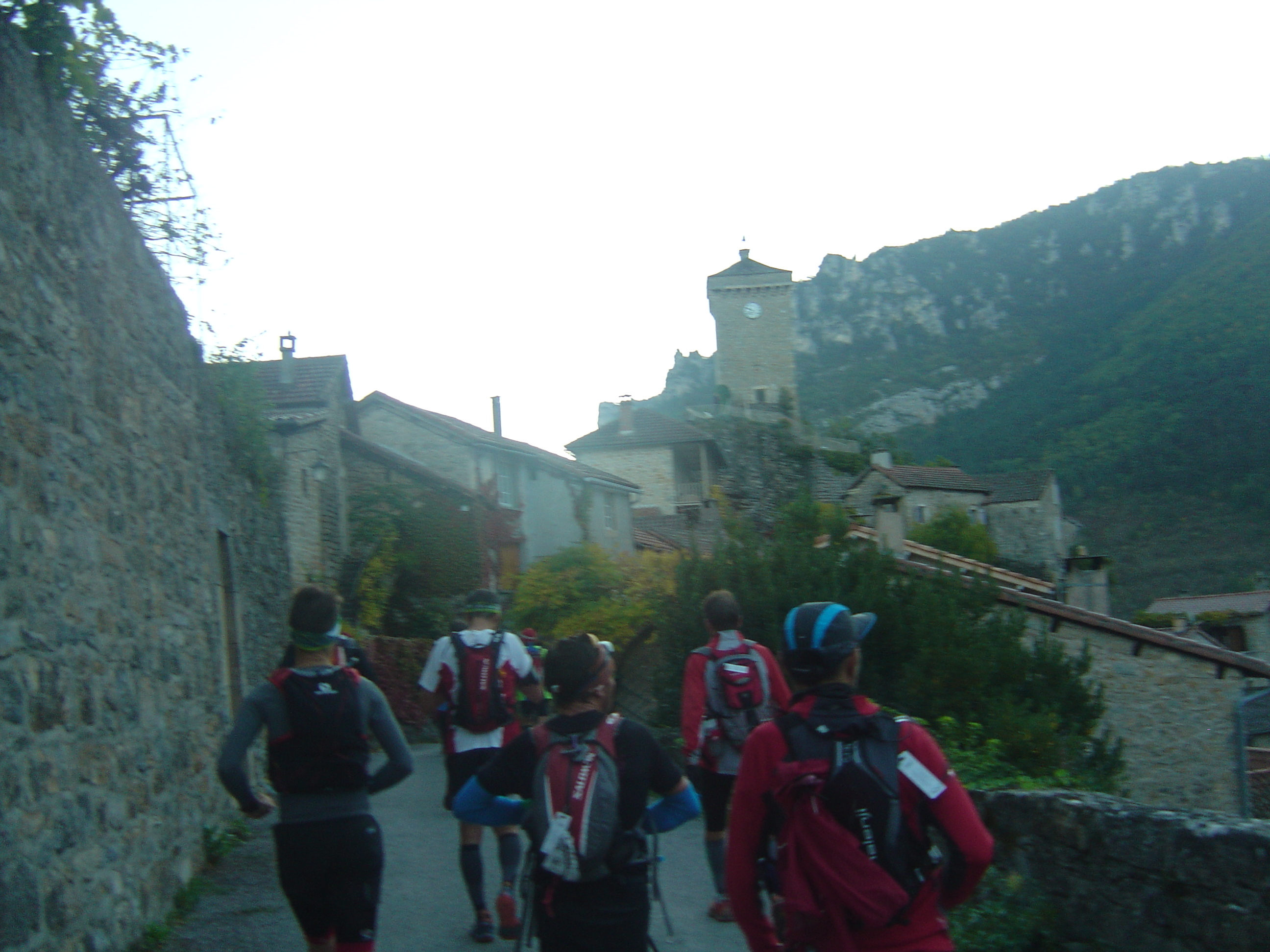
Entrée dans le village de Peyreleau
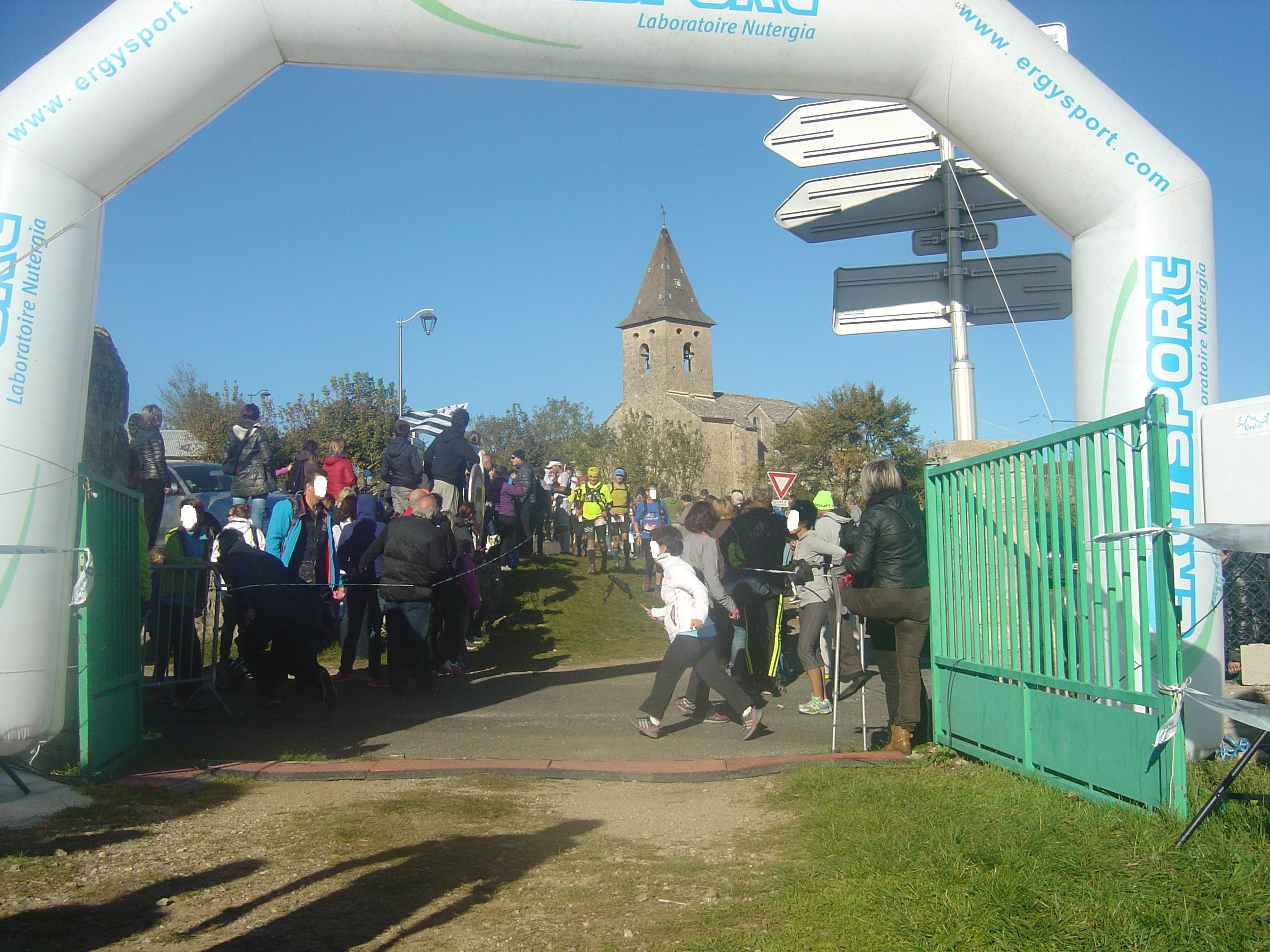
Public à Saint-André de Vézines (870 m)
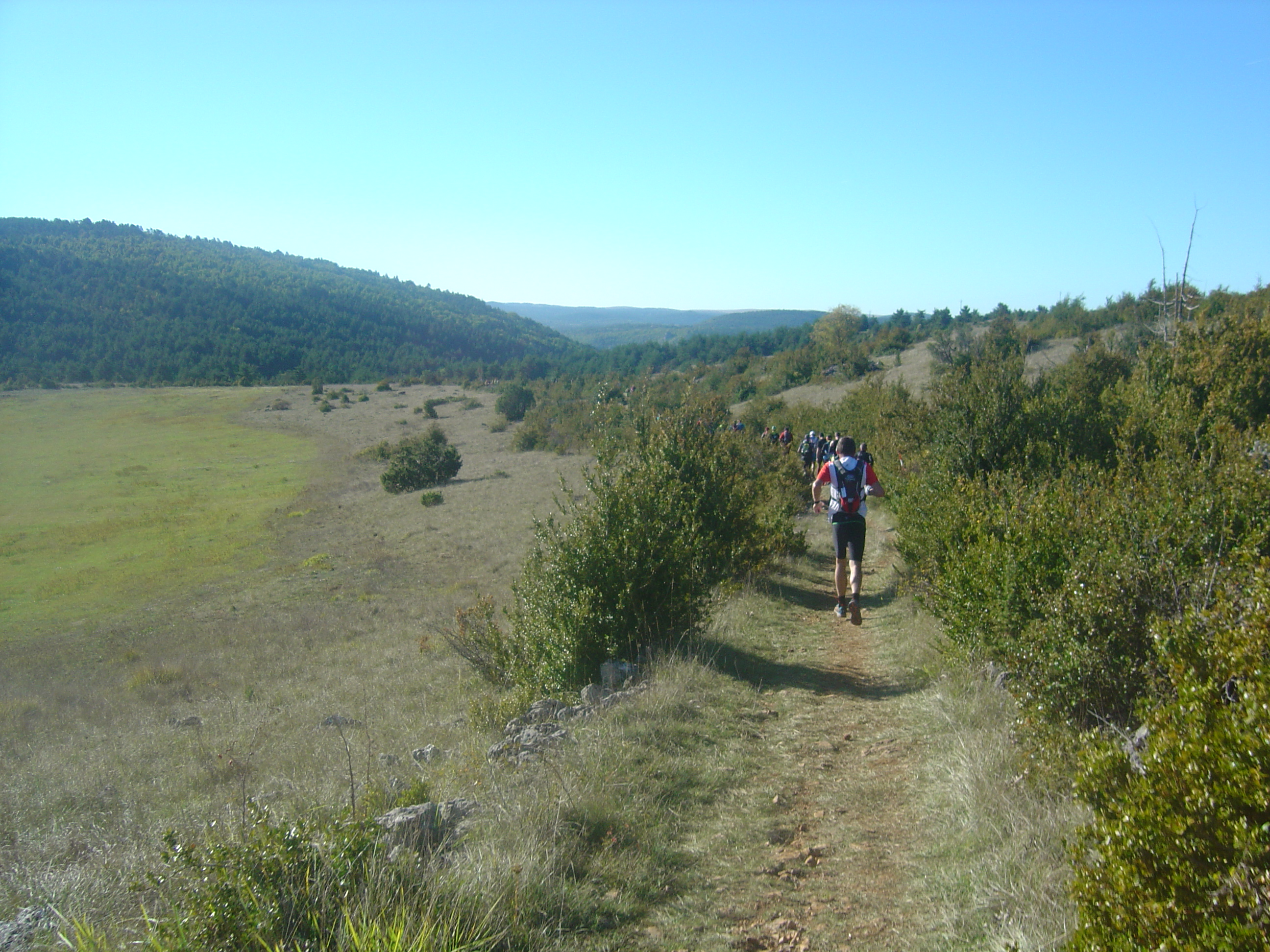
Après Saint-André de Vézines
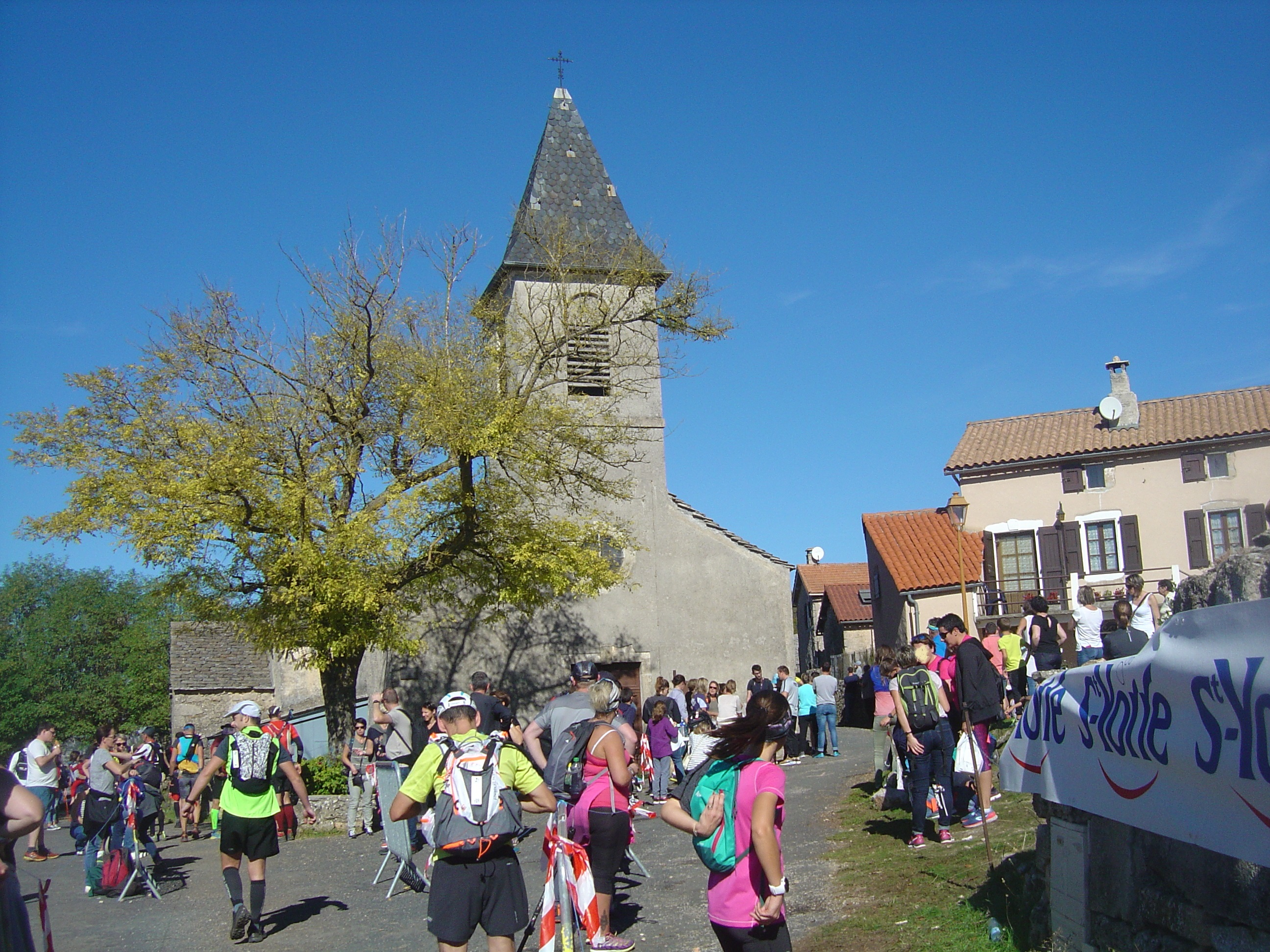
À la sortie du ravitaillement de Pierrefiche du Larzac (693 m)
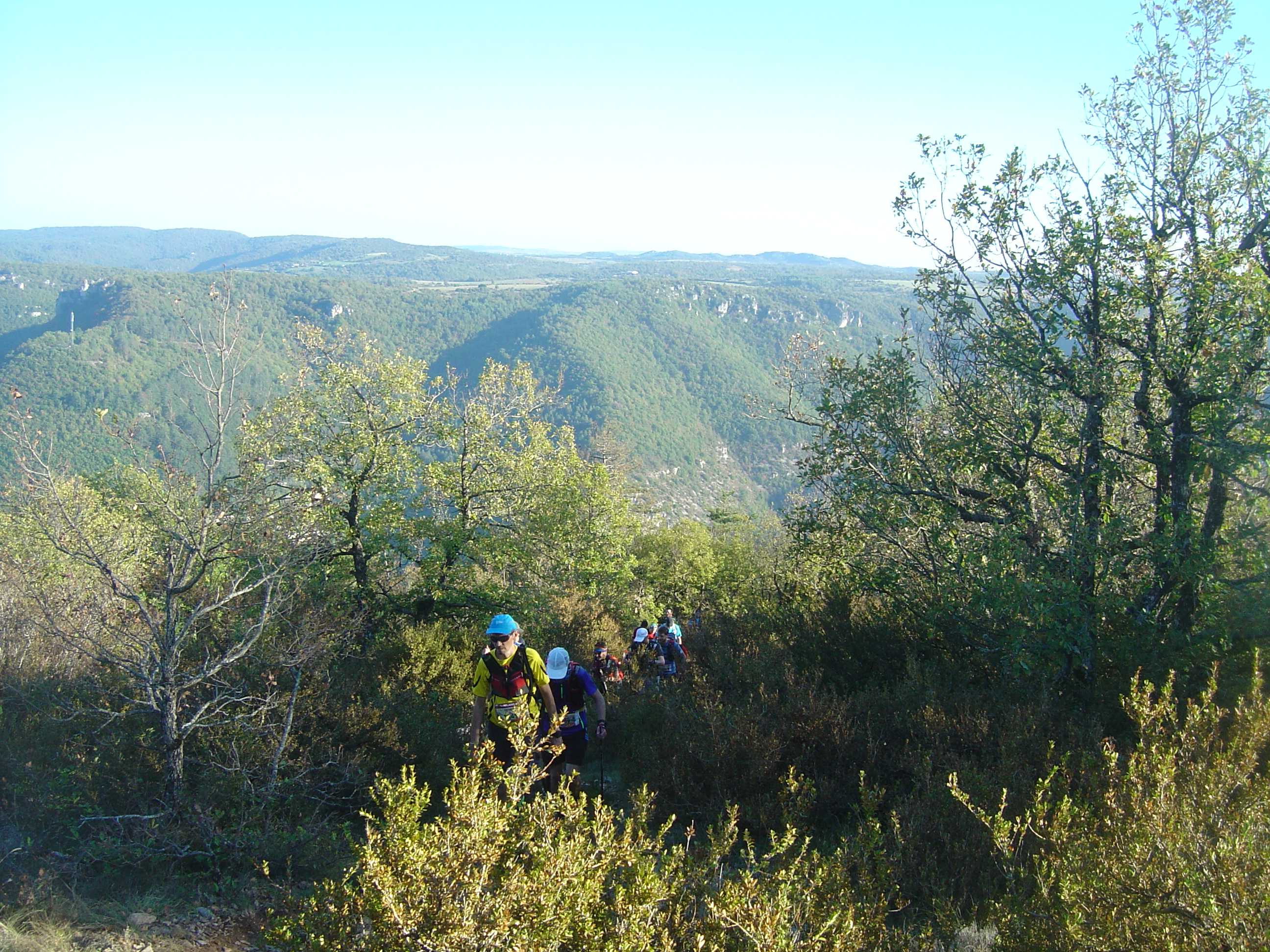
Seconde partie de l'ascension de la ferme du Cade

### Intégrale des Causses
La première édition de ce trail a vu le jour en 2013 et la course s'effectue le vendredi. Le départ s'effectue souvent à Mostuéjouls mais l'arrivée est à Millau comme pour les autres parcours. Les concurrents vont emprunter les sentiers et les corniches du causse du Sauveterre, du causse Noir et enfin du Larzac. Le parcours est d'une distance de 61 km ou 62 km et un peu moins de 3 000 m de dénivelé. À partir de Saint-André-de-Vézines, le parcours est celui du Grand Trail (corniche du Rajol, falaise du Pompidou, montée vers la ferme du Cade abordée au départ de Massebiau…) sauf que, sur le final, les coureurs ne descendent pas immédiatement après la ferme du Cade et n'ont ainsi pas à remonter vers la Pouncho d'Agast qu'ils atteignent moins difficilement.

### La Solitaire des Templiers
La Solitaire des Templiers, d'une distance de 60 km pour 3 000 m de dénivelé apparaît lors de l'édition 2015. Cette course qui se déroule le vendredi et qui est limitée à 50 coureurs a la particularité d'avoir un parcours totalement inconnu des coureurs ; même le lieu de départ de la course constitue une surprise. La première édition eut son départ depuis la grotte de Dargilan.

### La Boffi Fifty
Cette course de 50 km apparue en 2017, avec un départ le samedi matin, reprend le parcours du Marathon des Causses tout en y ajoutant un détour par le hameau de Longuiers (836 m) puis les falaises du Boffi, après le ravitaillement de la ferme des Privats, situé après une vingtaine de kilomètres de course. Après le hameau de Longuiers, le parcours comporte plusieurs courts passages en cordée et même le passage dit de la « boîte aux lettres », un petit goulet étroit à franchir. Après ce détour, le parcours revient vers Millau par la montée du Cade par le versant du Bois Mégie, celle autrefois empruntée par le Marathon des Causses, puis par l'ascension partielle de la Pouncho d'Agast tout comme sur le Marathon des Causses.

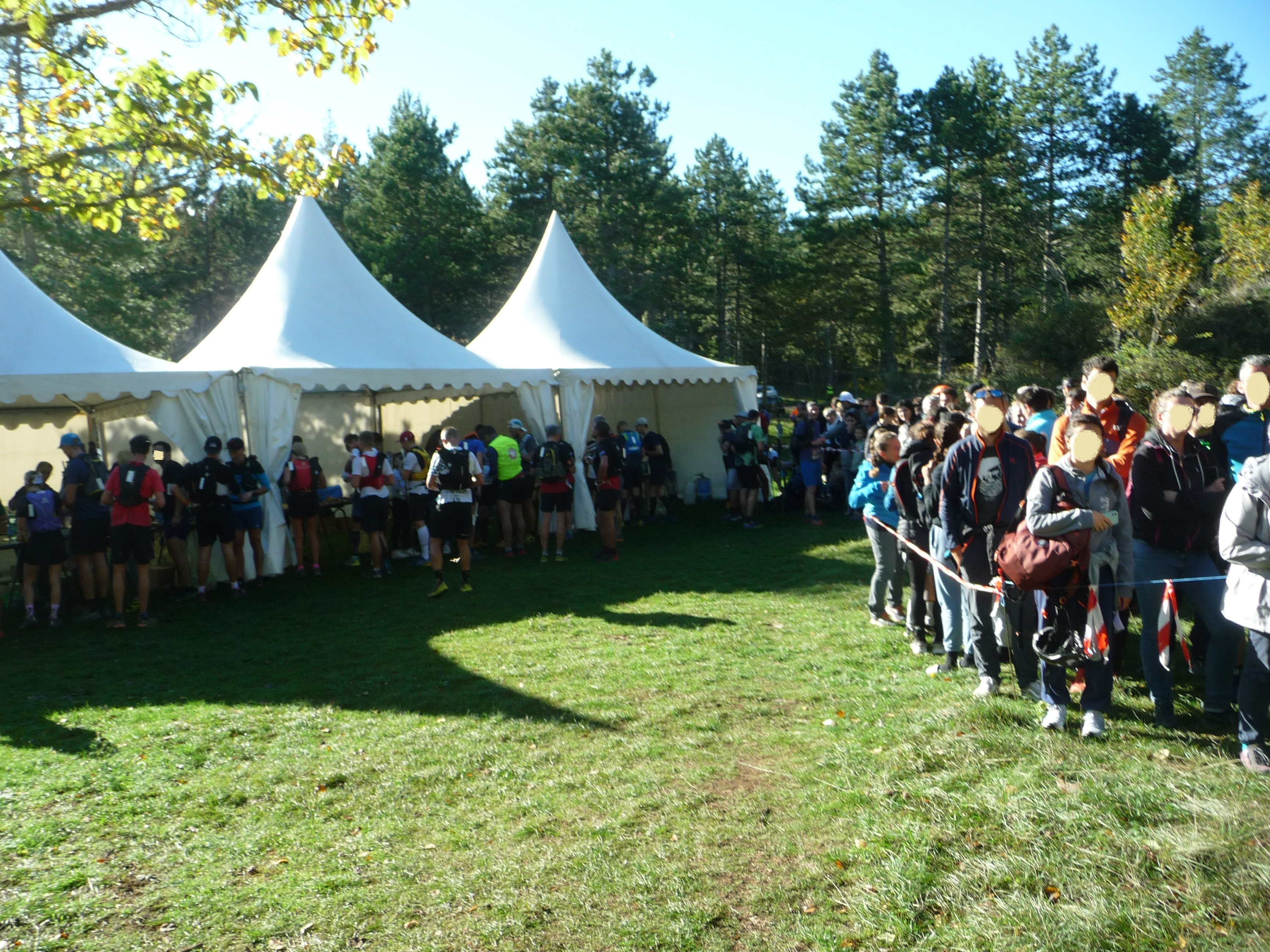
Ravitaillement des Privats après 21,5 km sur l’édition 2022.
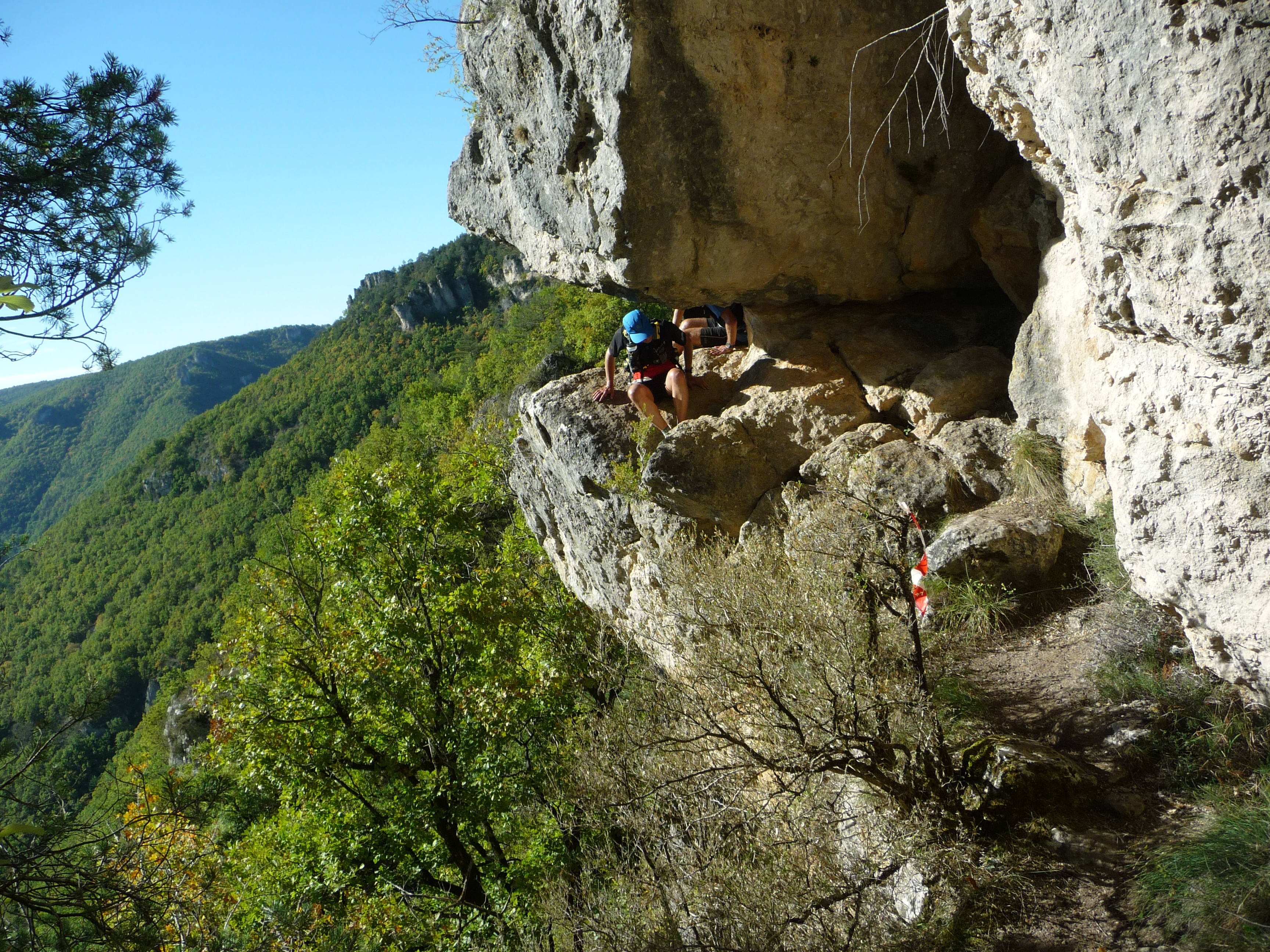
Le passage dit de la « boîte aux lettres ».
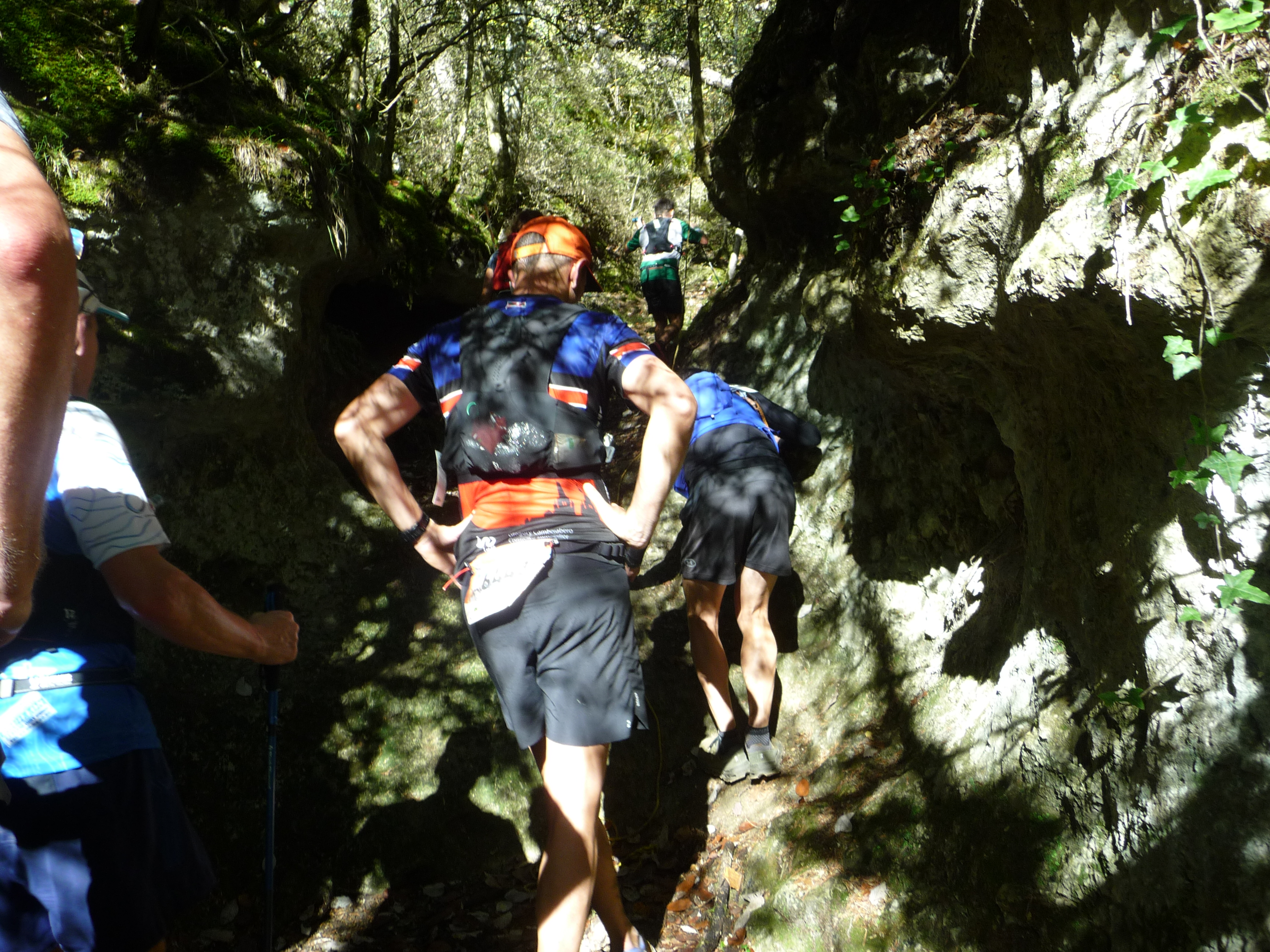
Court passage en cordée.
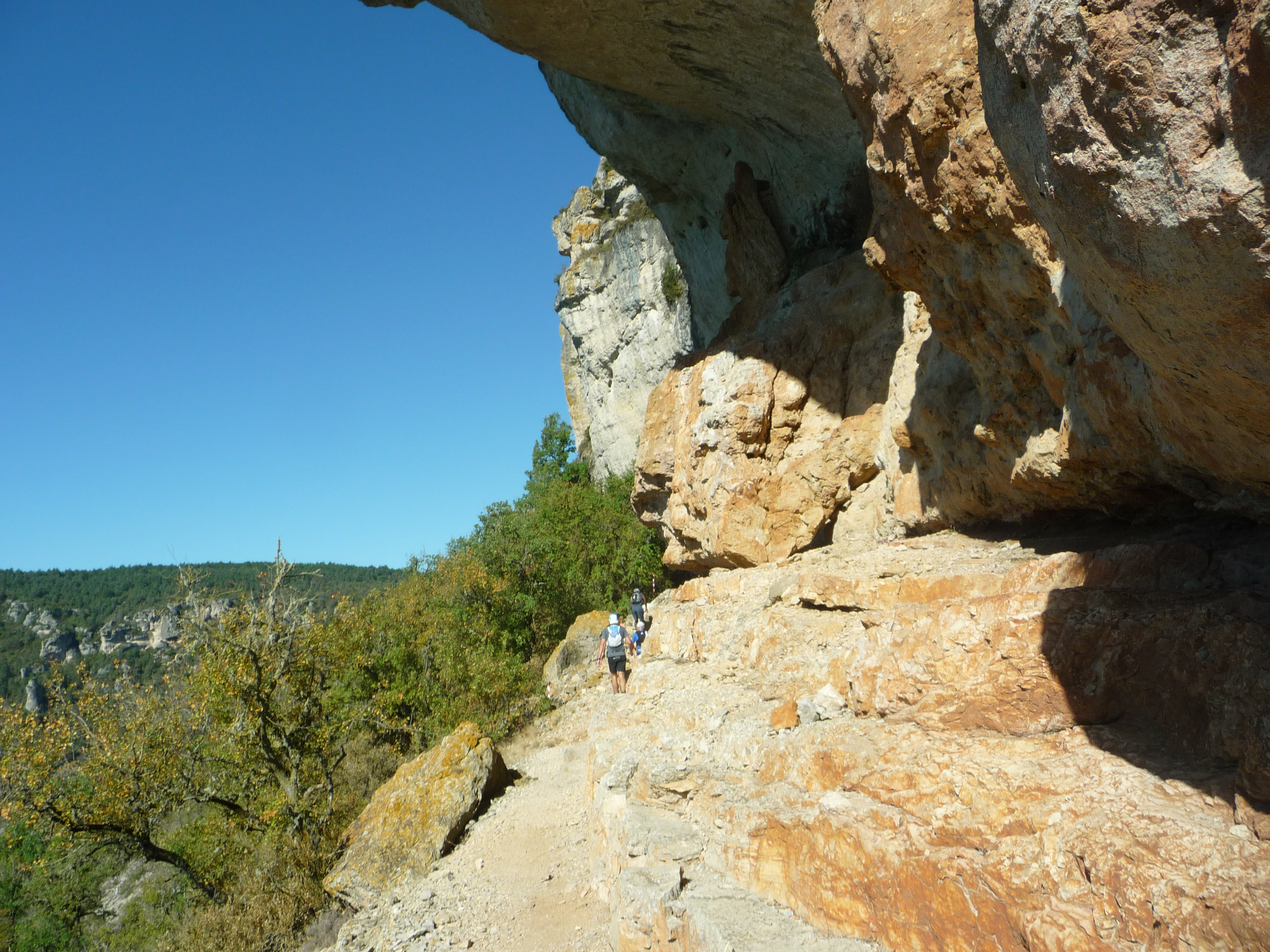
Passage sous une falaise.
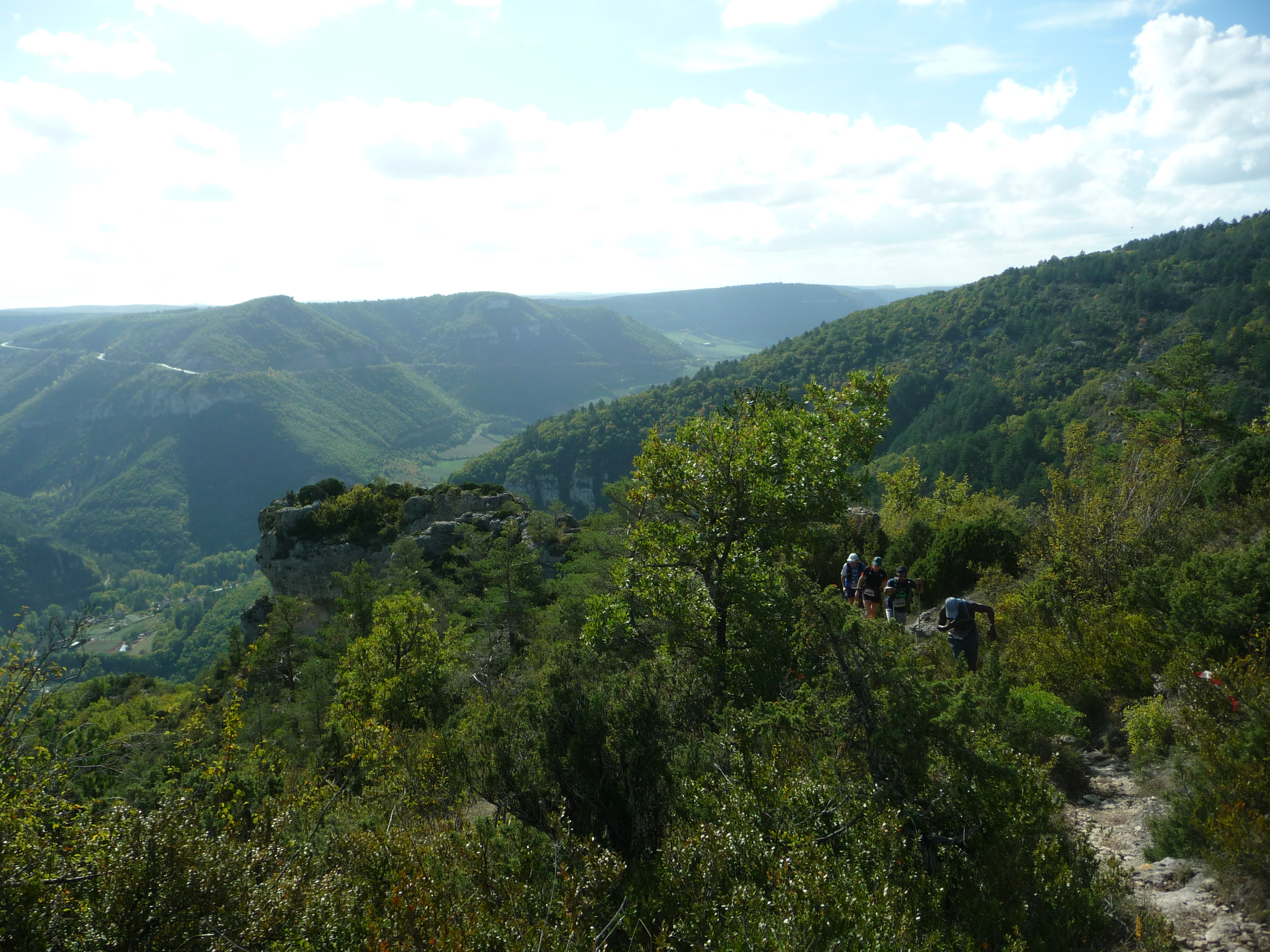
En arrière la fin de la partie difficile de la montée du Cade, sur le versant du Bois Mégie.

### Trail du Viaduc de Millau
C’est un trail nocturne qui démarre depuis 2012 de Castelnau-Pégayrols. Les trailers parcourent les vallées, traversent le ruisseau de La Muse et la rivière Tarn. Sur les 23 km du parcours, le tracé amène les coureurs à travers la pile P1 du viaduc de Millau. Il a été remplacé dès 2017 par la Midnight des Templiers.

### Monna Lisa Trail
C'est un trail couru le samedi qui a connu sa première édition en 2012 avec près de 450 coureurs franchissant la ligne d'arrivée. C’est un parcours assez technique et exigeant comprenant deux montées principales (la croix de Paulhe puis la seconde partie de la côte de Carbassas après le ravin de Font Frège). Le Pouncho d'Agast est le point culminant du parcours. Sur les 26 km de course ce ne sont pas moins de 1 300 m de dénivelé positif.
Un compromis entre le village du Monna et la célèbre œuvre de Léonard de Vinci est à l’origine du nom de cette course.

### Marathon des Causses
La première édition du Marathon des Causses a eu lieu lors de l’édition 2008. Le parcours emprunte les sentiers du causse Noir et la vallée de la Dourbie. Il représente souvent la dernière étape avant l’inscription au Grand Trail des Templiers. On compte 900 coureurs et en général 37,5 km pour une épreuve de la journée du samedi. Le trail se déroule le samedi et une partie des concurrents termine fréquemment avec une lampe frontale. Comme sur les autres parcours, la première grosse difficulté commence à proximité du hameau de Carbassas. Le parcours comprenait jusqu'en 2016 quatre grandes ascensions entrecoupées de pistes vallonnées sur les causses. La troisième grosse difficulté, la montée vers la ferme du Cade, s'effectuait par le Bois Mégie, juste après la descente du ravin du Monna, sur un sentier différent de celui du Grand Trail et présentait un dénivelé moindre. Ainsi, le Marathon des Causses présentait auparavant 1 700 m de dénivelé. Cependant, dès 2017, la montée du Cade fut supprimée du Marathon des Causses au profit du parcours de la Boffi Fifty. L'accès à la ferme du Cade se fait désormais par un chemin bien moins pentu, sans véritable descente du causse au préalable après le ravitaillement de la ferme des Privats 5 km avant. Comme durant le Grand Trail, les coureurs descendent après Le Cade sur un sentier en partie pierreux et remontent à  la Pouncho d'Agast à la différence près qu'ils ne vont pas tout à fait au sommet de celle-ci. Lors de l’édition 2012, le vainqueur Emmanuel Meyssat a bouclé le parcours à une moyenne de 13,64 km/h.

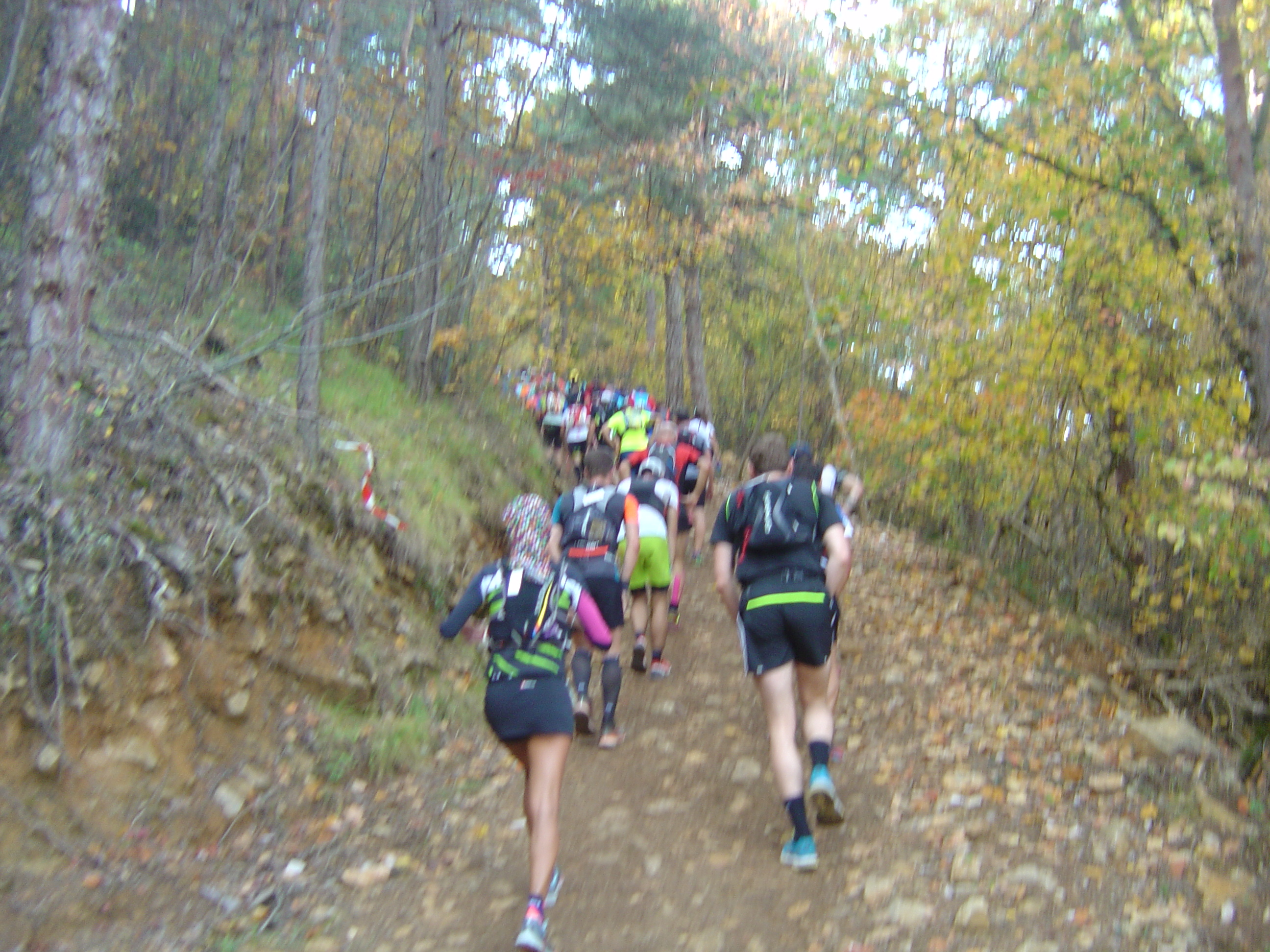
Ascension de la croix de Paulhe
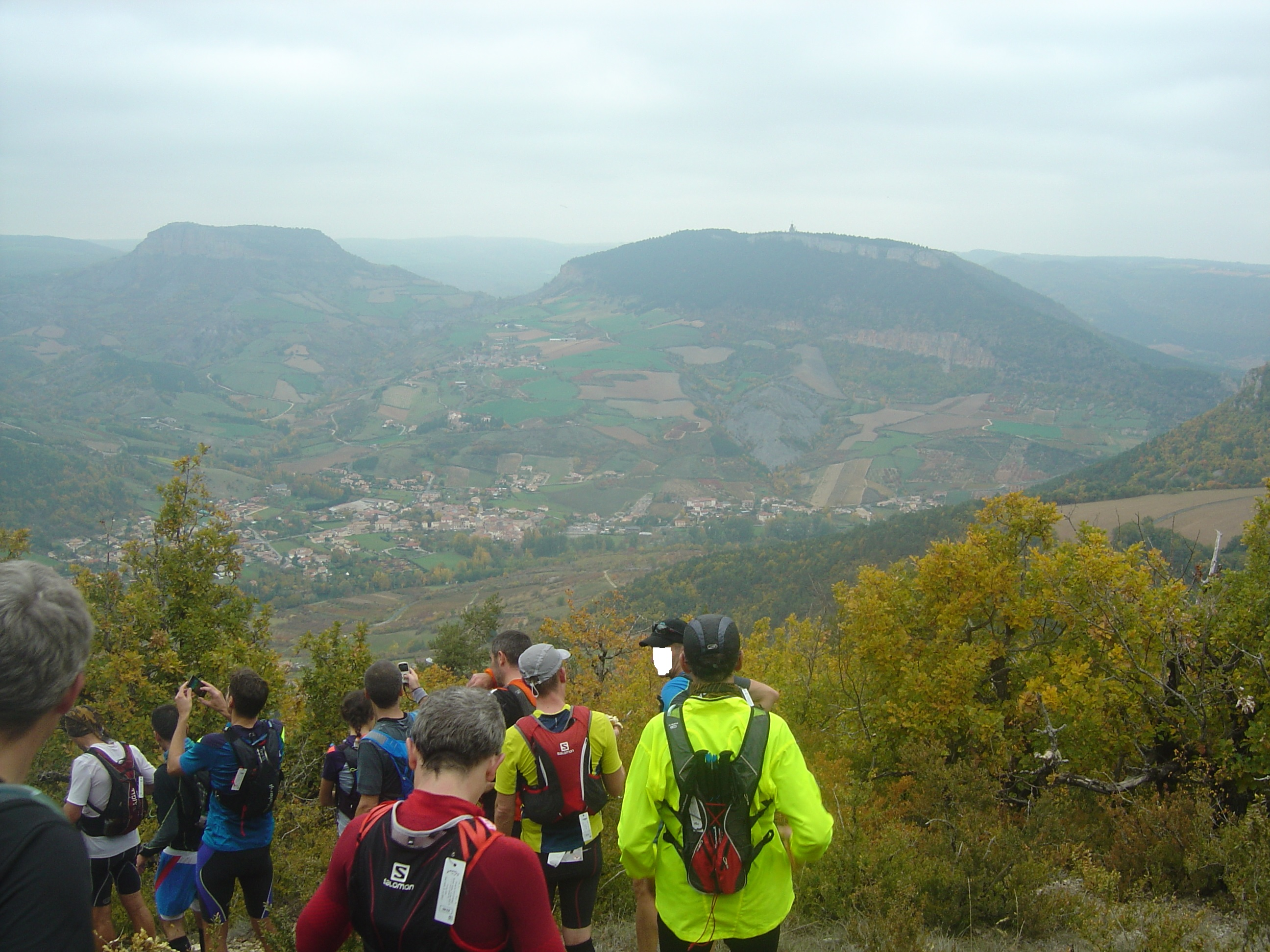
Début de la descente vers La Cresse
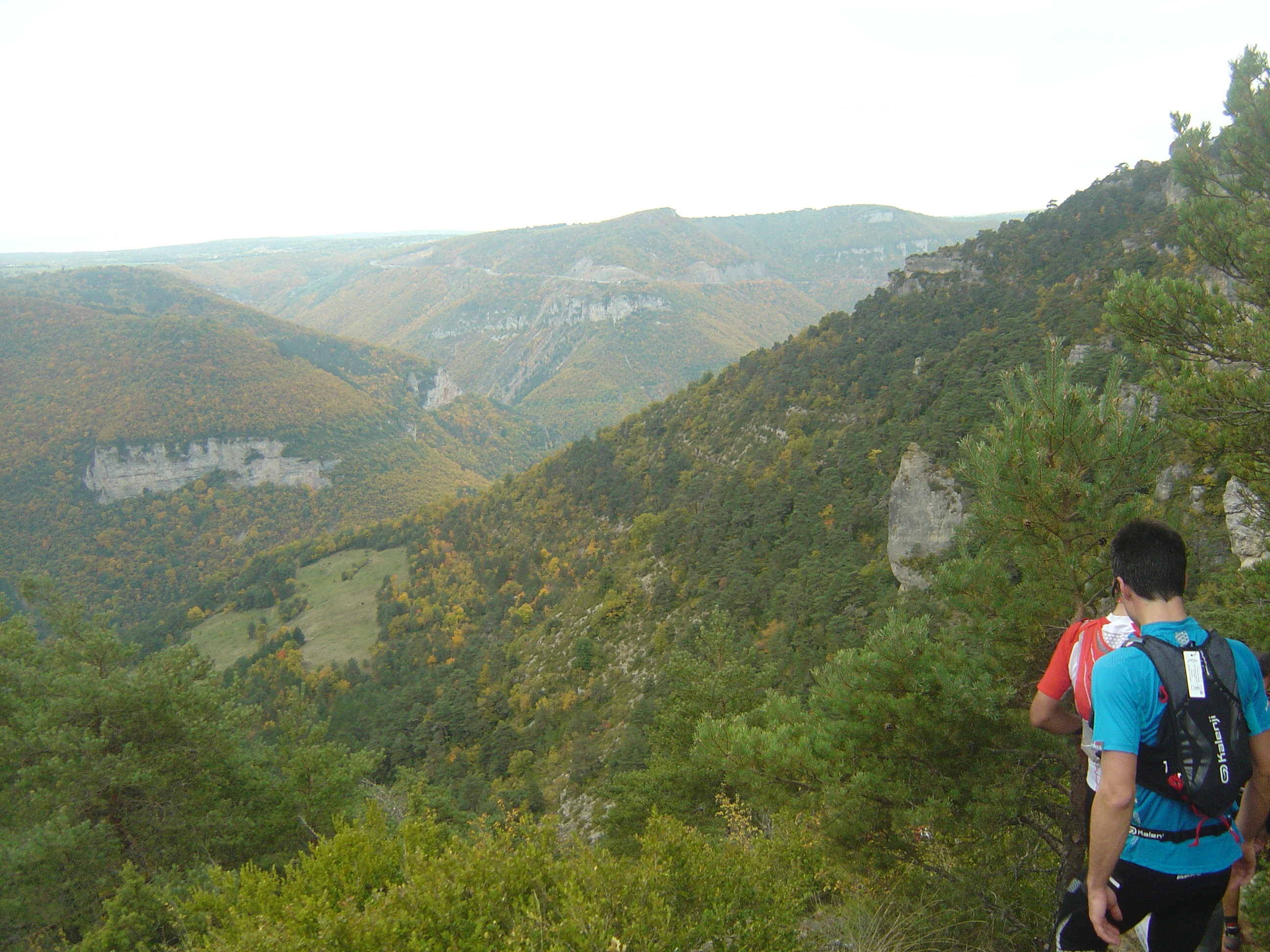
Début de la descente du ravin du Monna avant d'aborder la montée vers le Cade, en 2015
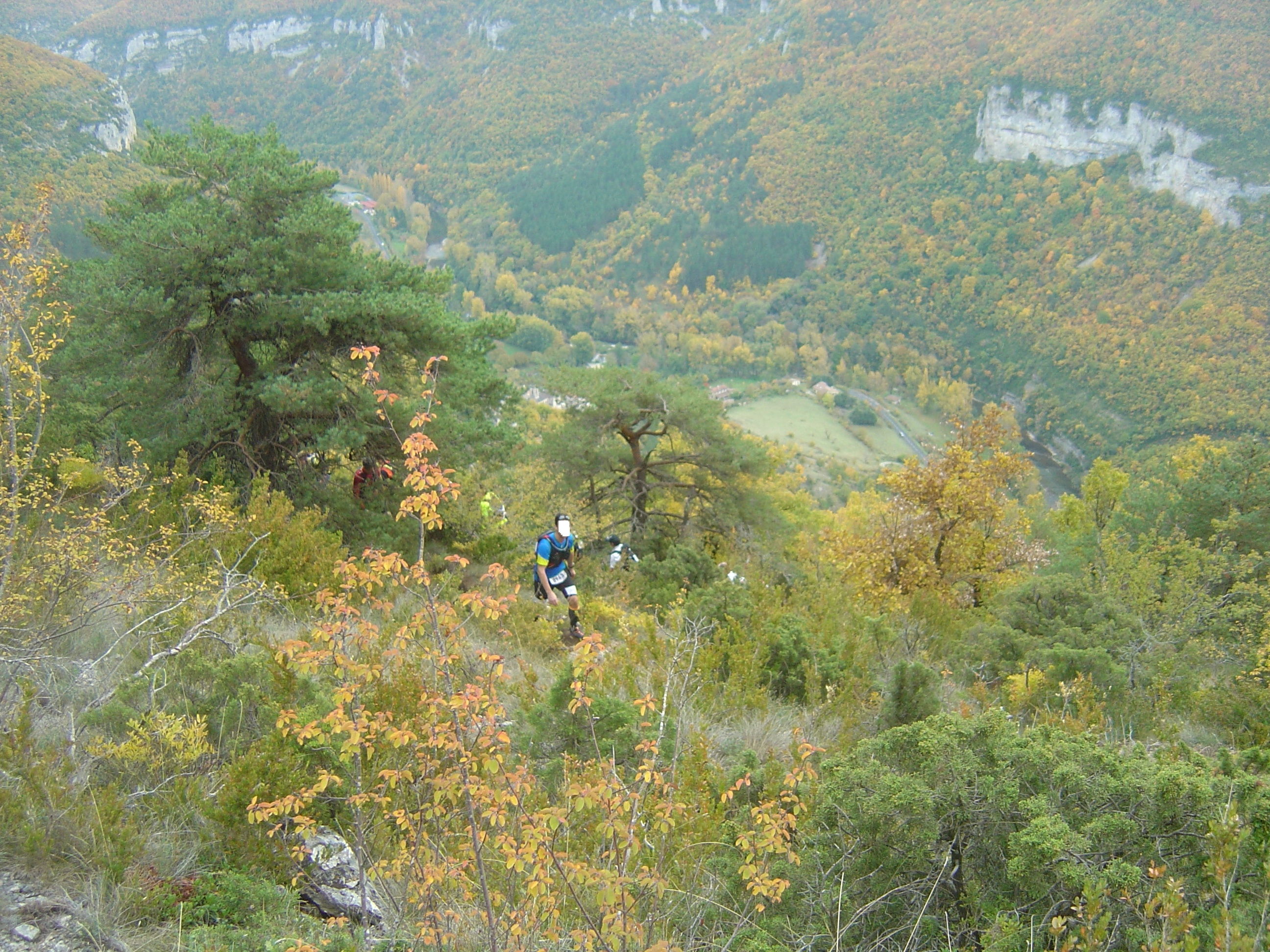
Coureurs dans la montée vers la ferme du Cade, en 2015

### Marathon du Larzac
Le Marathon du Larzac (36 km, 1 300 m de dénivelé) apparaît lors de l'édition 2015, plus orienté vers le Larzac comme son nom l'indique avec un départ à Montredon. La course se déroule le vendredi et est limitée à 400 coureurs. Elle est un peu moins difficile que le Marathon des Causses. Son parcours est assez similaire à la seconde partie du Grand Trail avec notamment un passage par Pierrefiche, les falaises du Pompidou qui dominent les gorges de la Dourbie et la montée de la ferme du Cade abordée par le même versant sauf que comme pour l'Intégrale des Causses, le parcours évite après la remontée vers la Pouncho d'Agast.

### La Rock'shot
En 2018, une nouvelle course de 31 km a été créée : la Rock'shot, en hommage à Christophe Rochotte, journaliste proche de l'organisation décédé en 2015. Le parcours commençait à Notre-Dame de la Salvage (735 m) sur le causse du Larzac, passait par le mont Redon (836 m) au début avant un tracé vallonné. Le parcours remontait ensuite vers le lieu-dit « Camp Grand » (726 m) avant de descendre progressivement vers Massebiau (368 m) et grimper le causse Noir vers Le Cade (831 m). Le final vers La Poucho d'Agast (839 m) était similaire à celui de l'Endurance Trail, l'Intégrale des Causses et le Marathon des Causses ; avant de descendre vers Millau. La course avait un dénivelé de 1 550 m.

### Trail des Troubadours
Ce trail ouvert aux pratiquants de la marche nordique et aux trailers voit le jour en 2013. Le parcours se veut accessible à tous mais en offrant tout de même un peu de caractère. Après le hameau de Carbassas, le tracé prend de la hauteur et passe sous les falaises des Troubadours, donnant ainsi le nom à cette course. Sur une distance assez courte, environ 13 km, le dénivelé positif est de  550 m. C'est une épreuve courte, rapide et exigeante.

### VO2 Trail
Un trail court dynamique et incisif. Appelé Puma Trail en 2006 et 2007, le VO2 Trail change de nom en 2008. Cette épreuve reprend le nom du magazine VO2. Cette course offre une distance d'un peu moins de 20 km en général et une difficulté différente donnant ainsi l’occasion aux coureurs rapides de s’exprimer. La seule grosse difficulté est selon les années la montée vers la croix de Paulhe ou celle après le hameau de Carbassas, ascensions communes à beaucoup de courses ; le reste étant un parcours vallonné sur le causse avant de redescendre à Millau.

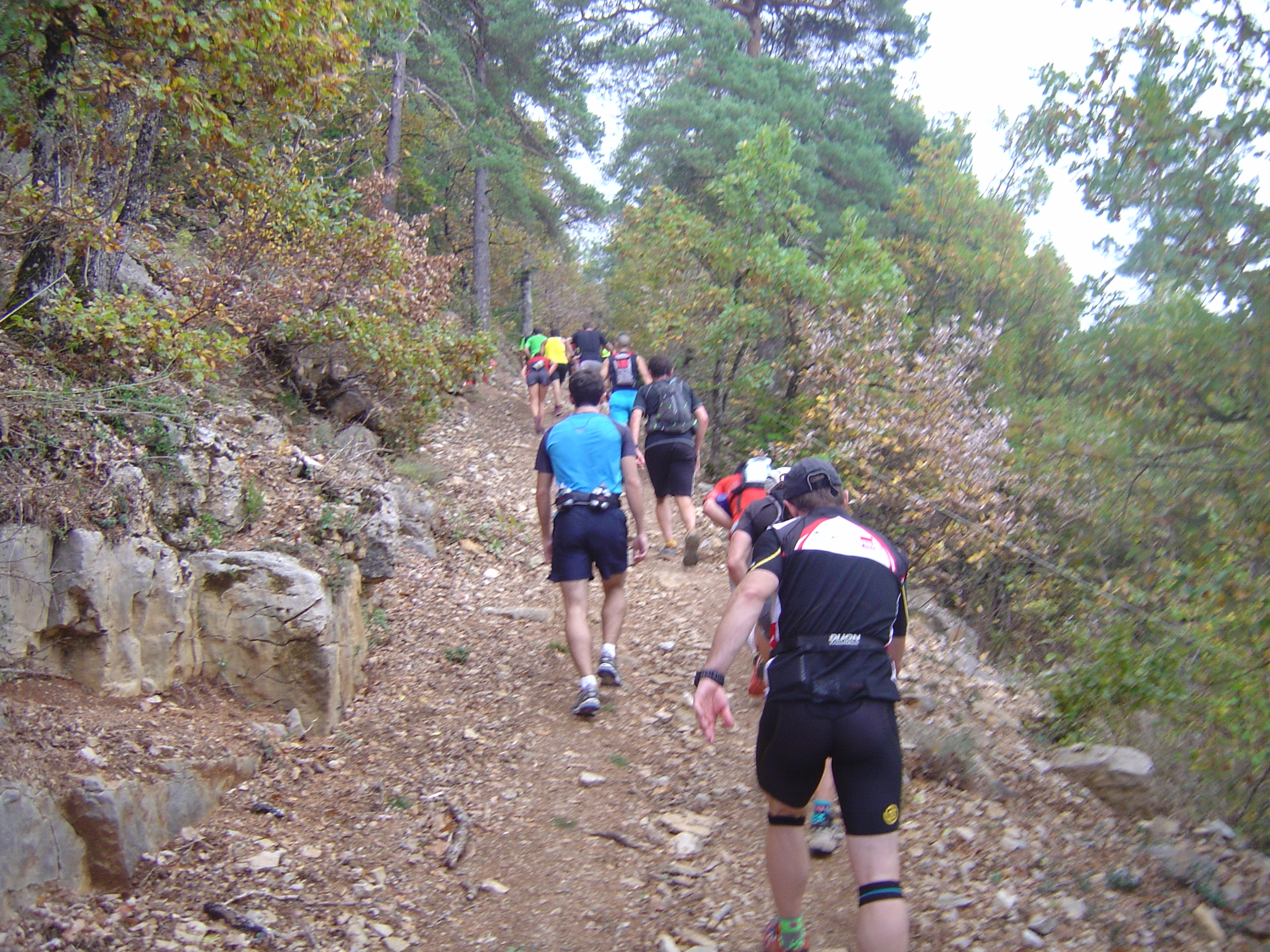
Coureurs du VO2 Trail dans la montée vers la croix de Paulhe, en 2013
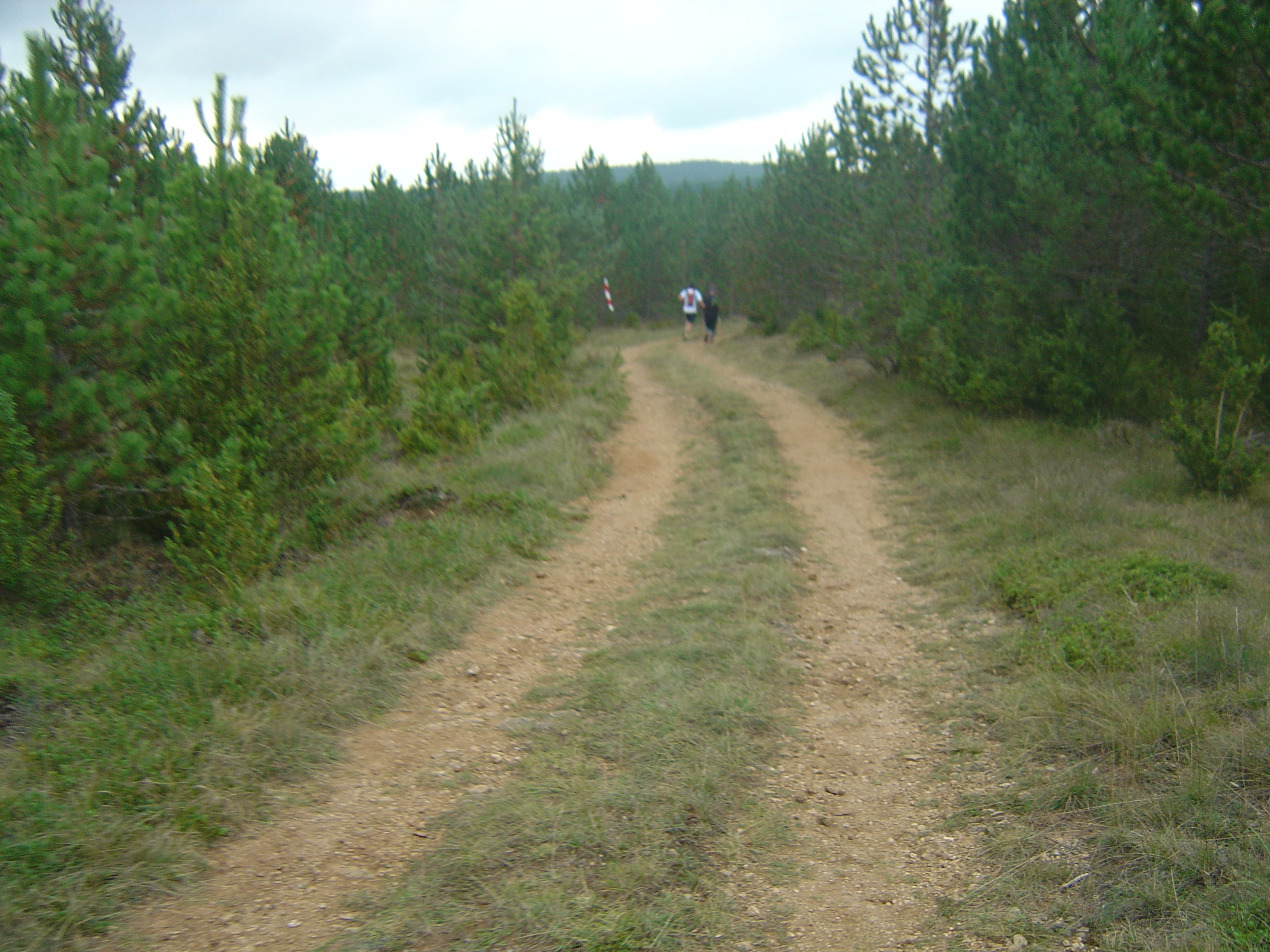
Traversée d'une grande forêt de pins noirs dans les causses.

### La Templière
Premier trail féminin, La Templière s’est courue pour la première fois en 2004. Cette même année, La Templière et l’Endurance Trail (1re édition) accompagnaient le Grand Trail des Templiers, le Festival des Templiers était né.
Les coureuses parcourent une dizaine de kilomètres et 300 m de dénivelé positif avant de franchir l’arche des Templiers. Des 315 arrivants en 2004, cette course ne s’est jamais épuisée et compte chaque année à l’arrivée entre 400 et 500 coureuses.

### Les Kinder Trail, KD Trail et Junior Trail
Sur le même tracé que La Templière, les Kinder Trails et Junior Trails, ouverts aux adolescents, permettent à de nombreux enfants, une première approche de la course nature. Le Kinder Trail (1er trail français organisé pour des enfants en 2008) se courent sur des distances de 1,5 km et 3 km.

### Les courses sport adaptées
Pour la première fois dans le cadre du Festival des Templiers, des courses seront ouvertes aux personnes atteintes de handicap.